# Livro do Armeiro-Mor
«Livro do Armeiro-Mor» (Книга старшого герольда) — офіційний португальський рукописний гербовник раннього нового часу. Створений 1509 року за правління чотирнадцятого португальського короля Мануела І. Укладений Жуаном до Кро (João do Cró), головним герольдом Португалії. Складається з 161 аркушів пергаменту, розміром 40,3 x 31,5 см. Має високоякісні кольорові ілюстрації. Текст пояснень і підписів португальською мовою. У першій частині містить герби дев'яти достойників; у другій — герби монархів країн Європи, Азії та Африки; у третій — герби сімох курфюрстів Священної Римської імперії; у четвертій — герби дванадцяти перів Франції; й в останній п'ятій — 287 гербів короля, принців, панів і шляхти Португальського королівства. Вважається одним із шедеврів португальської мініатюри разом із Лорванським апокаліпсисом, Книгою Ораса де Дуарте, Біблією Жеронімуша та Книгою Ораса де Мауеля. Найстаріший і найцінніший португальський гербовник, що зберігся до наших днів. Джерело і взірець для Livro da Nobreza e Perfeiçam das Armas та наступних португальських гербовників. Названий за посадою Альваро да Кости (Álvaro da Costa), старшого герольда з 1511 року, в домі якого гербовник зберігався протягом десяти поколінь. Завдяки цьому книга вціліла після Лісабонського землетрусу 1755 року, в ході якого загинуло багато документів з Шляхетського управління Португалії. На початку ХХ століття входила до приватної колекції короля Карлуша I. На сьогодні зберігається в Національному архіві Португалії. Вперше опублікований 1956 року Португальською академією історії. Перевидання здійснене 2007 року. Інша назва — «Livro Grande» («Велика книга»).

## Зміст

### Частина І
У першій частині представлено 10 гербів на 5 аркушах (f. 1—5v). Це знаки дев'яти достойників — загальноєвропейських героїв пізнього середньовіччя, видатних полководців й символів лицарства: юдейського воєначальника Ісуса Навина, юдейського царя Давида, героя-повстанця Юди Маккавея, македонського царя і завойовника Азії Александра Великого, троянського принца і героя-захисника Гектора, римського імператора Юлія Цезаря, британського короля Артура, франкського короля й підкорювача Європи Карла Великого та героя-хрестоносця й першого єрусалимського короля Готфріда. До цих дев'яти доданий десятим герб Бертрана дю Геклена, видатного французького полководця часів Столітньої війни.

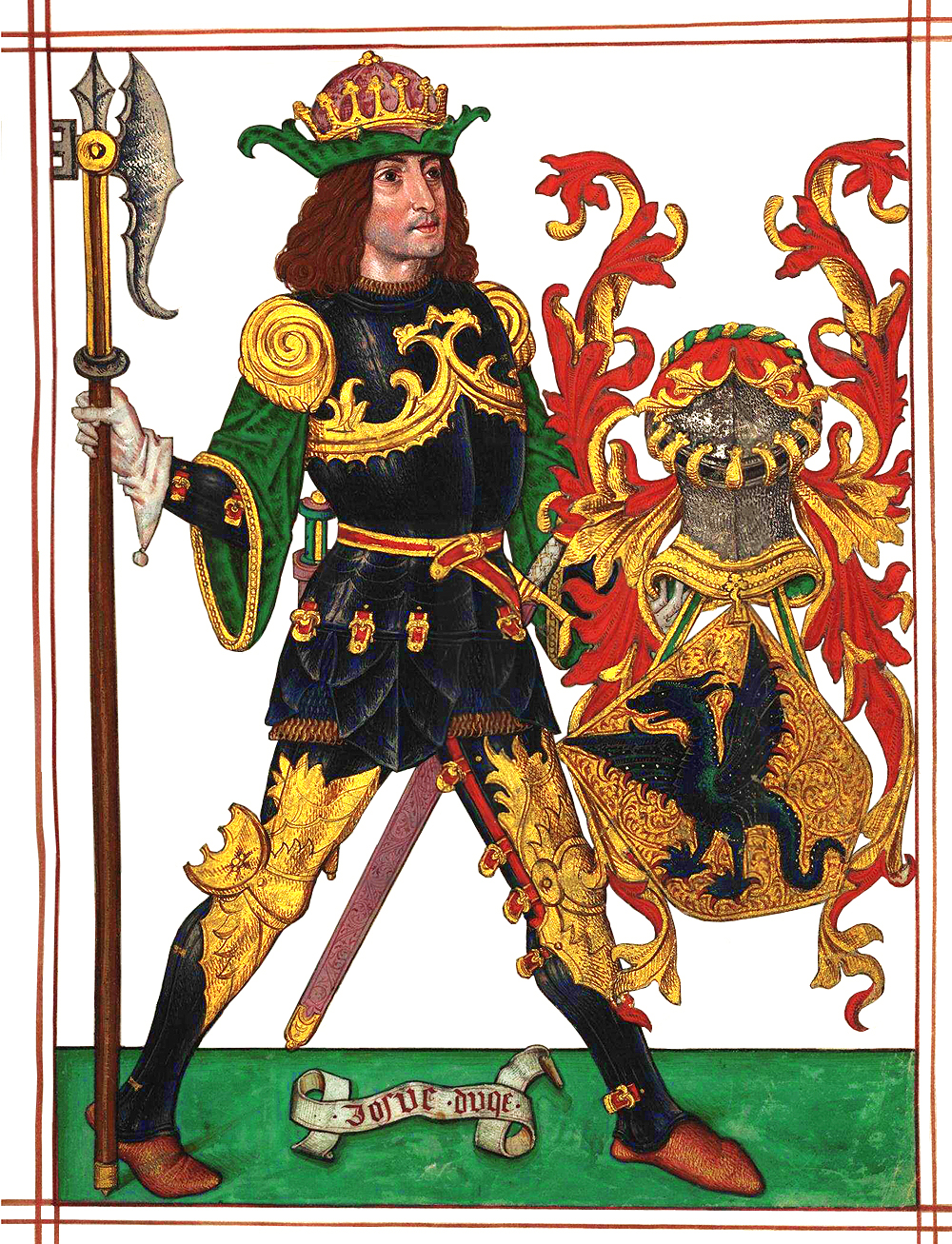
Ісус Навин f. 1
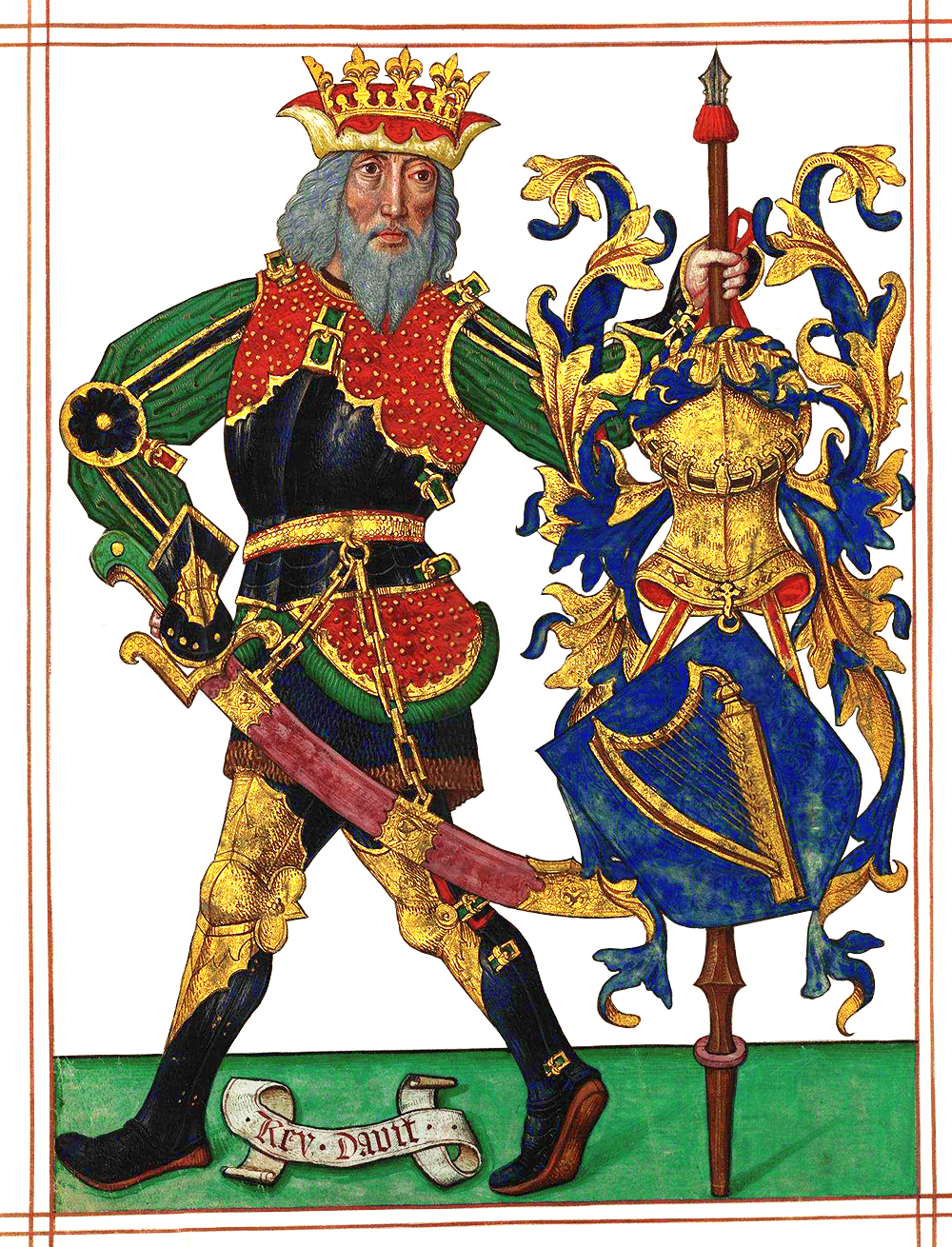
Давид f. 1v
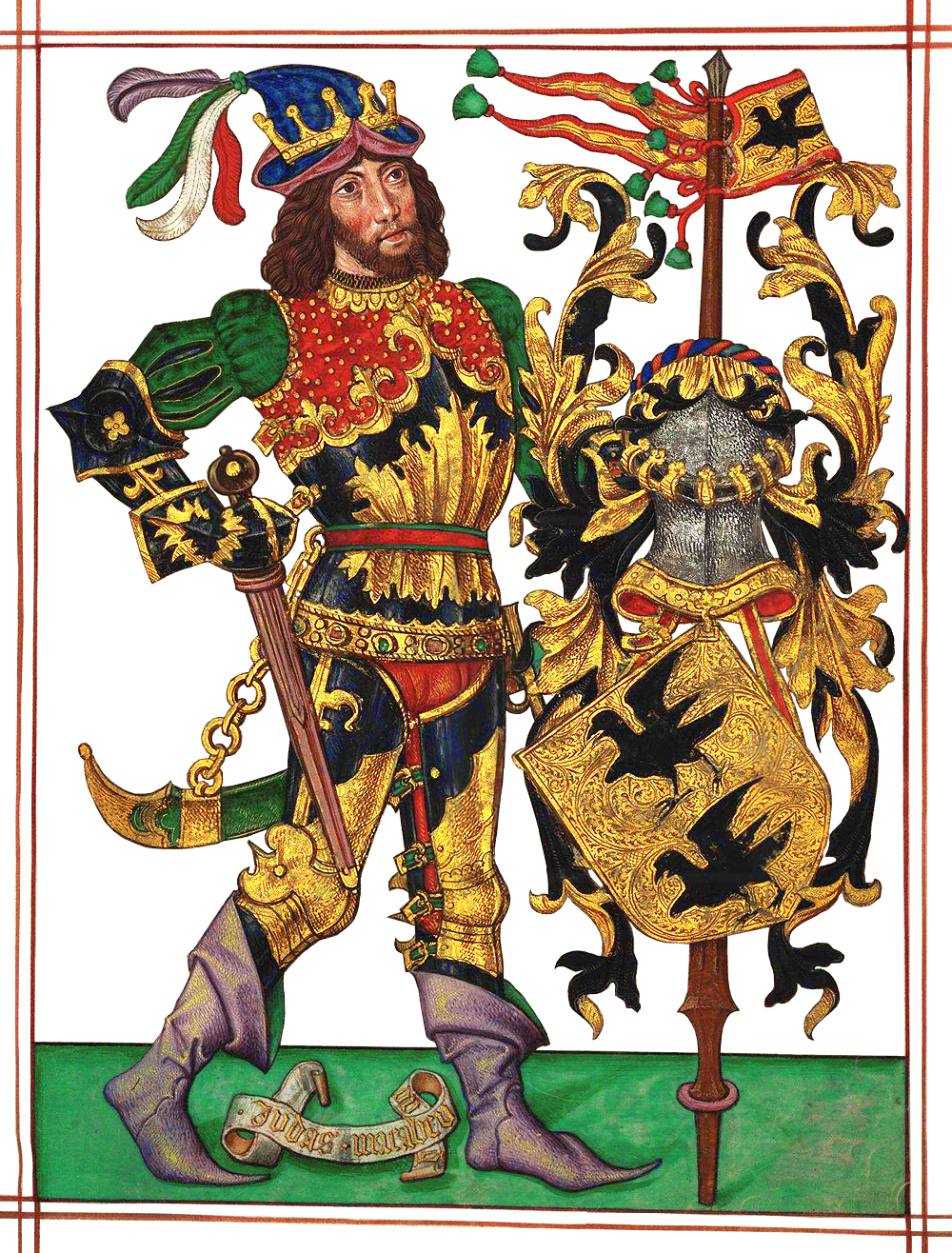
Юда Маккавей f. 2
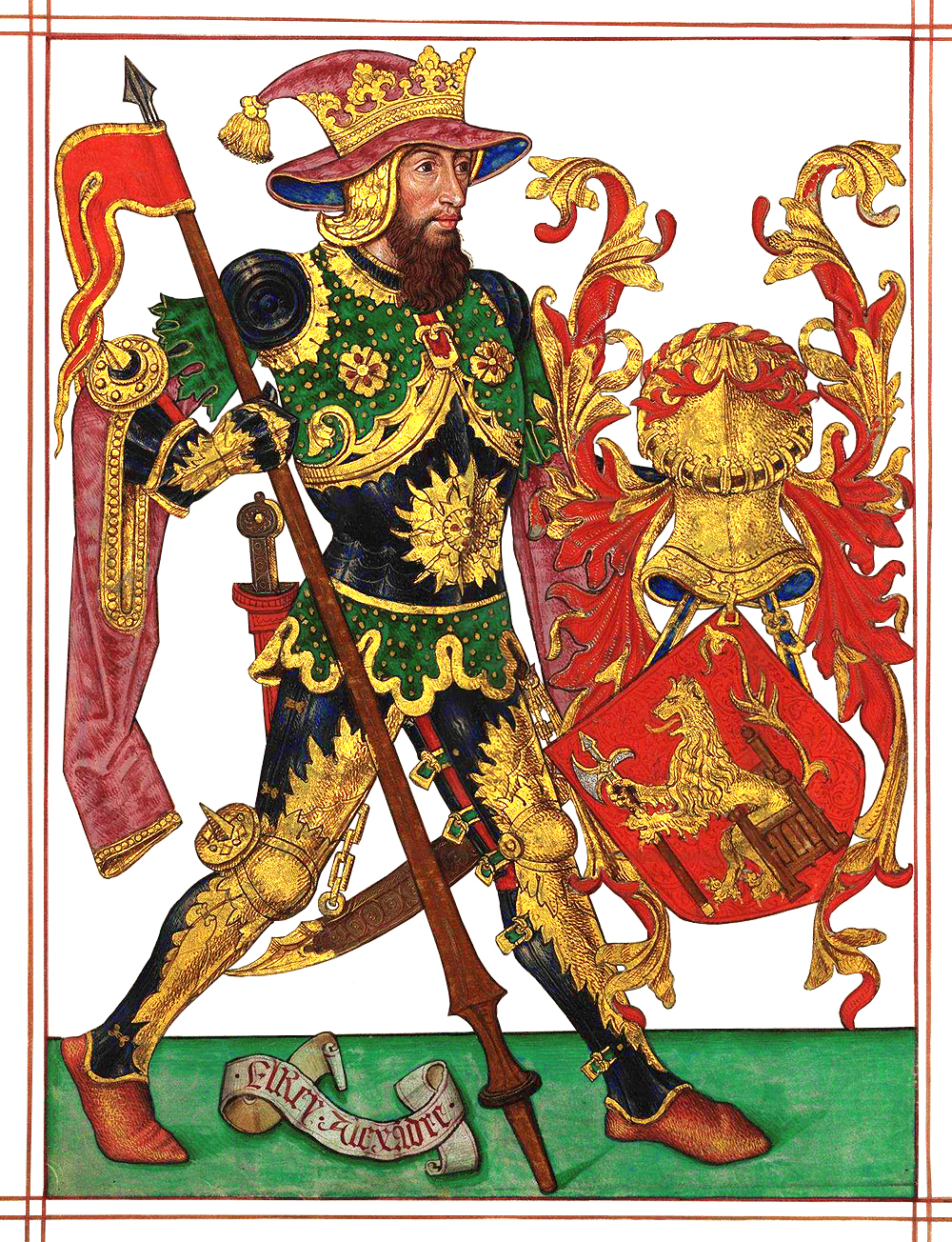
Александр Македонський f. 2v
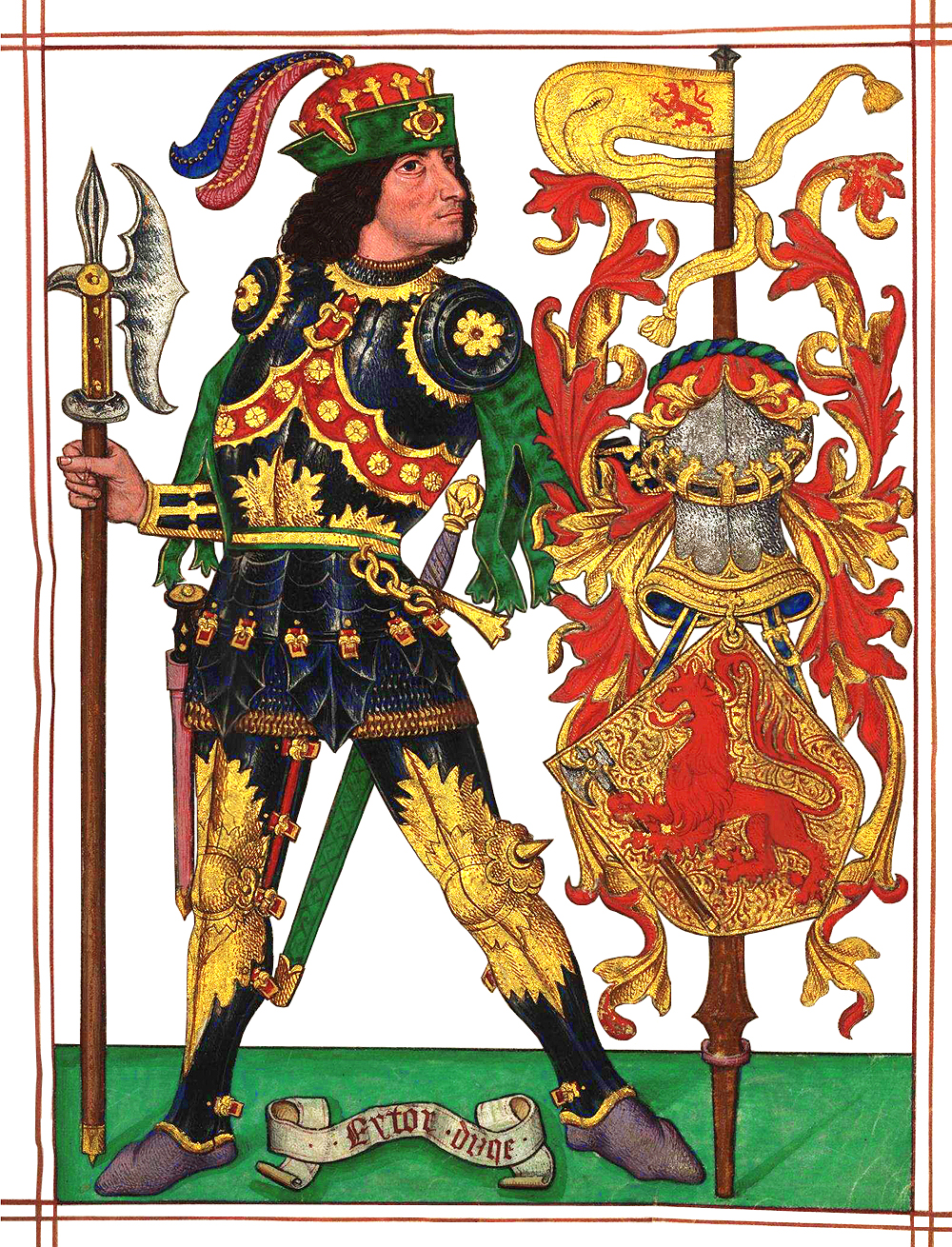
Гектор f. 3
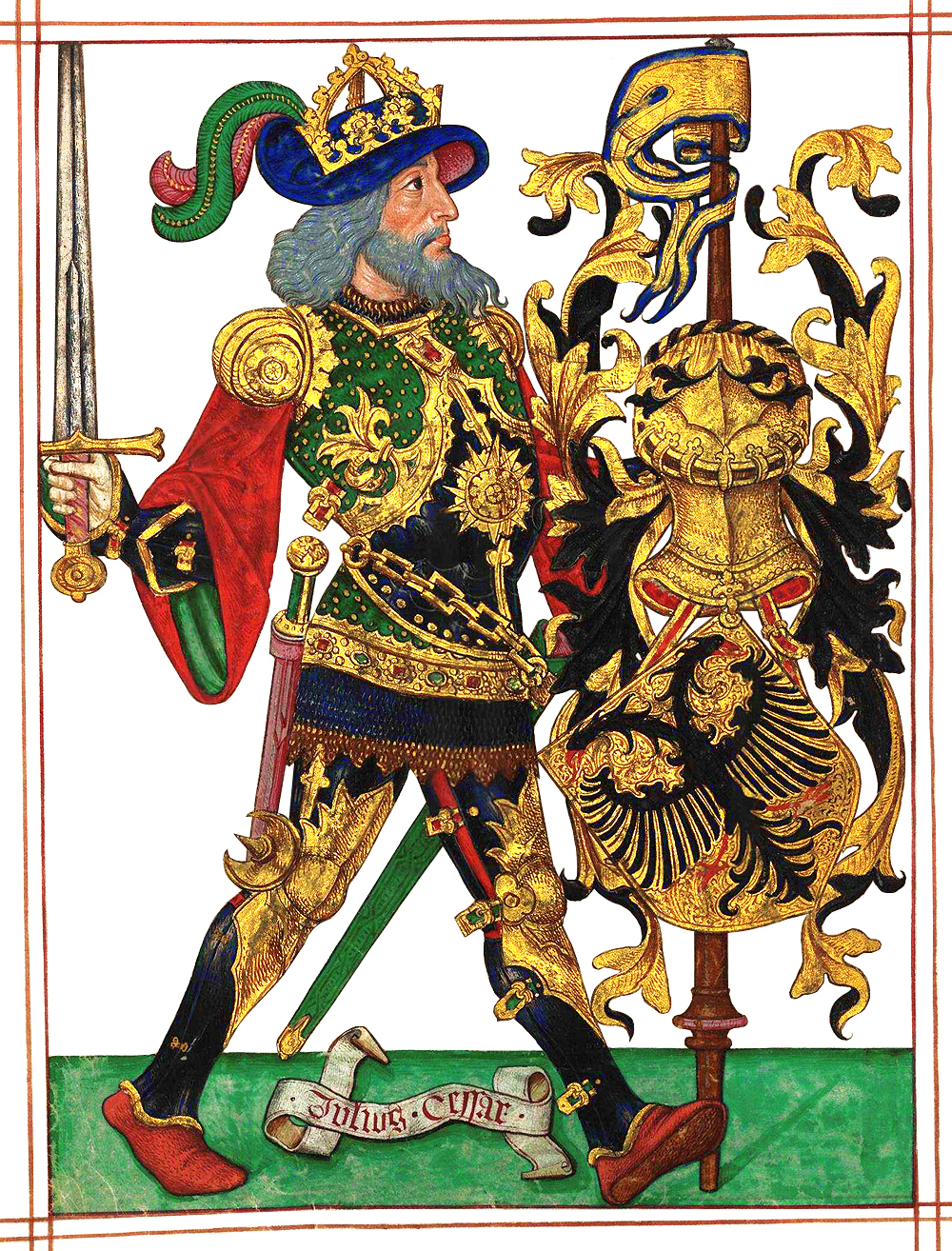
Юлій Цезар f. 3v
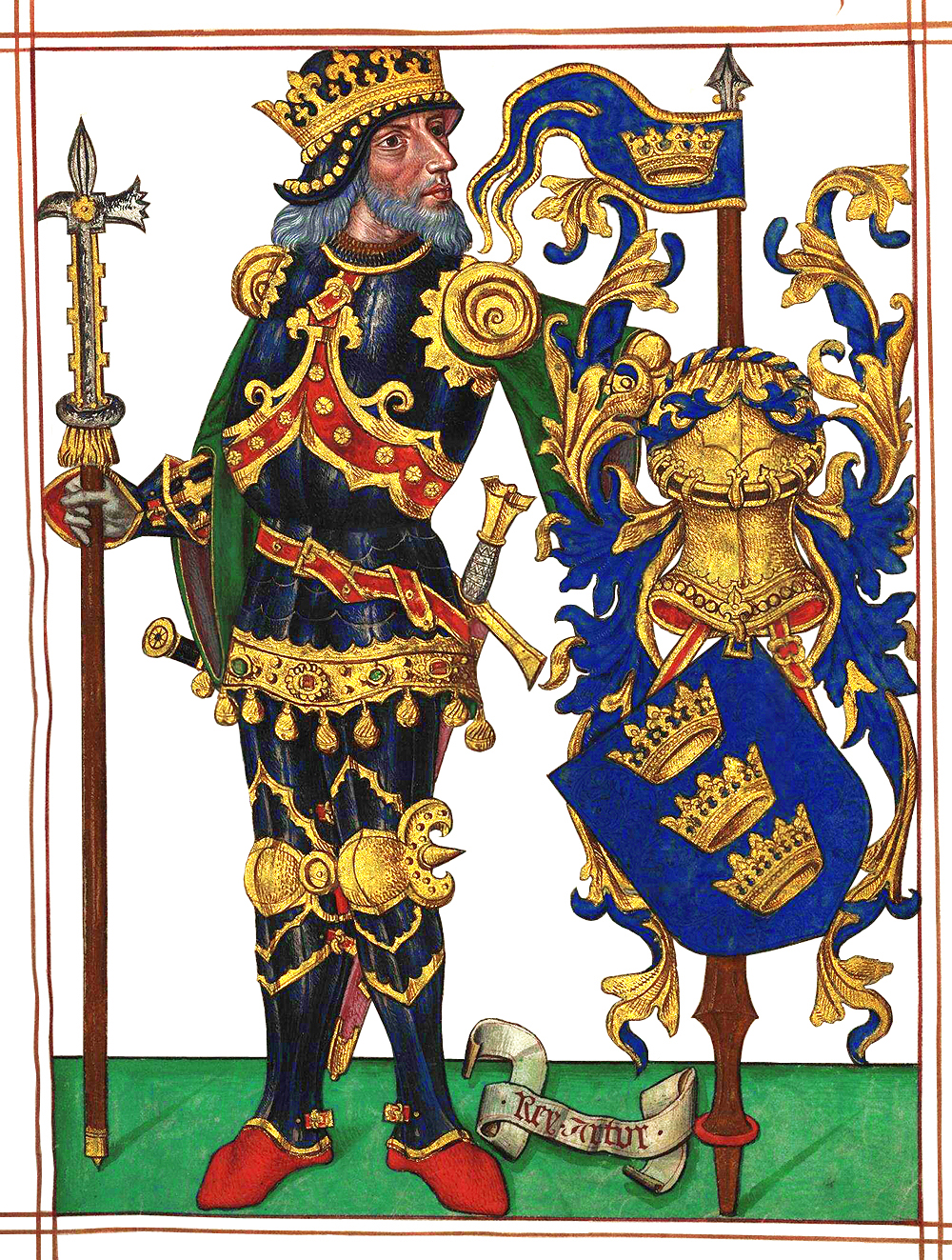
Король Артур f. 4
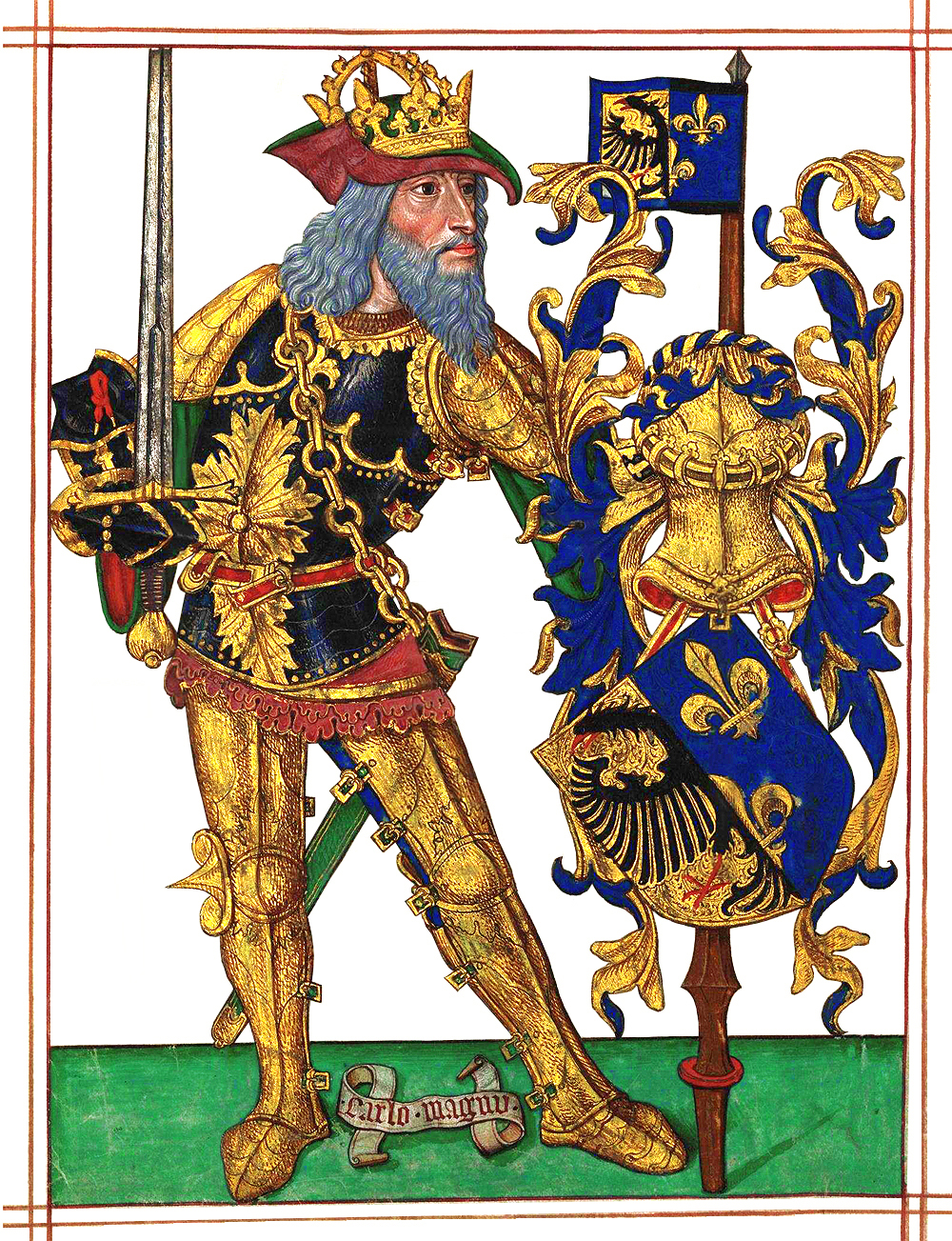
Карл Великий f. 4v
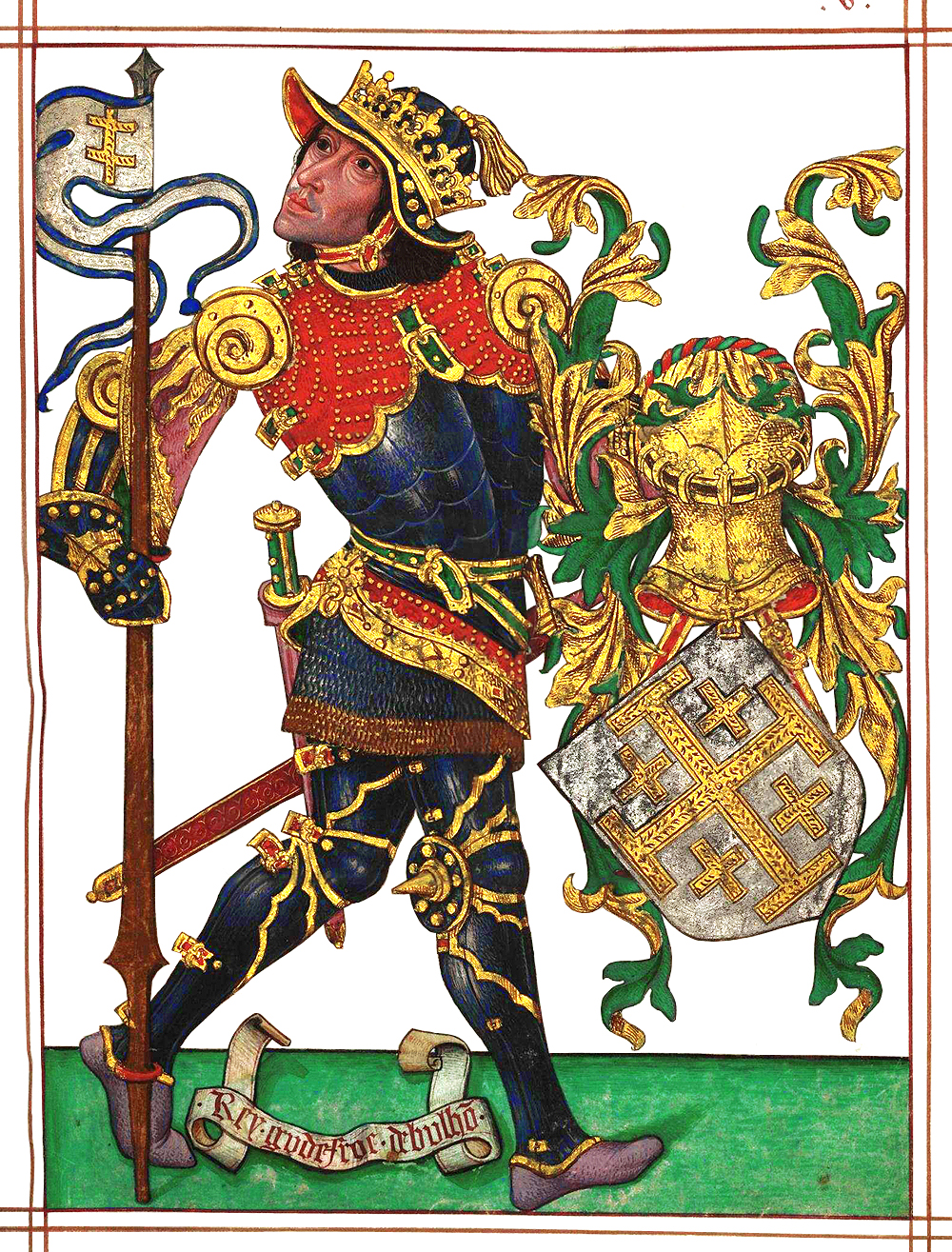
Готфрід Бульйонський f. 5
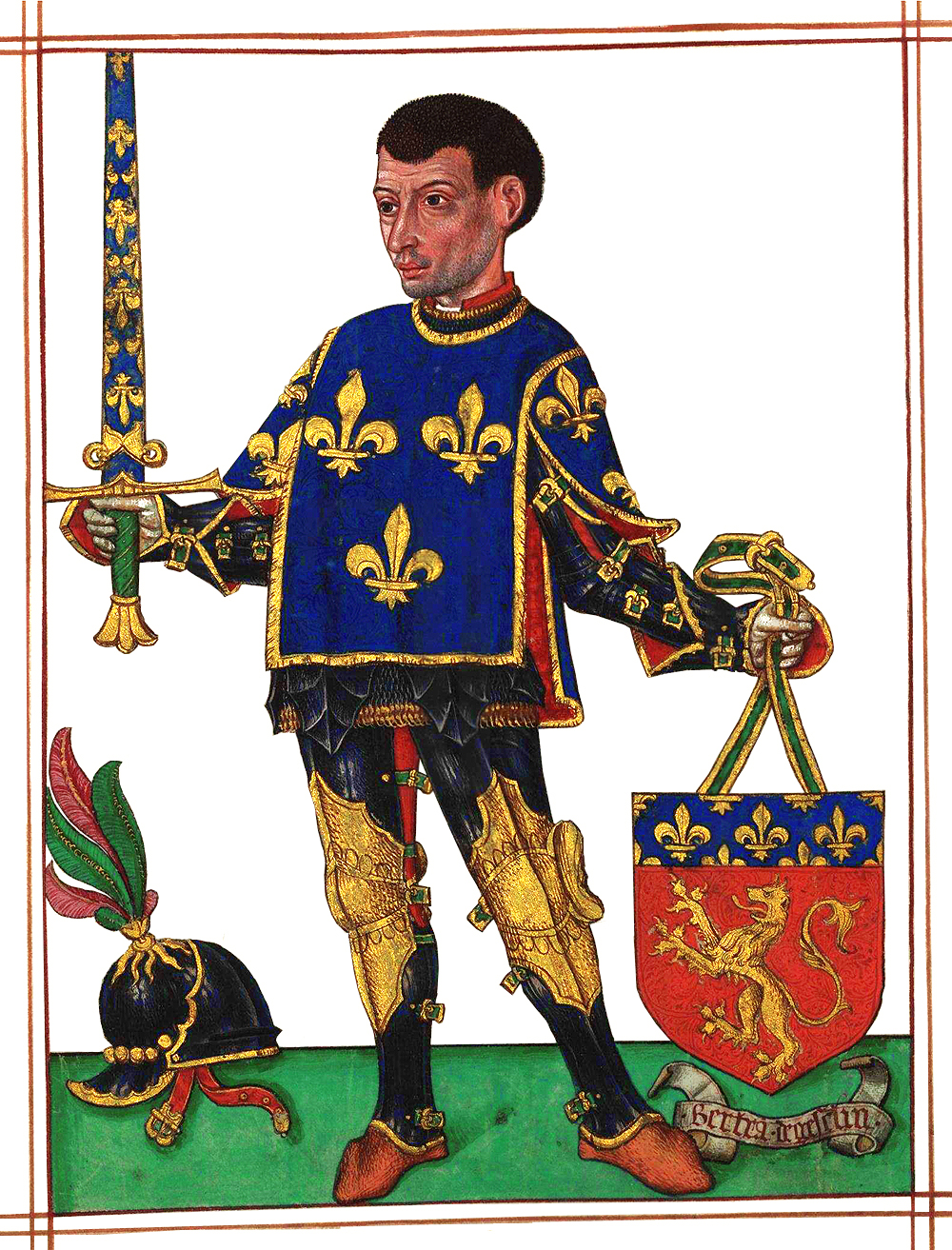
Бертран дю Геклен f. 5v

### Частина ІІ
У другій частині зображено 49 гербів на 25 аркушах (f. 6—30). З них перші два — герби територій Великої і Малої Індії, що відповідають сучасній Індії (або Сомалі) та Ефіопії. Наступні два герби — символи правителів християнських наддержав: герб короля Єрусалиму та імператора Священної Римської імперії. Після них в ієрархічній послідовності подані 45 герби монархів країн Європи (Німеччини, Франції, Англії, Іспанії (Кастилії), Португалії, Богемії тощо), Азії (Вавилону, Тарсу, Вірменії тощо) та Африки (Тунісу, Алжиру (Бугії) тощо). У цій частині також зазначеного герб тогочасного правителя українських земель — короля Польщі, з орлом Польського королівства та погонею Великого князівства Литовського.

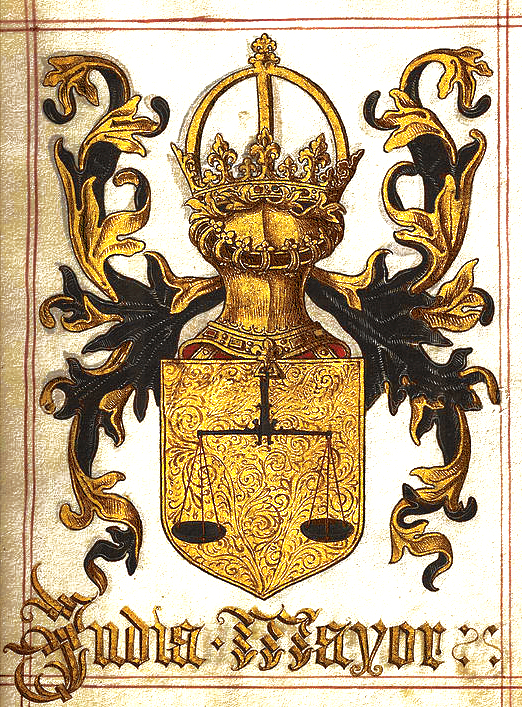
Велика Індія f. 6
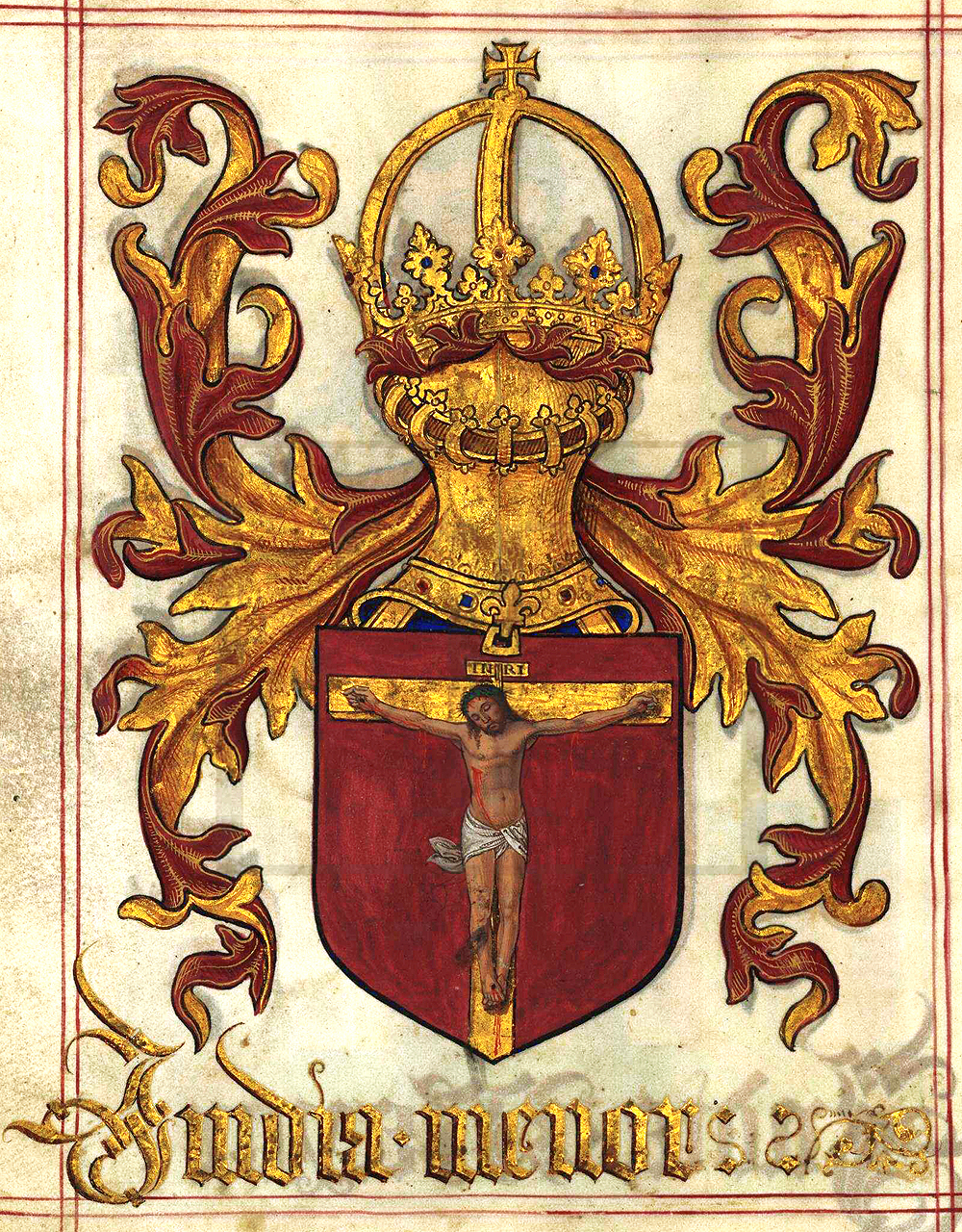
Мала Індія f. 6v
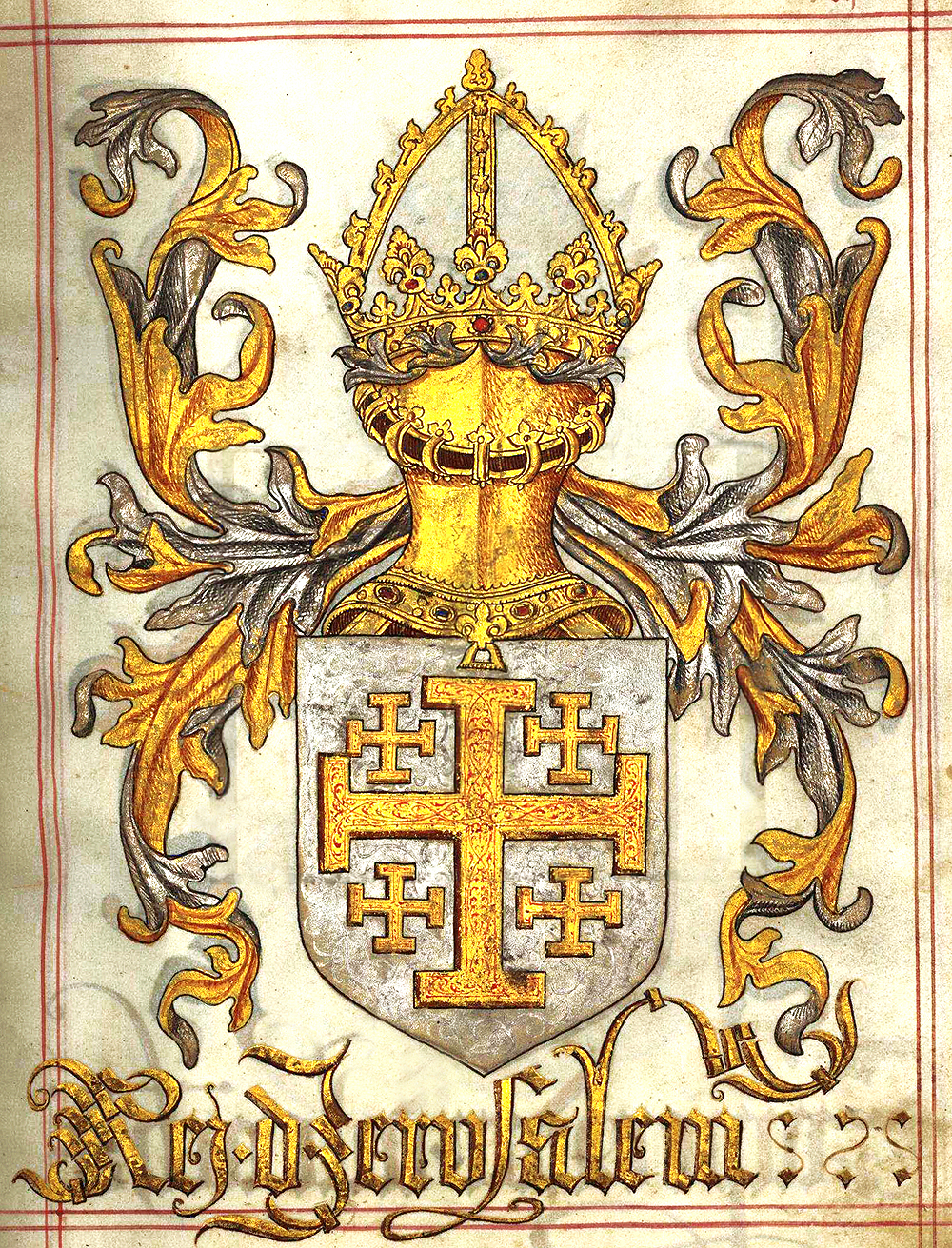
Король Єрусалиму f. 7
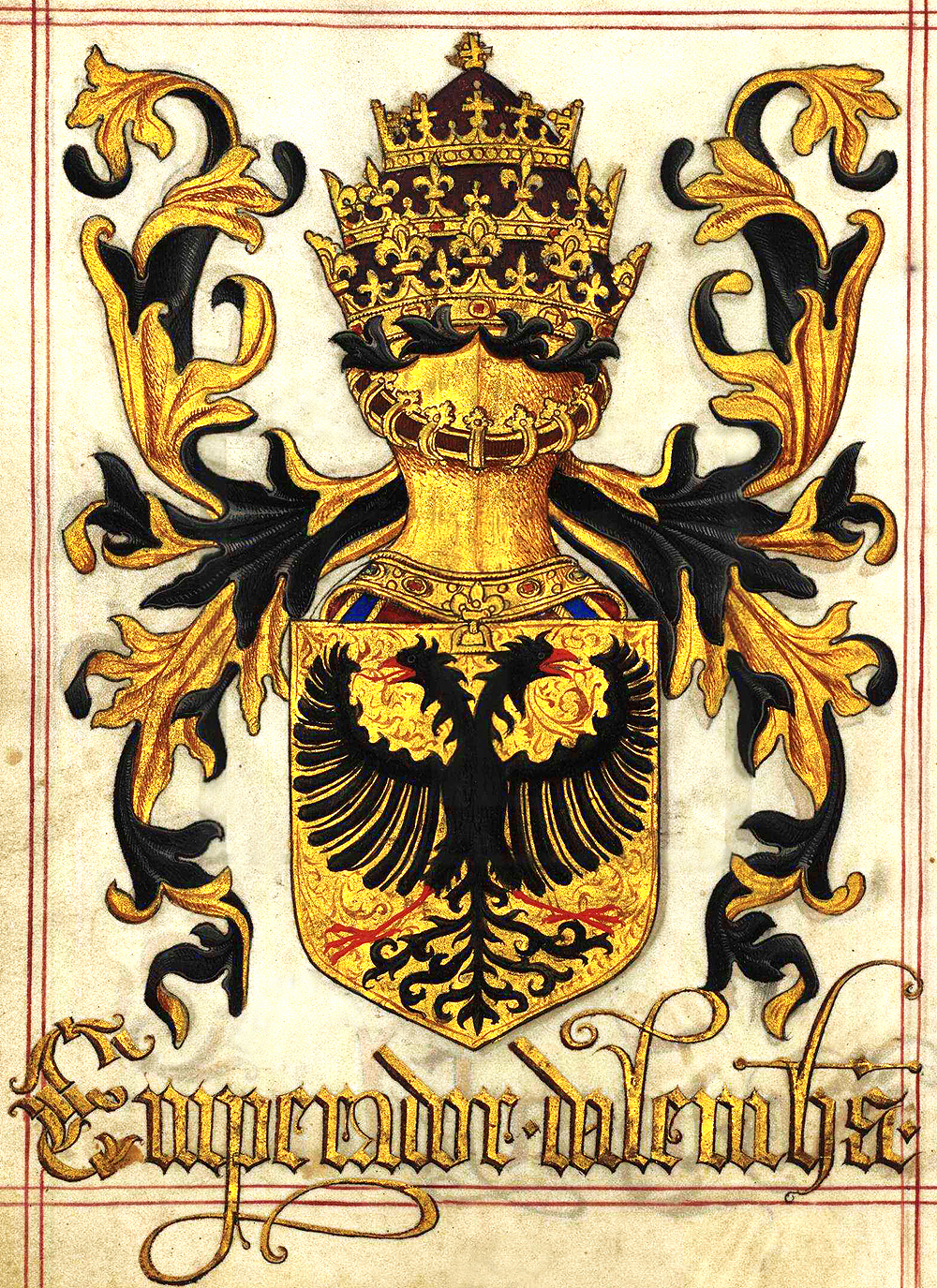
Німецький імператор f. 7v
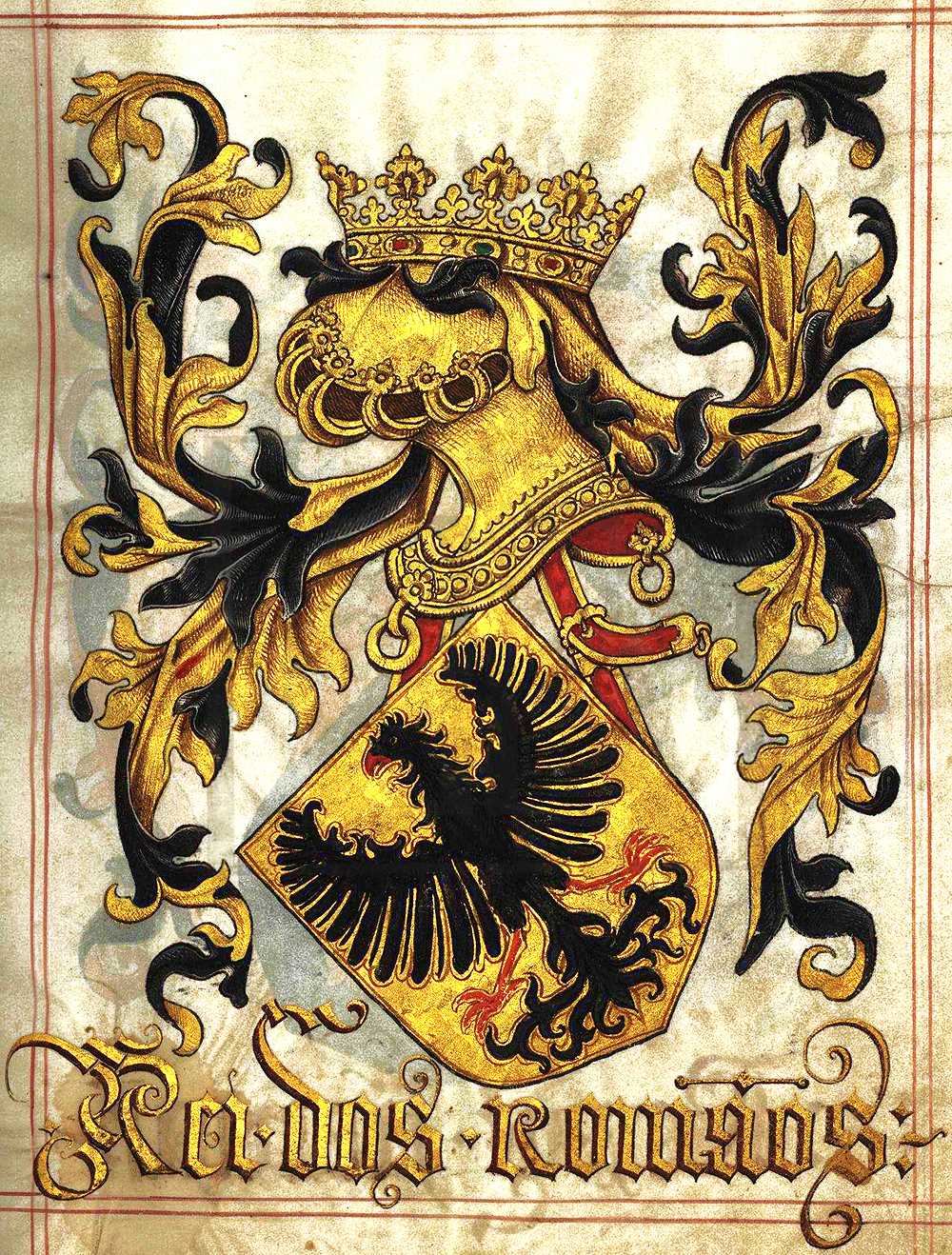
Римський король f. 8
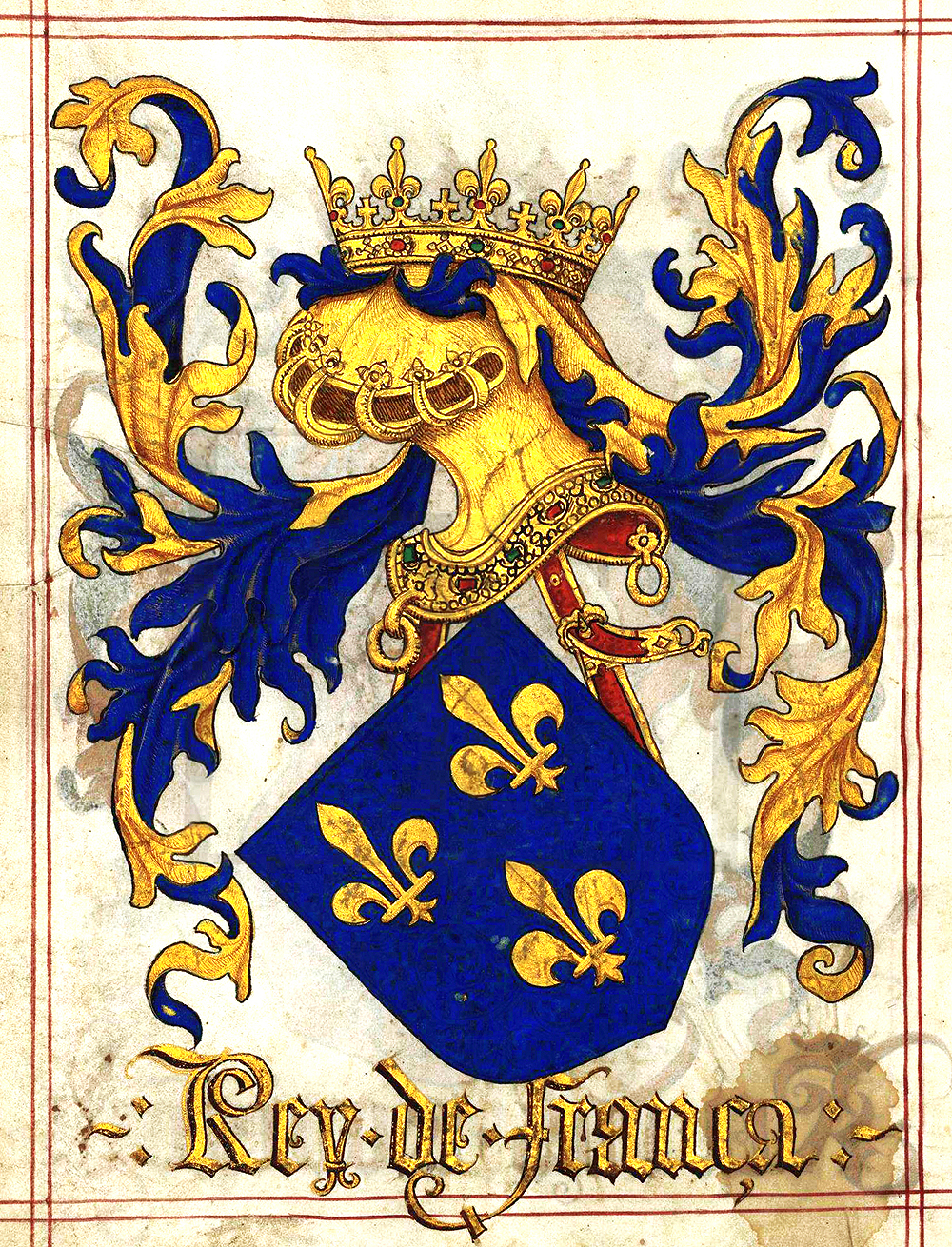
Король Франції f. 8v
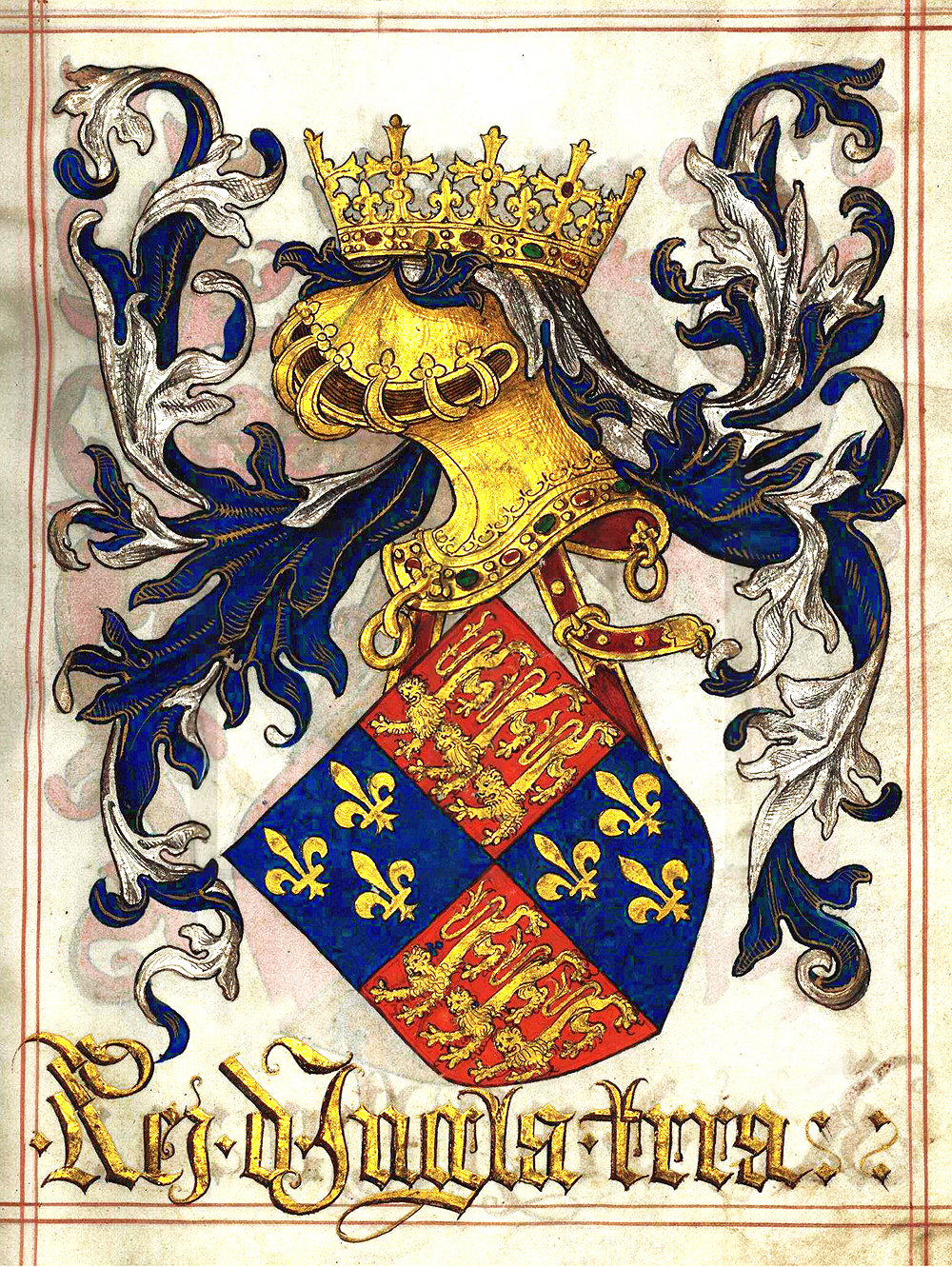
Король Англії f. 9
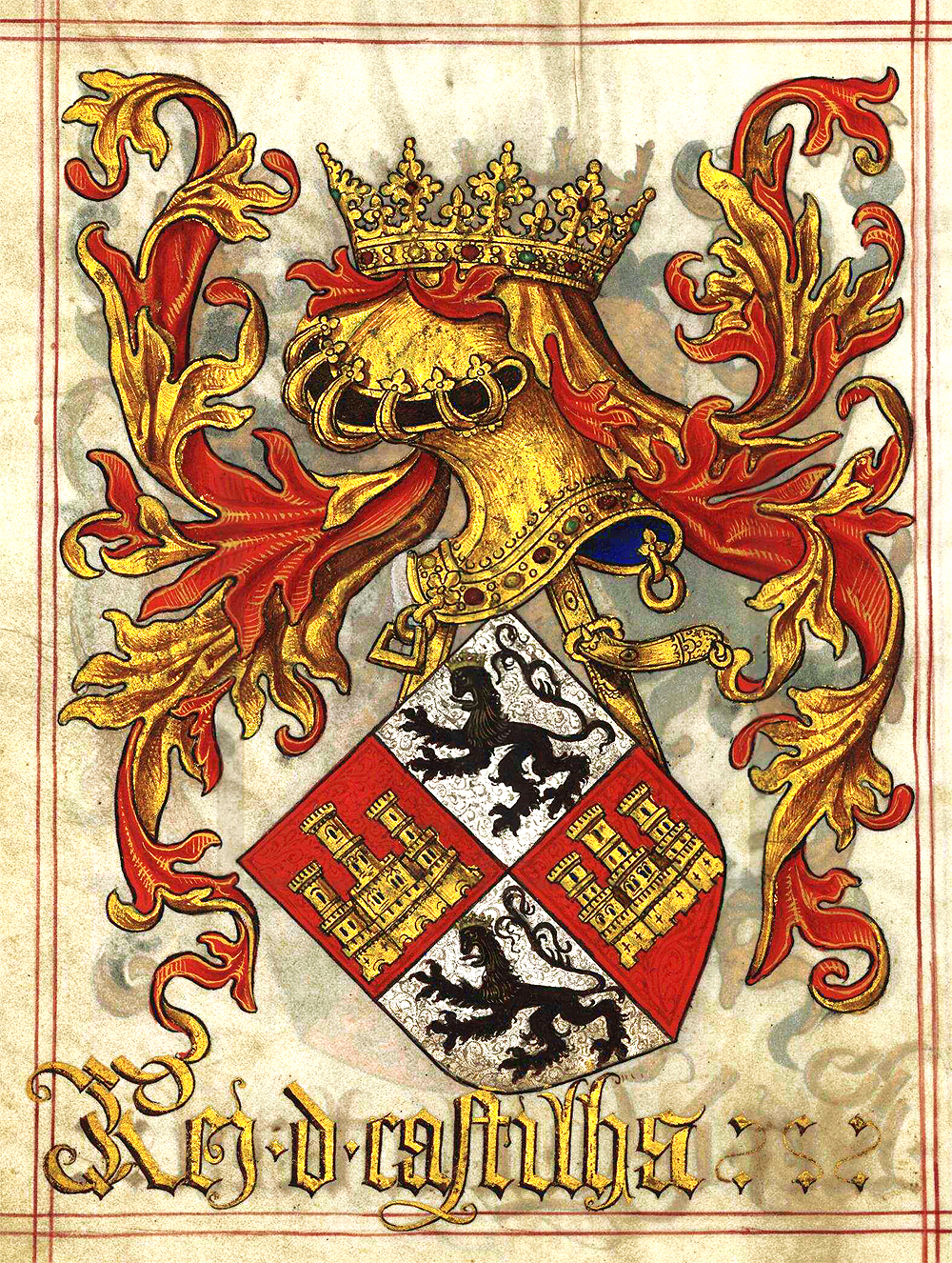
Король Кастилії f. 9v
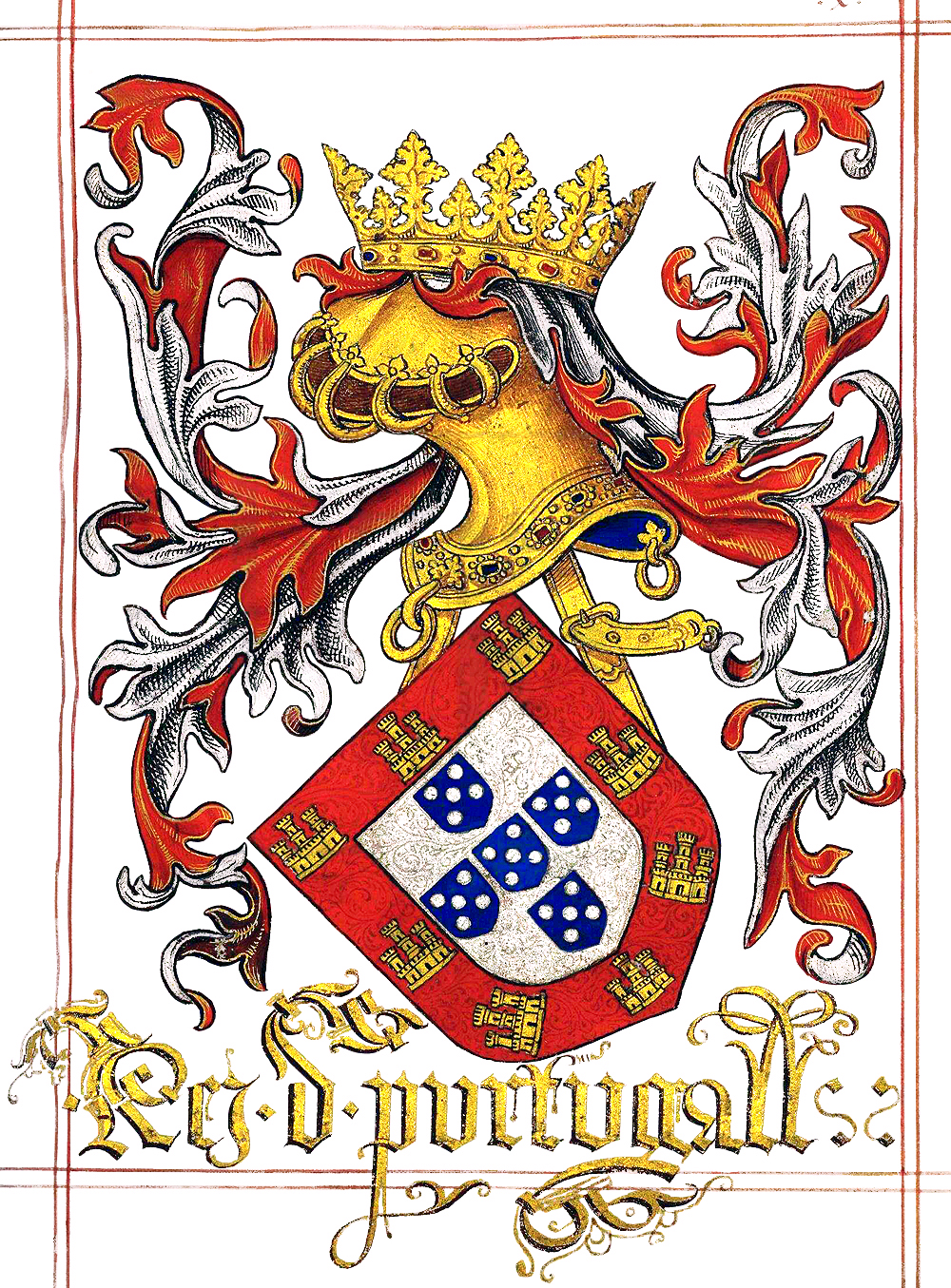
Король Португалії f. 10
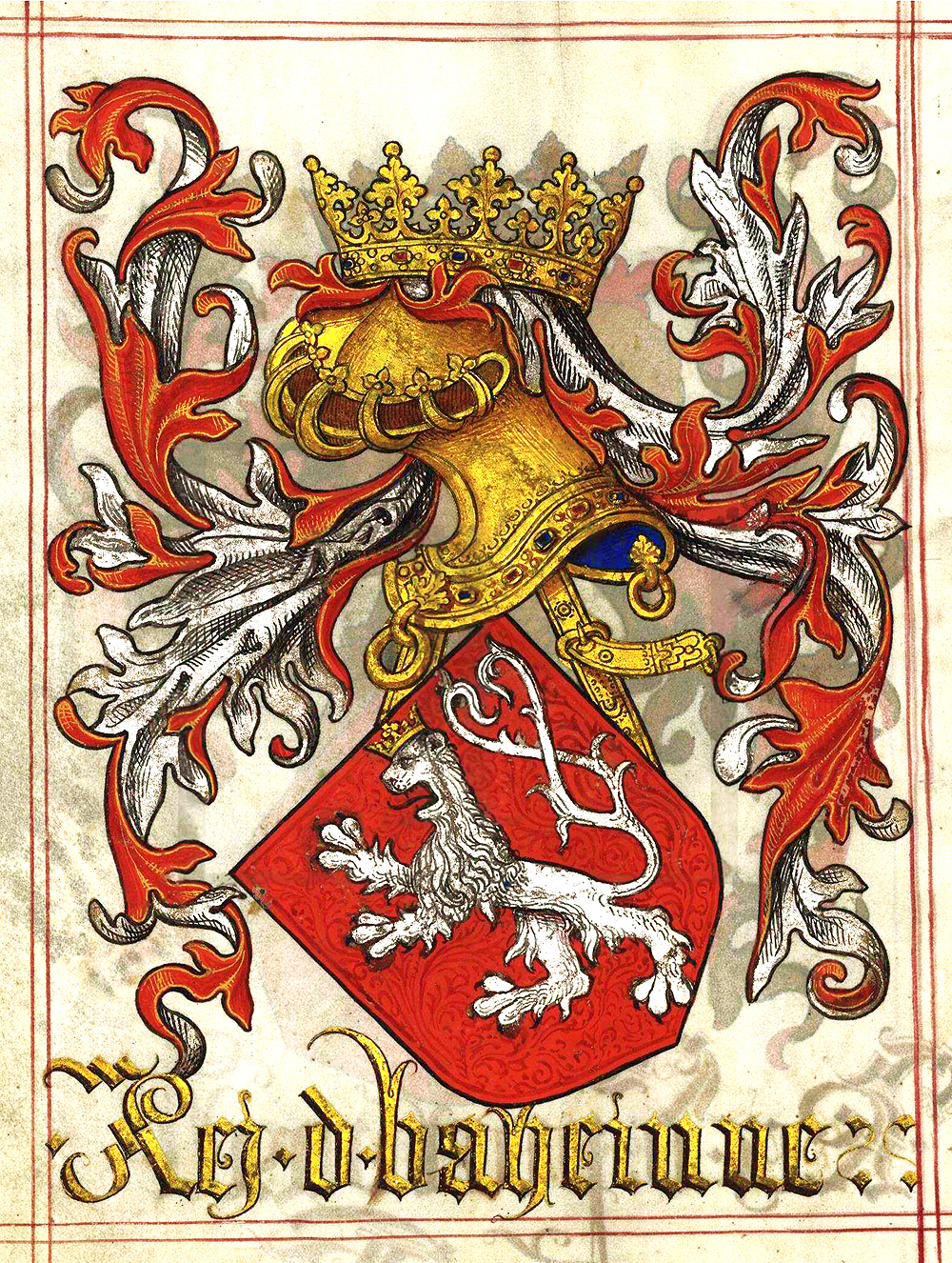
Король Богемії f. 10v
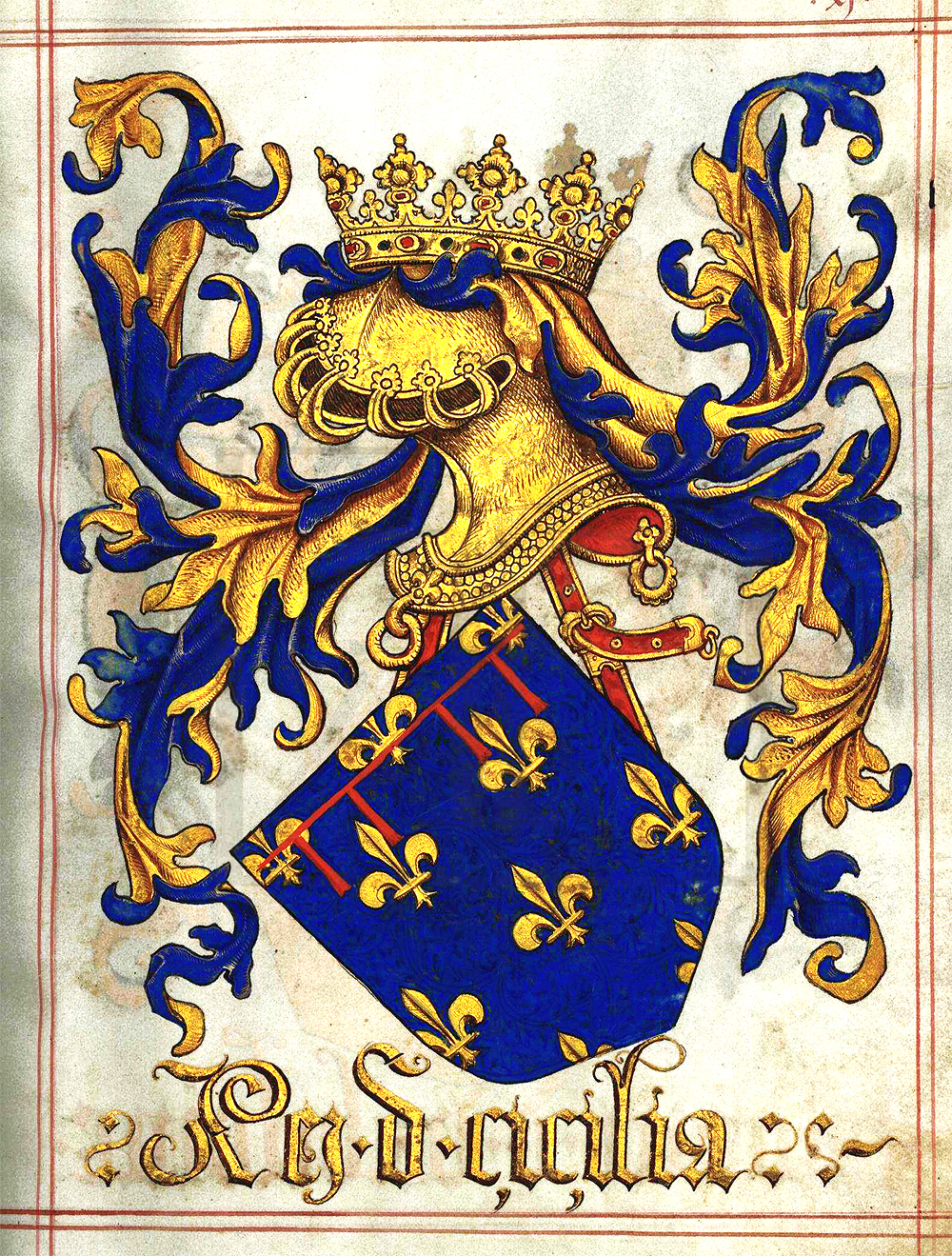
Король Сицилії f. 11
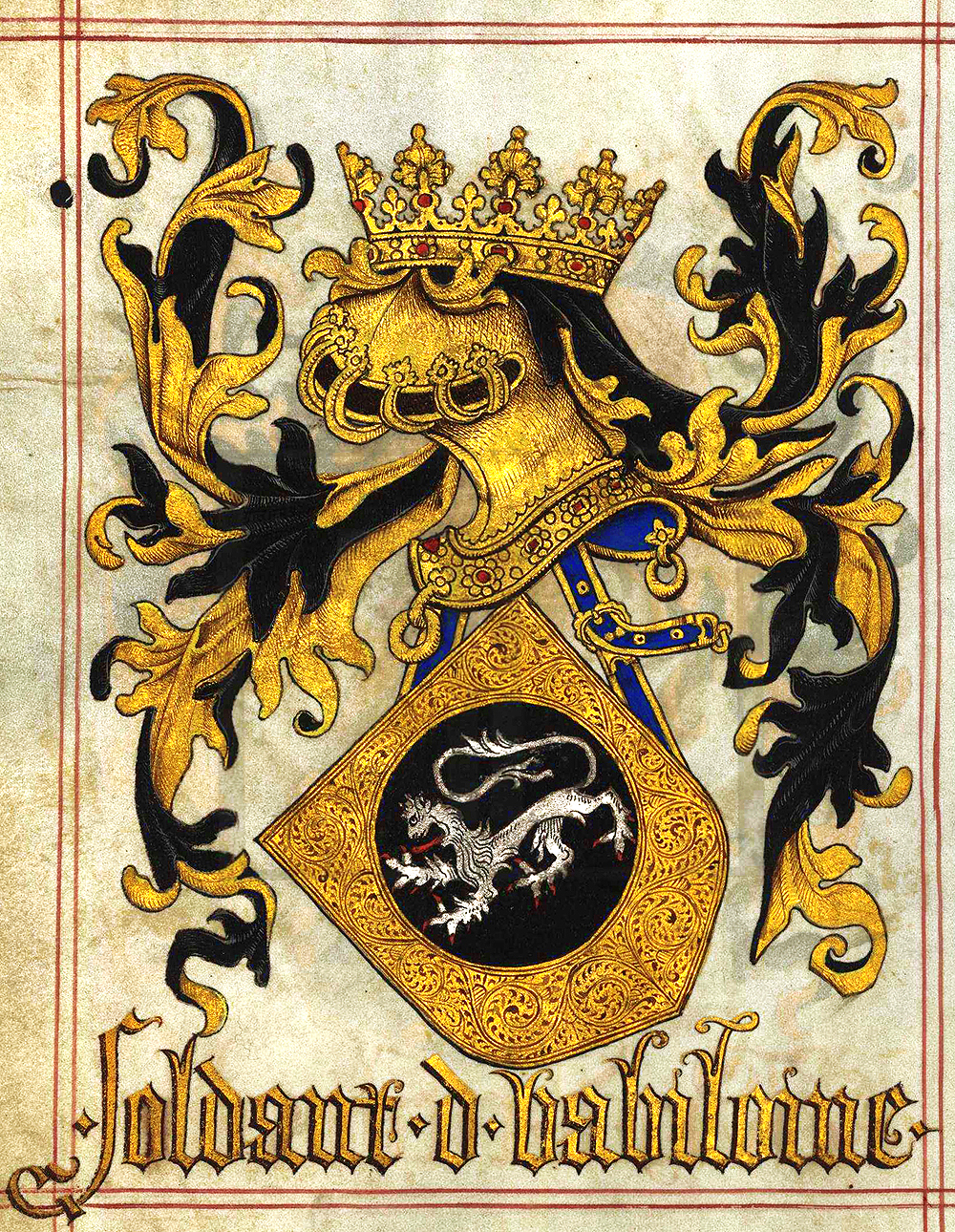
Король Вавилону f. 11v
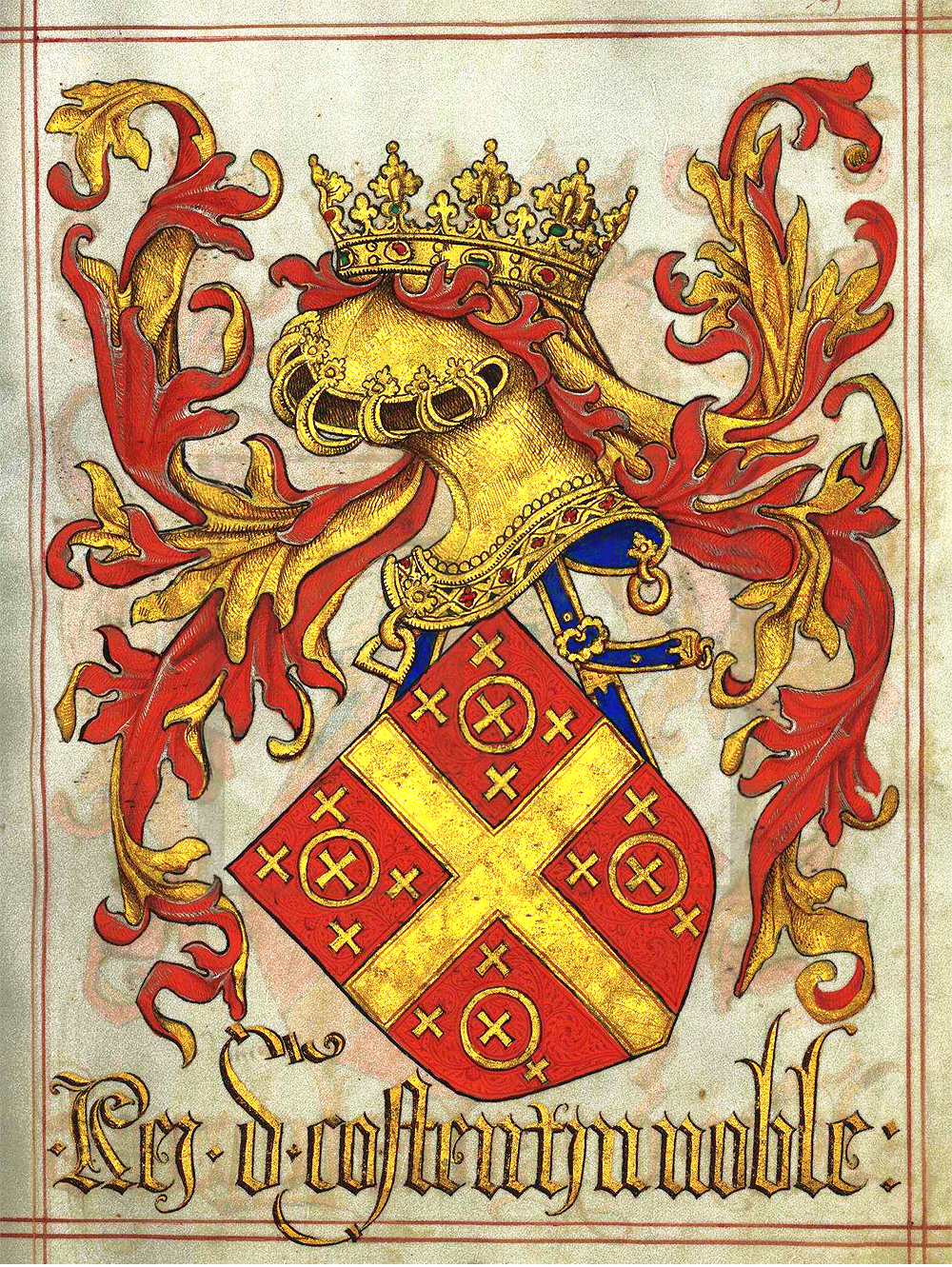
Король Константинополя f. 12
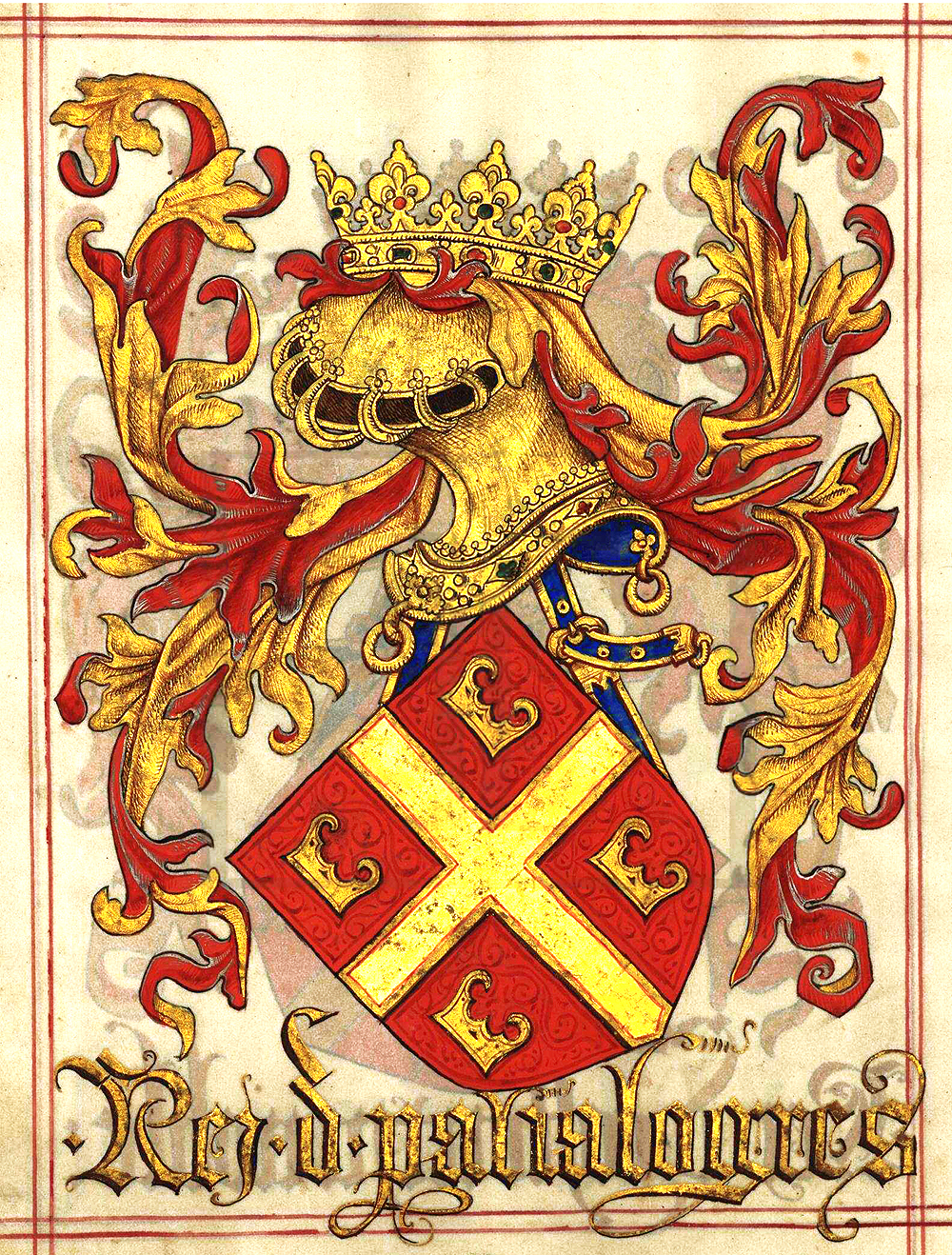
Король Палеологів f. 12v
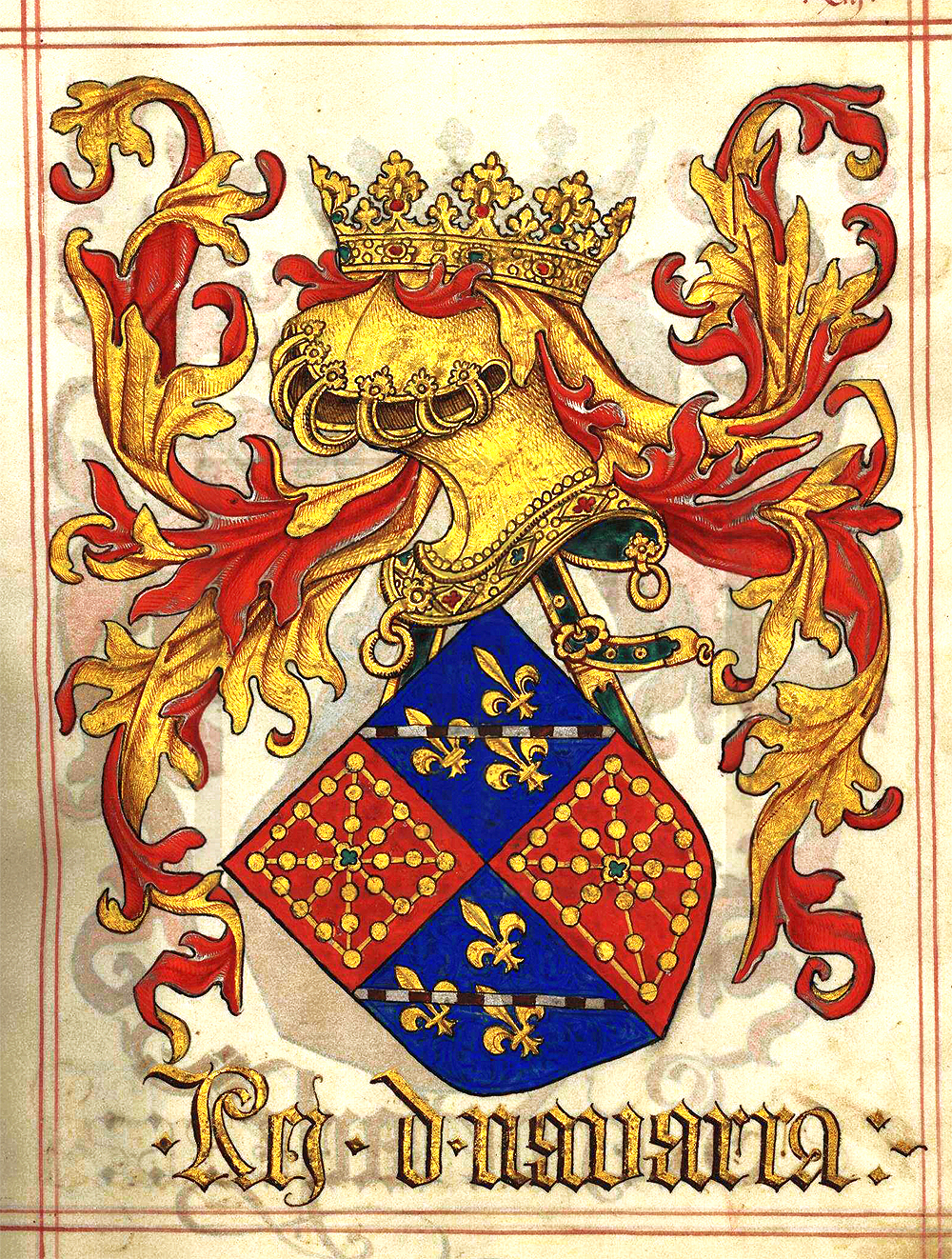
Король Наварри f. 13
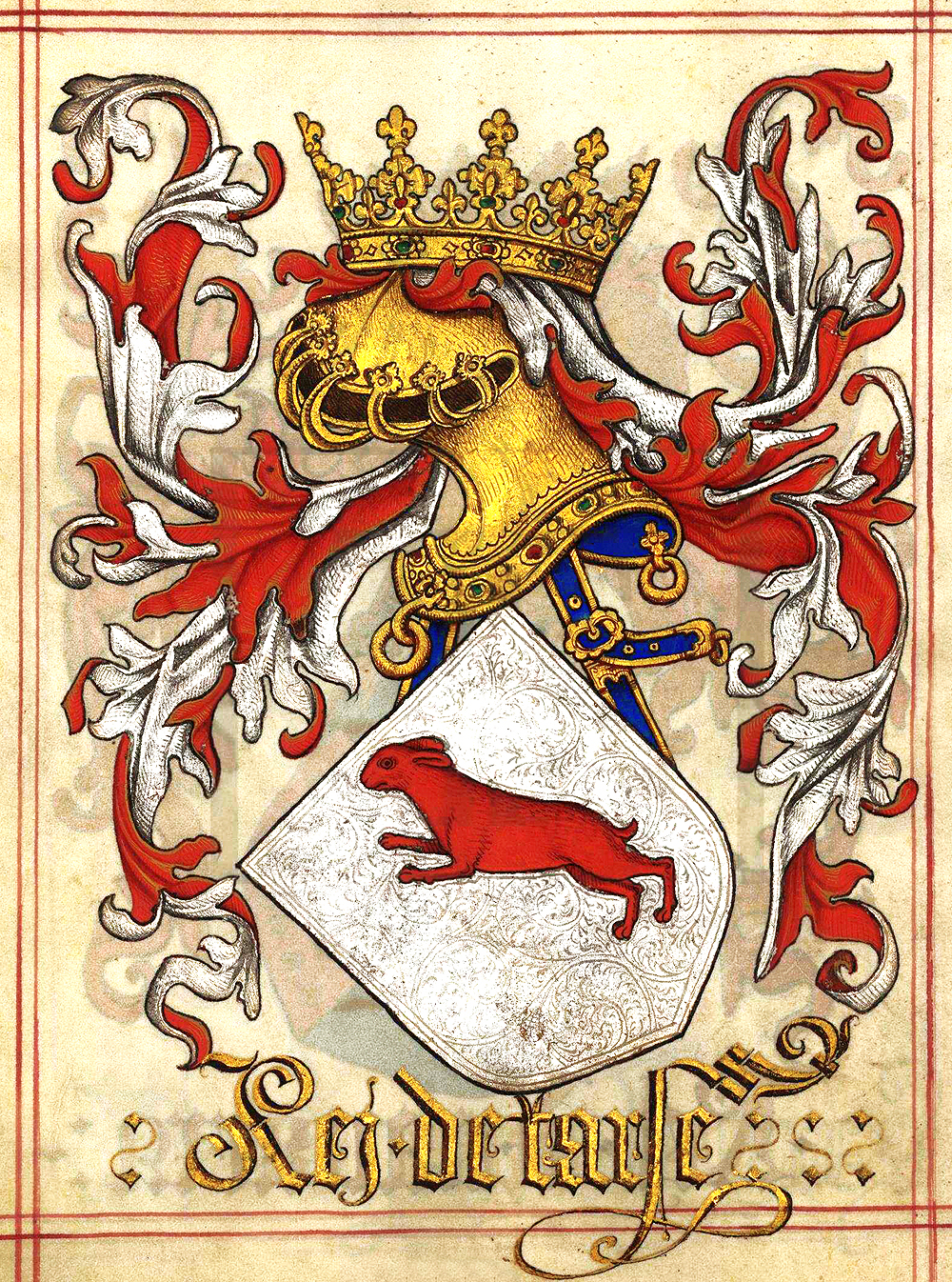
Король Тарсу f. 13v
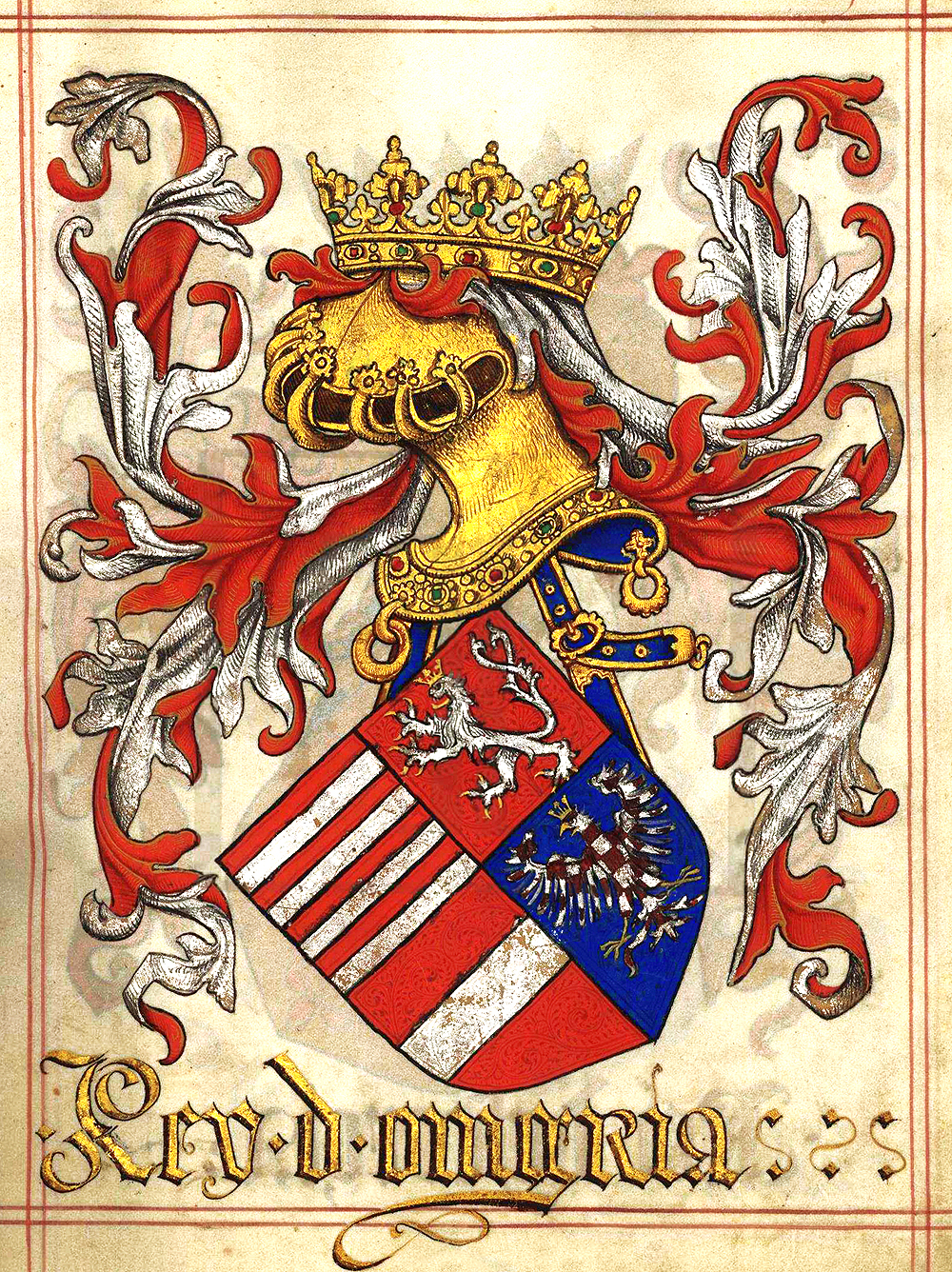
Король Угорщини f. 14
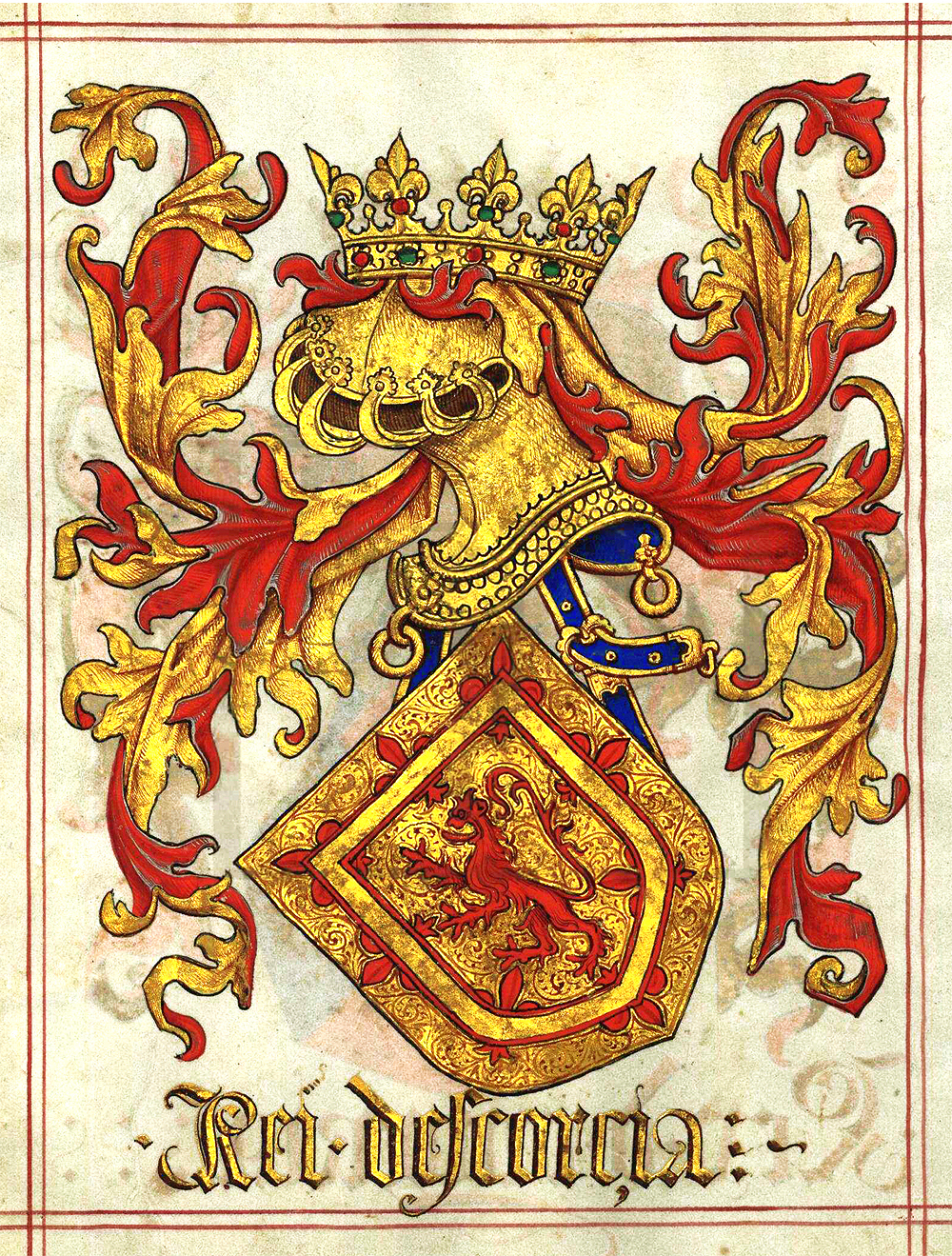
Король Шотландії f. 14v
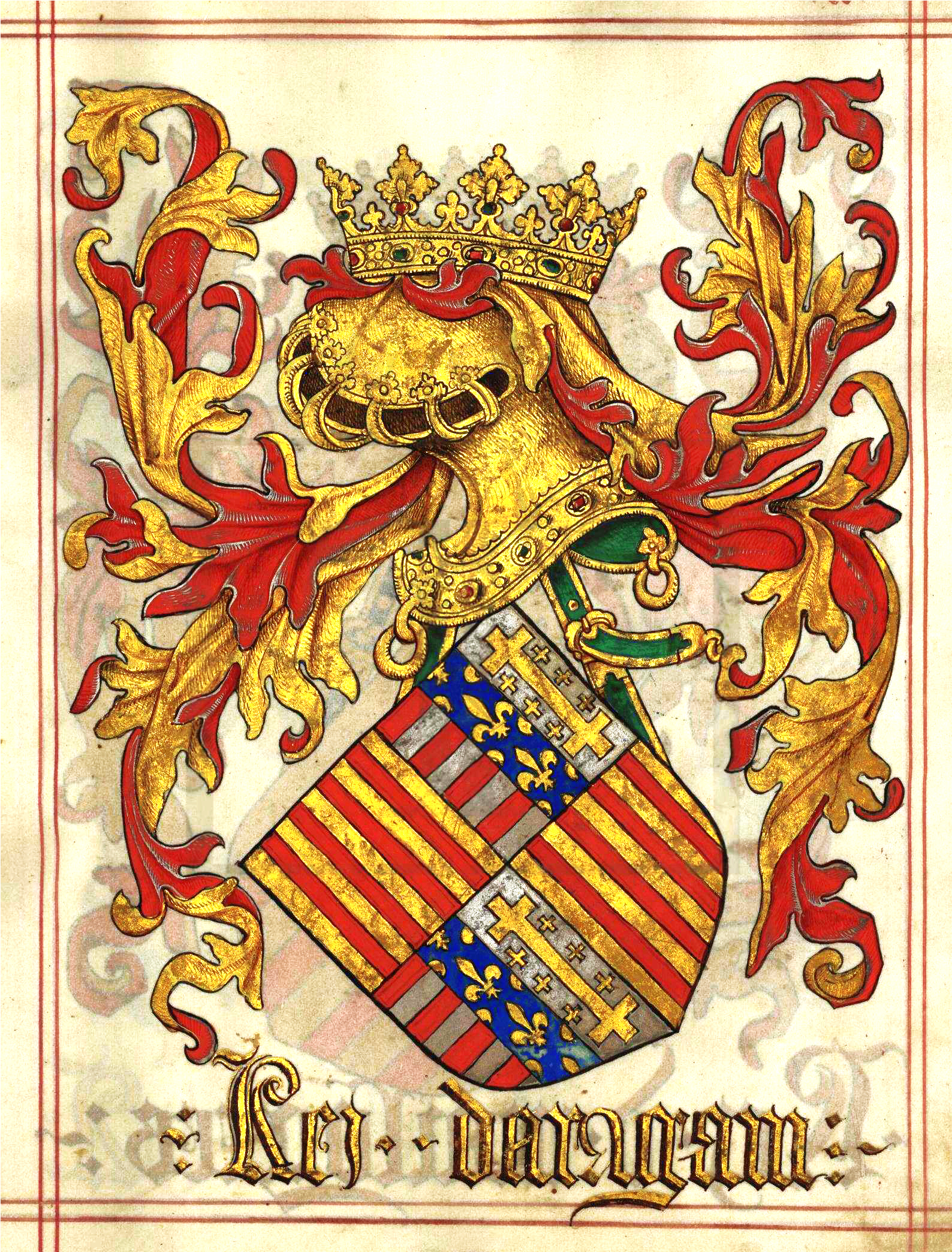
Король Арагону f. 15
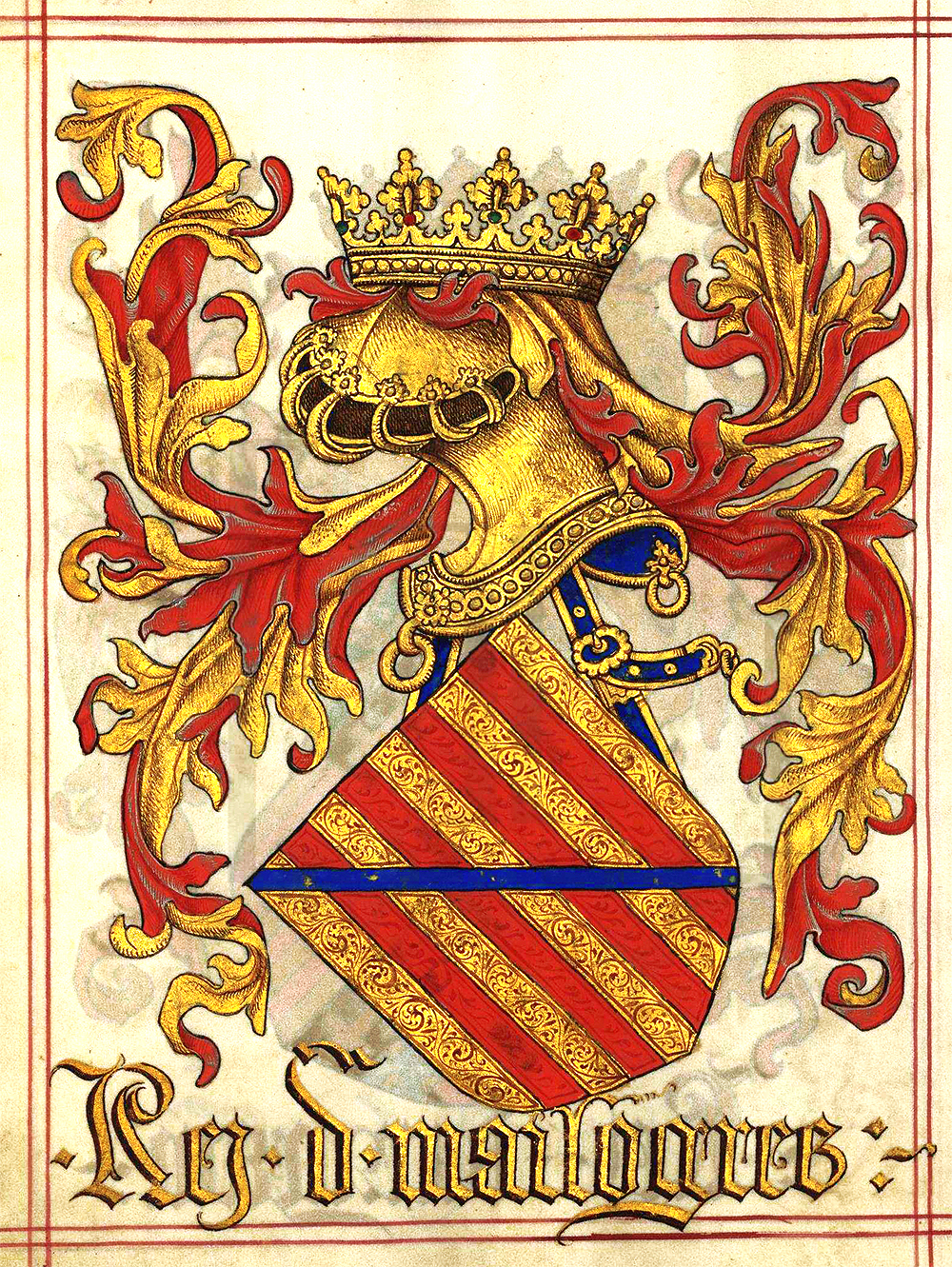
Король Майорки f. 15v
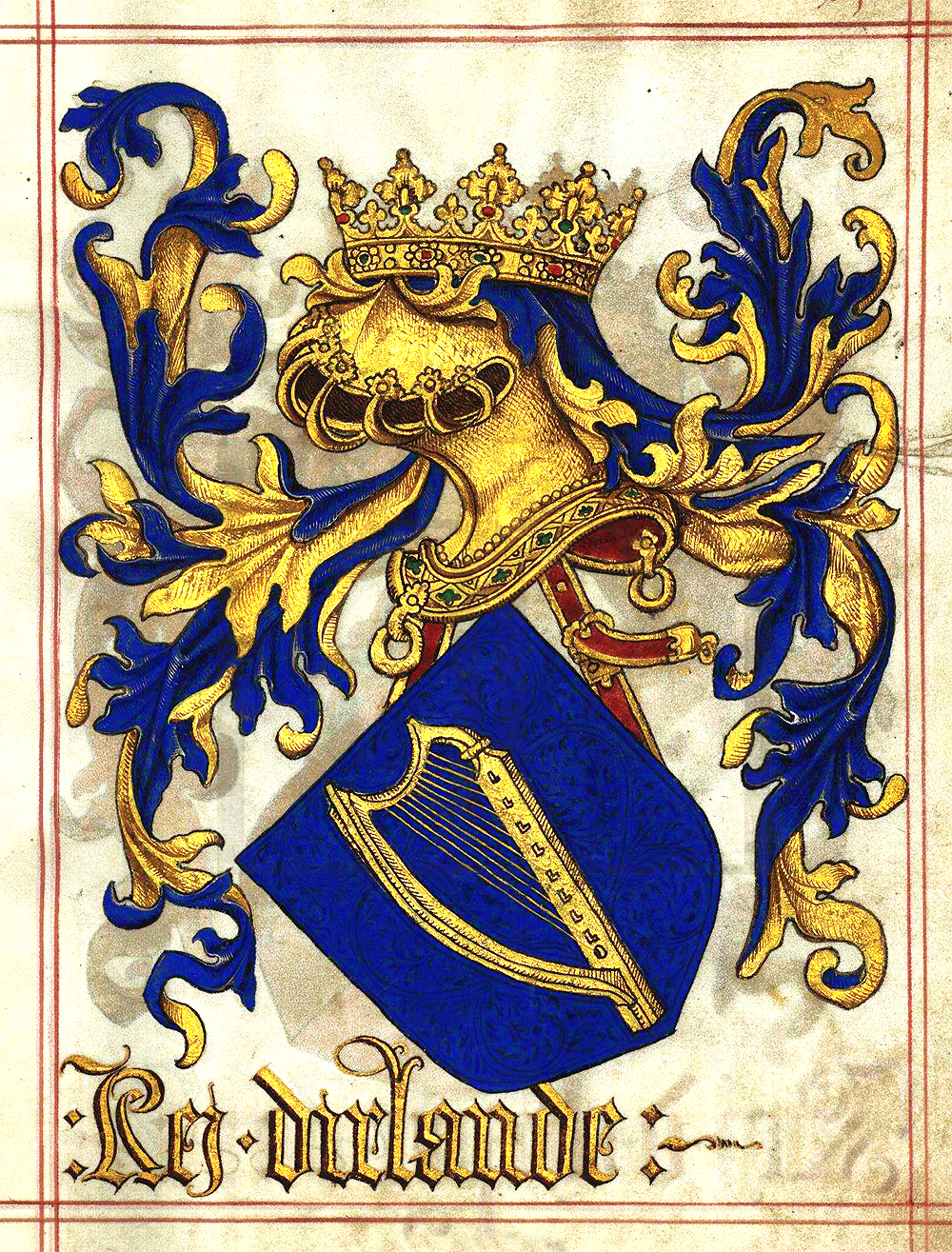
Король Ірландії f. 16
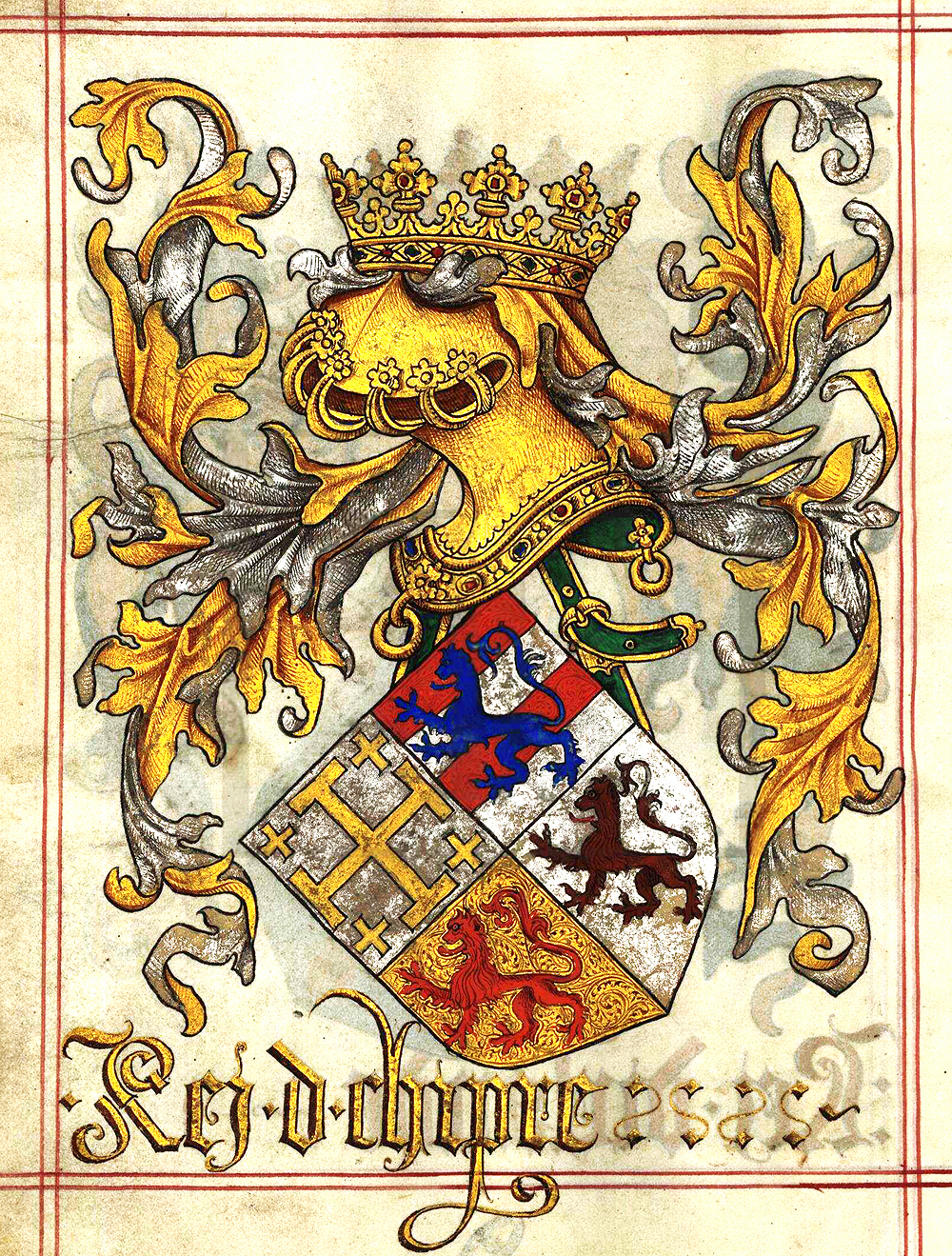
Король Кіпру f. 16v
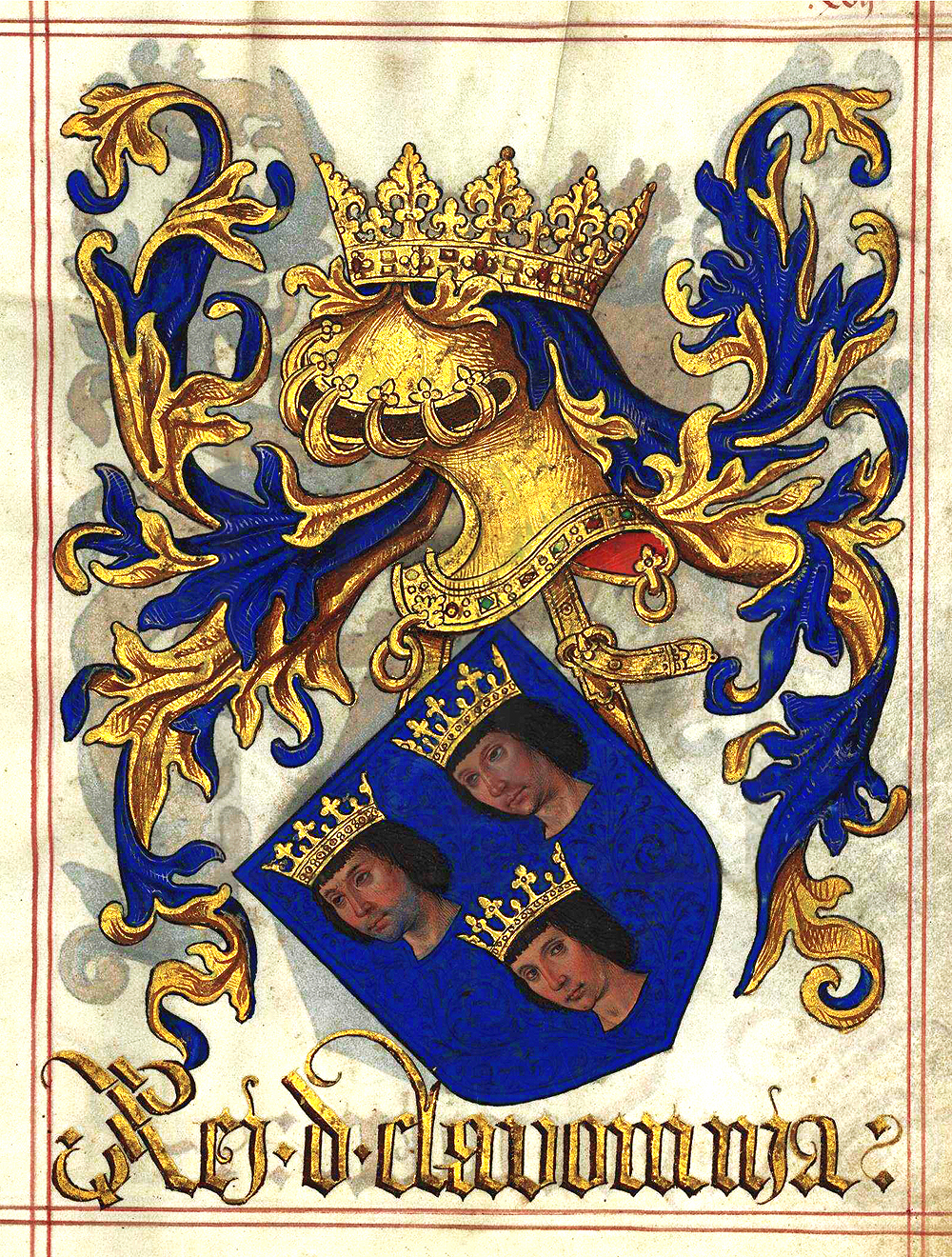
Король Clavomnia (?) f. 17
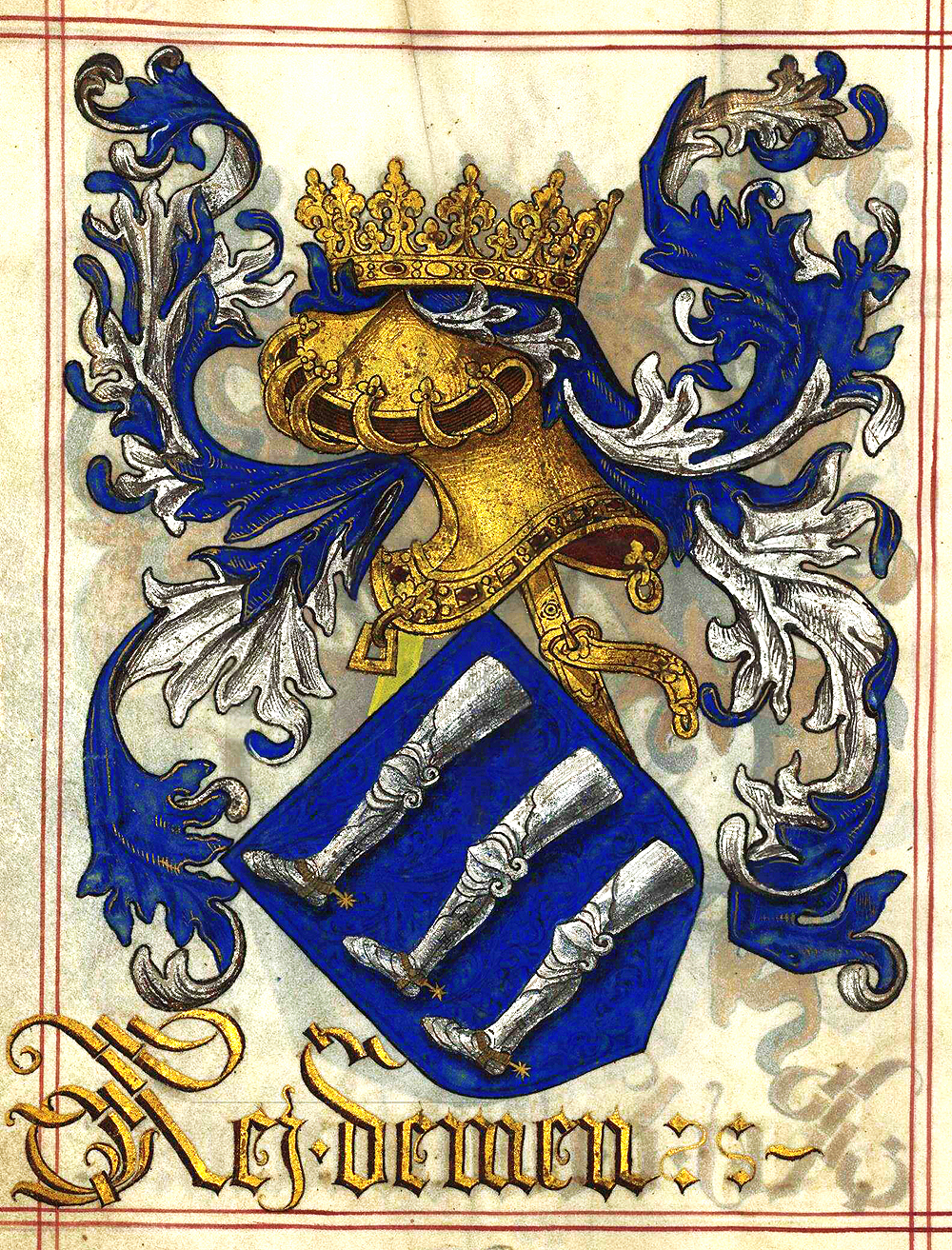
Король Менна f. 17v
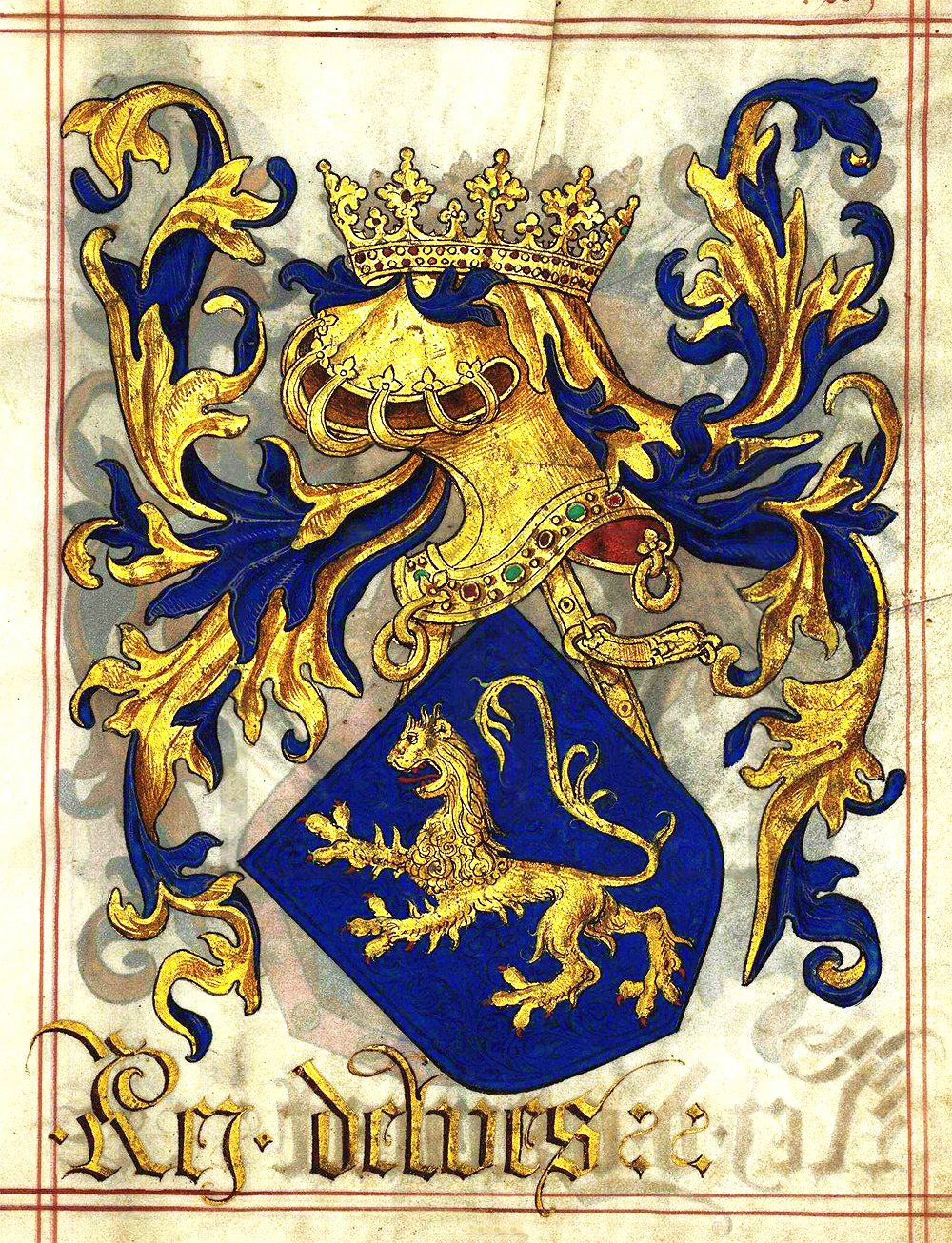
Король Русі f. 18
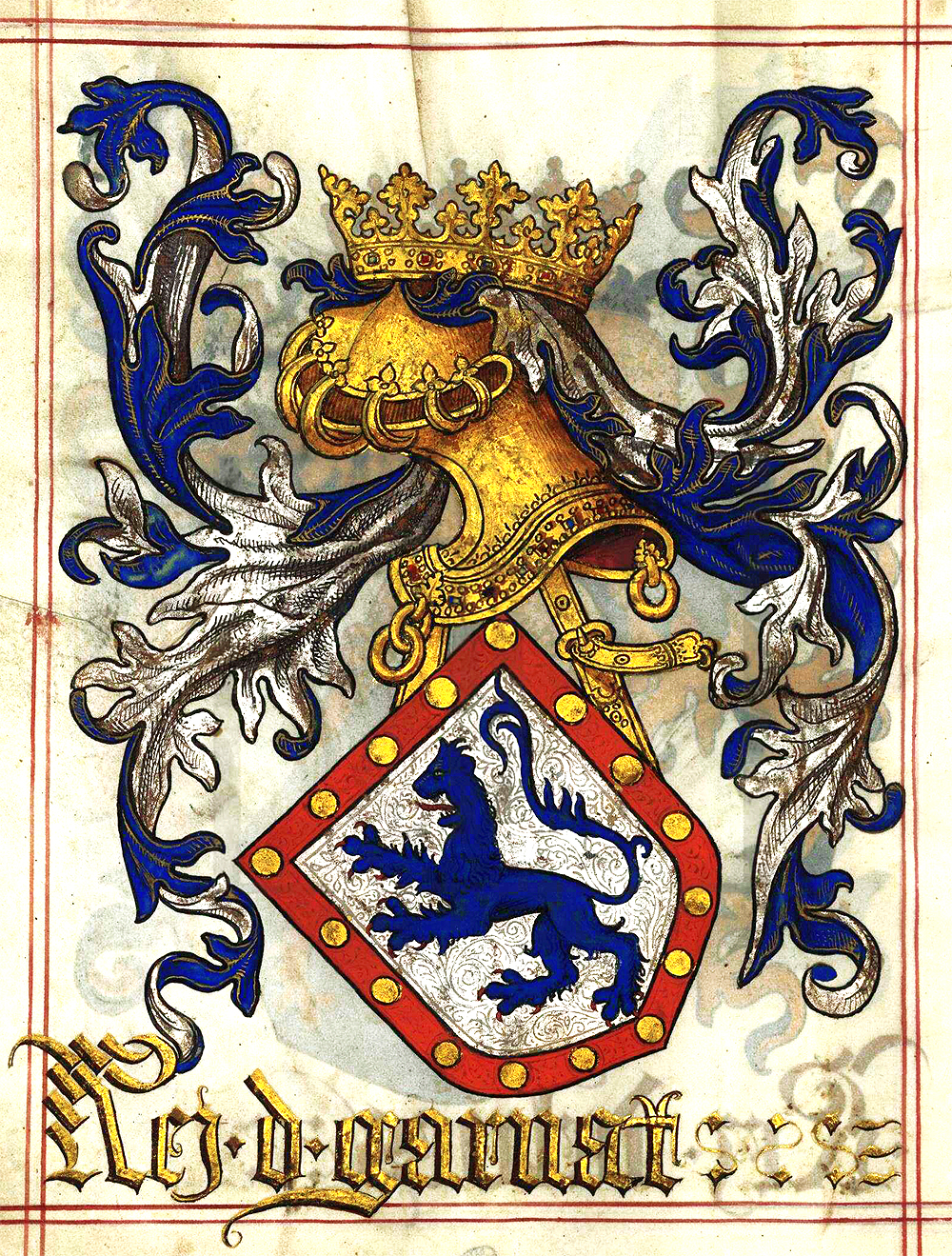
Король Гранади f. 18v
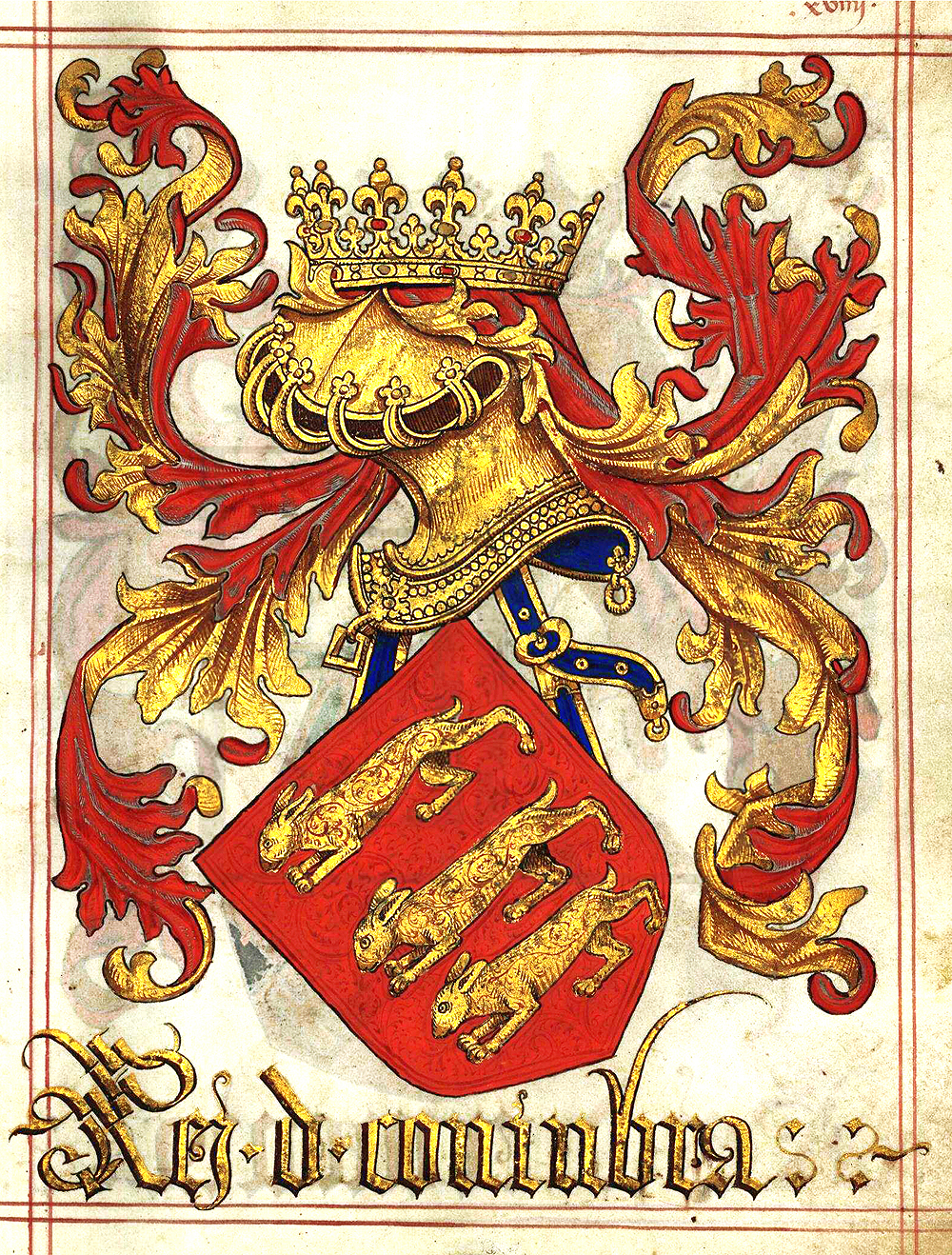
Король Коїмбри f. 19
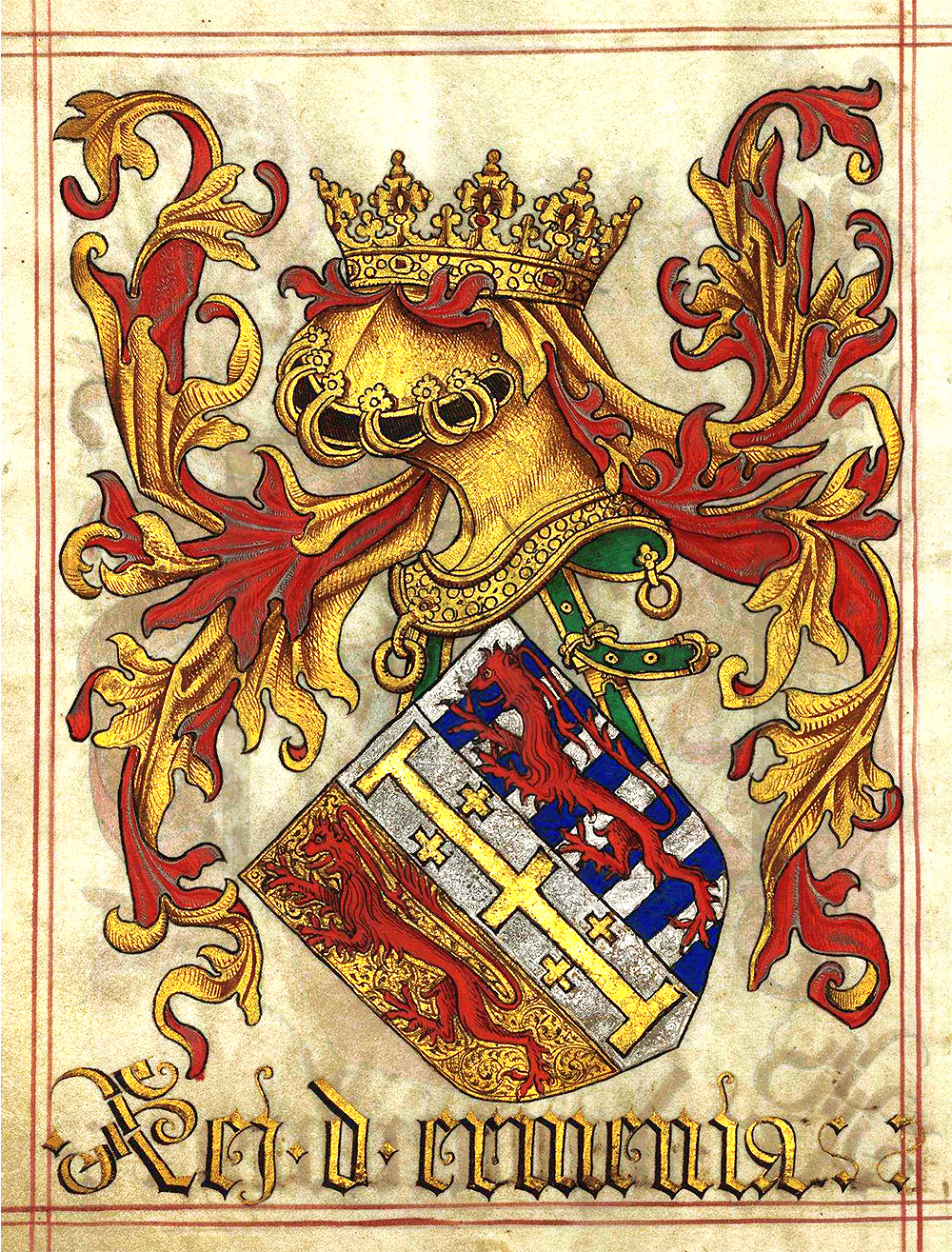
Король Вірменії f. 19v
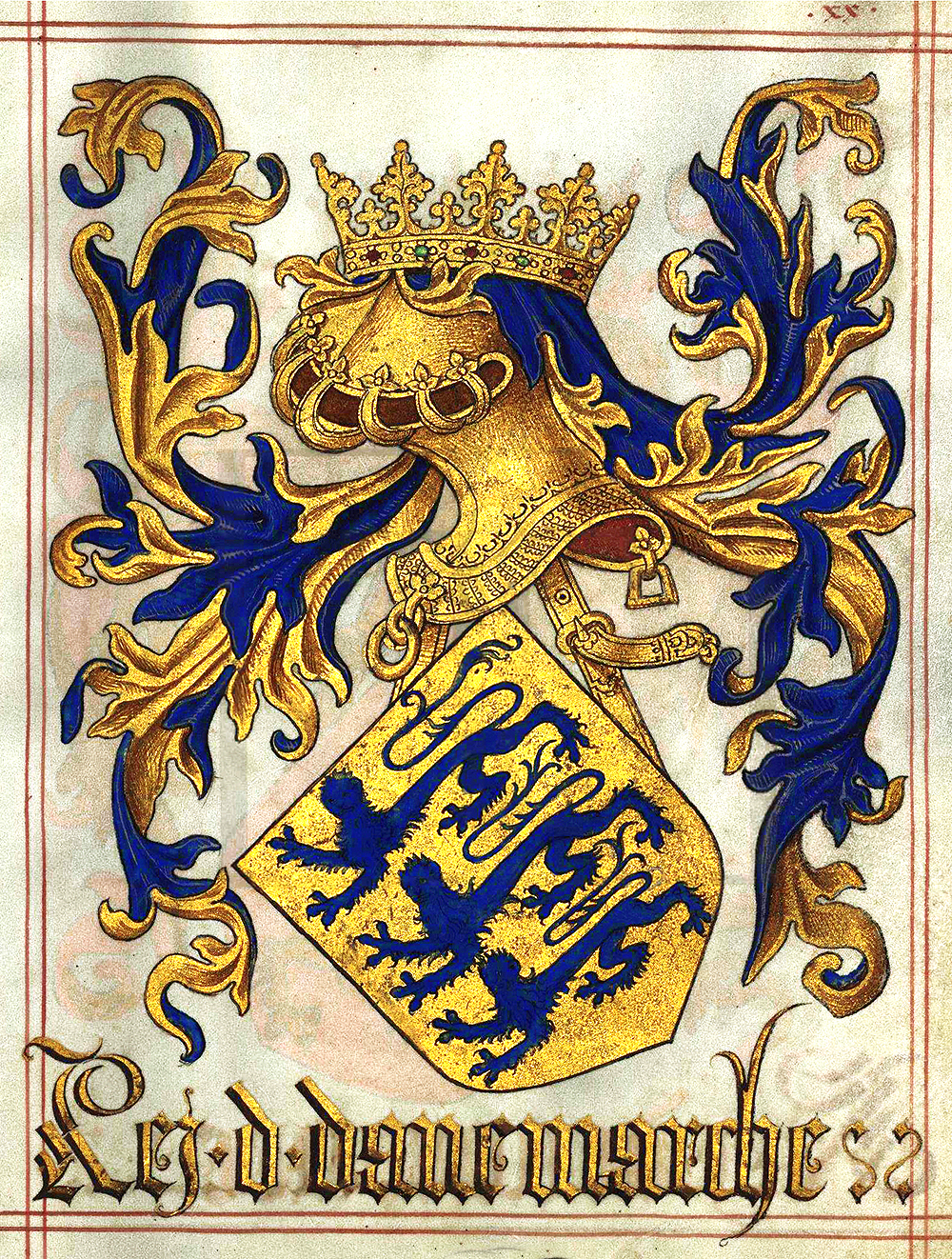
Король Данії f. 20
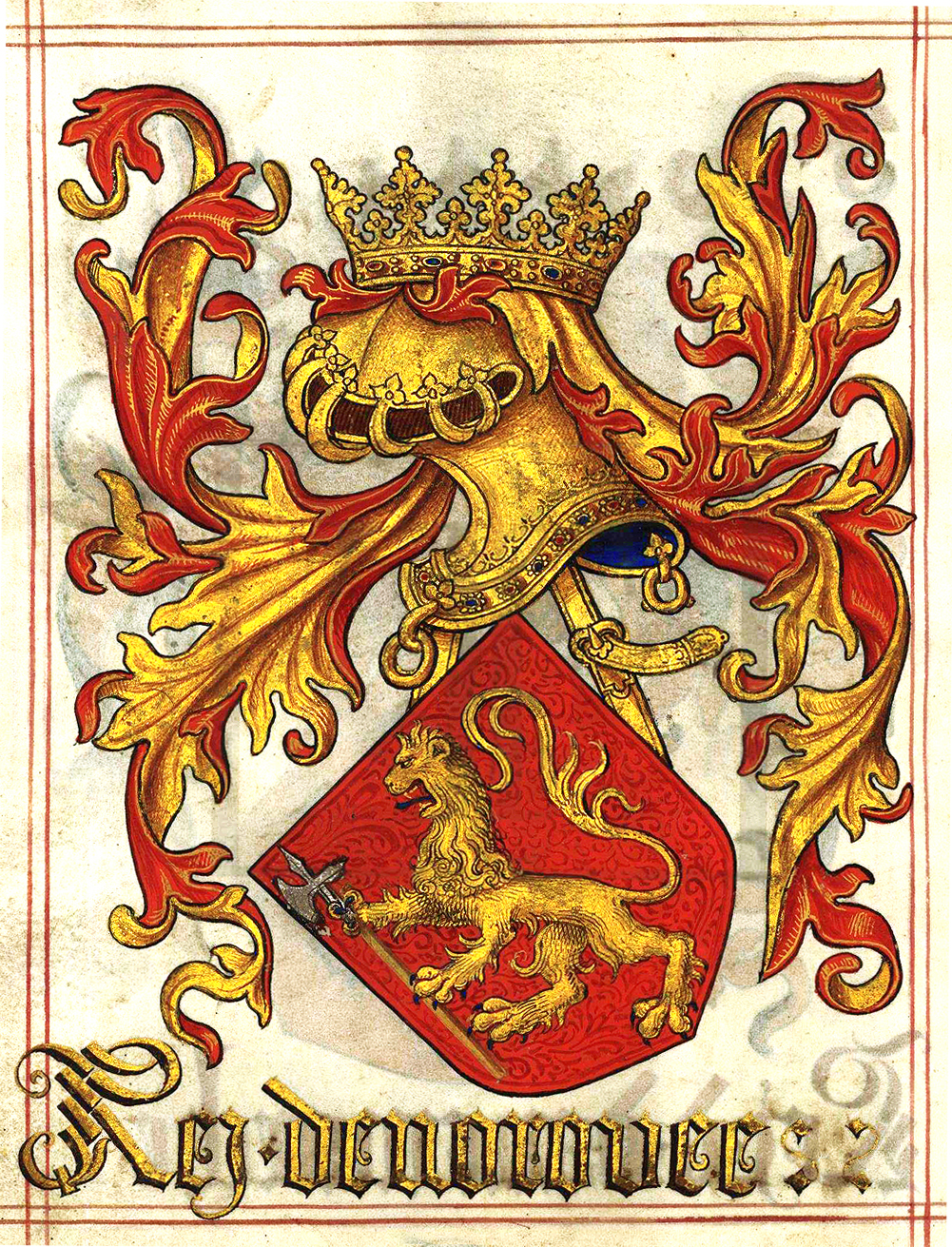
Король Норвегії f. 20v
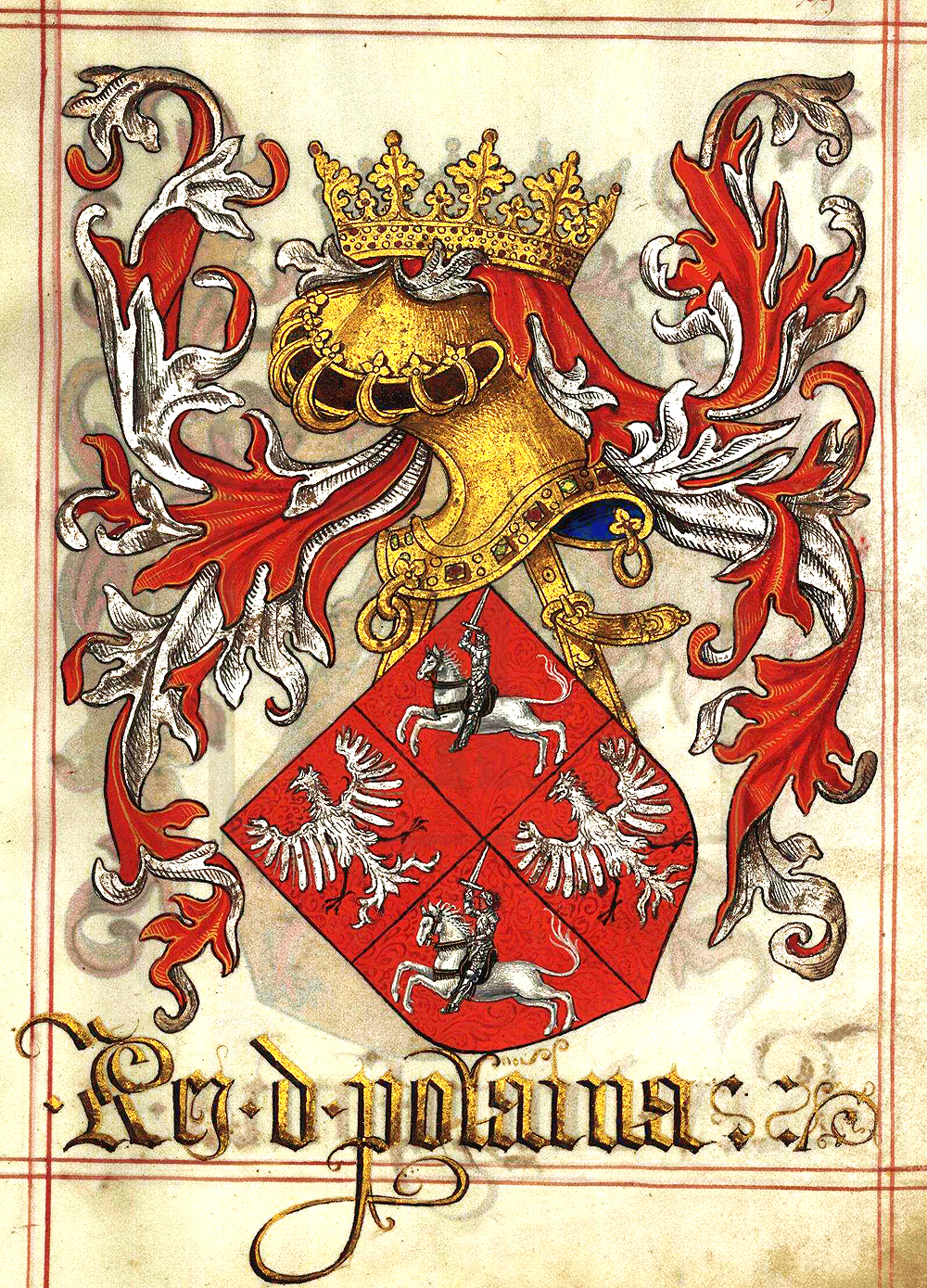
Король Польщі f. 21
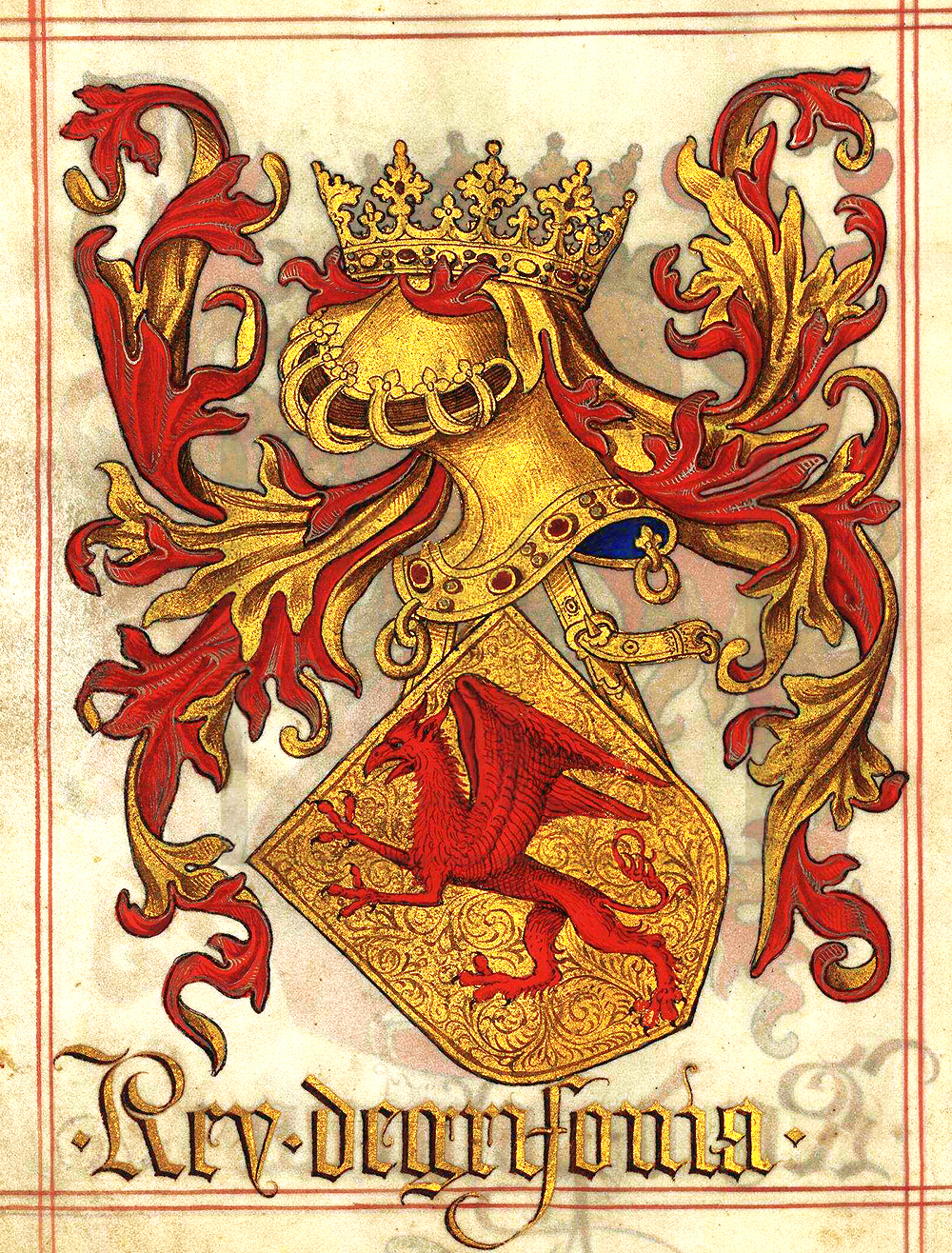
Король Грифонії f. 21v
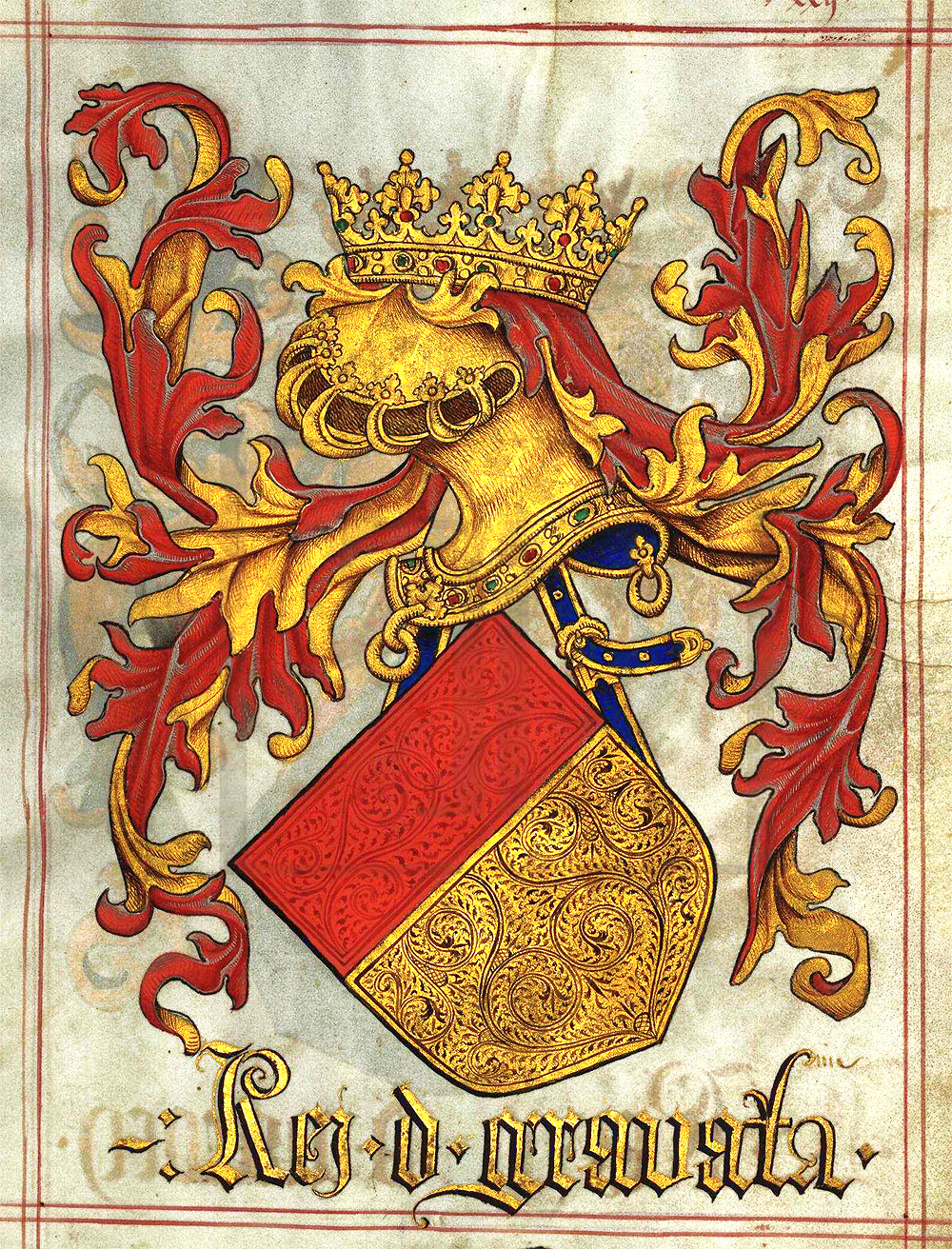
Король Gravate (?) f. 22
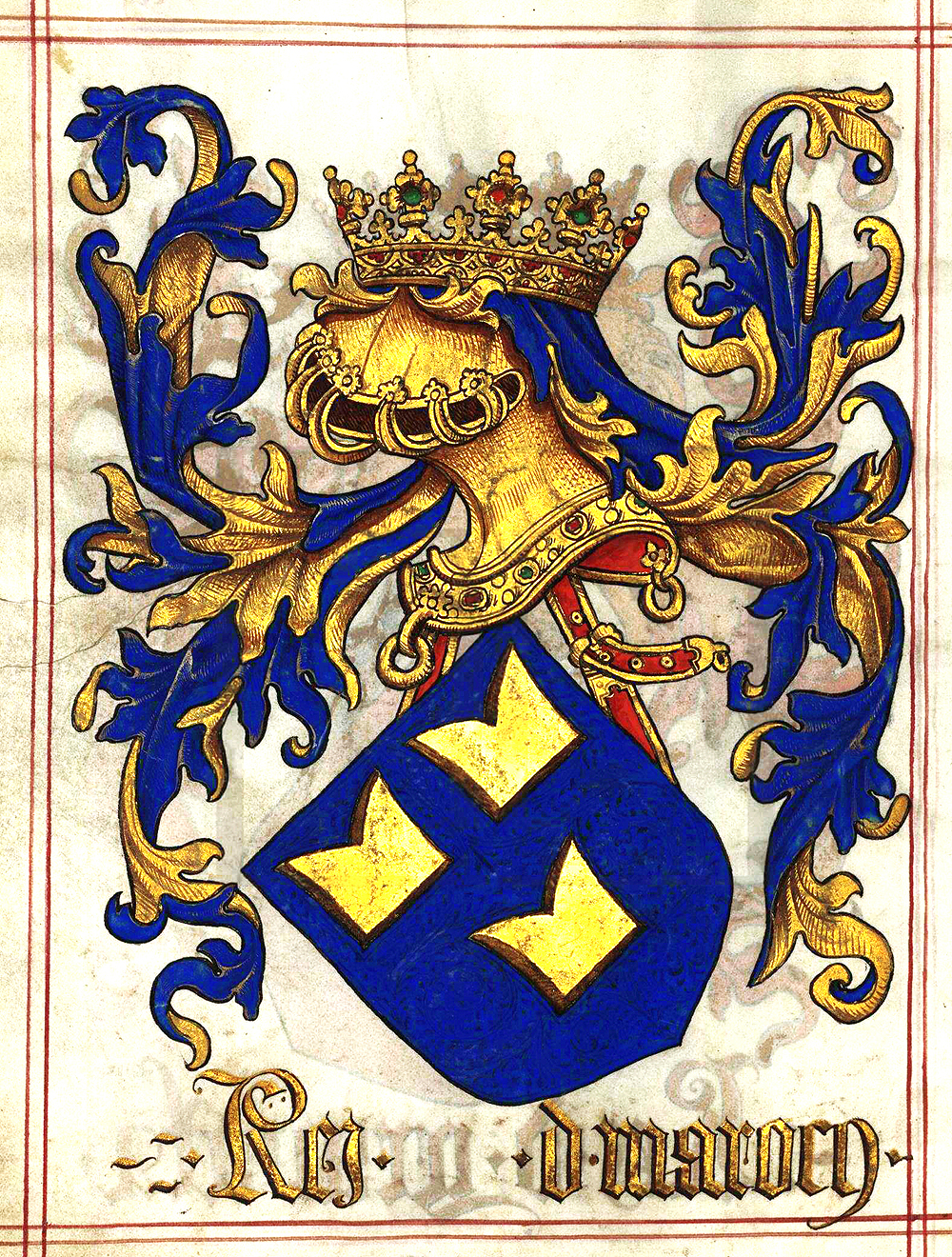
Король Морокко f. 22v
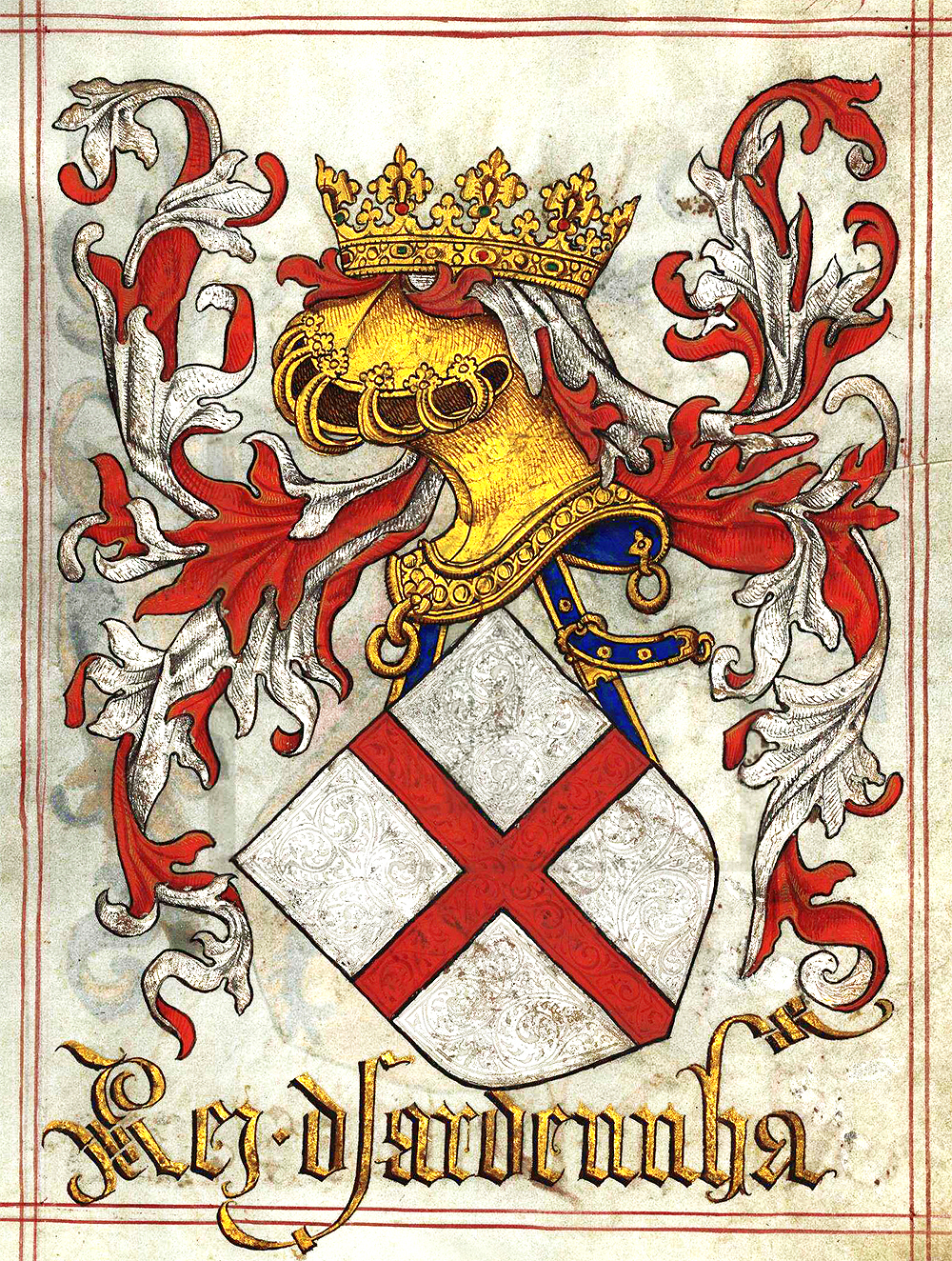
Король Сардинії f. 23
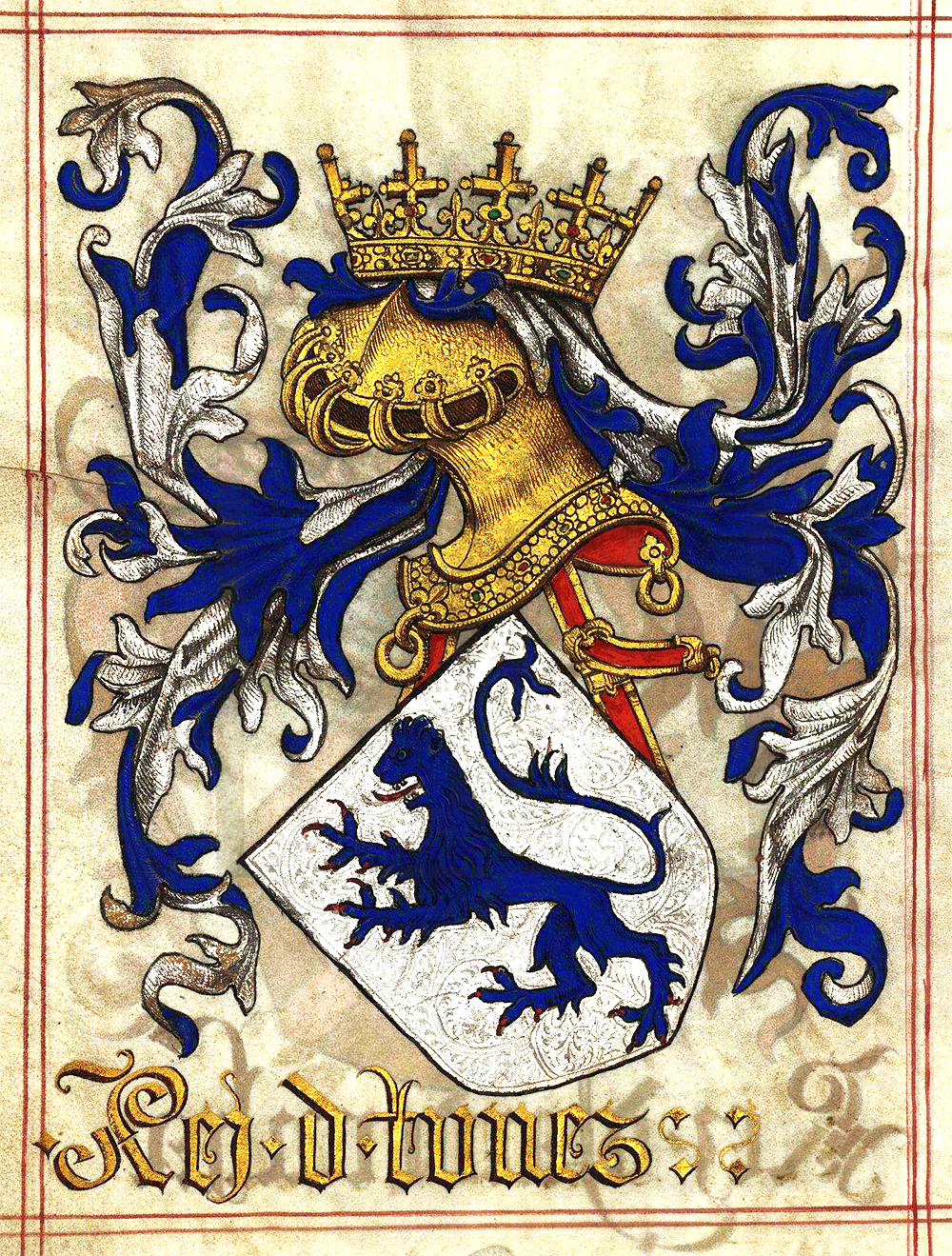
Король Тунісу f. 23v
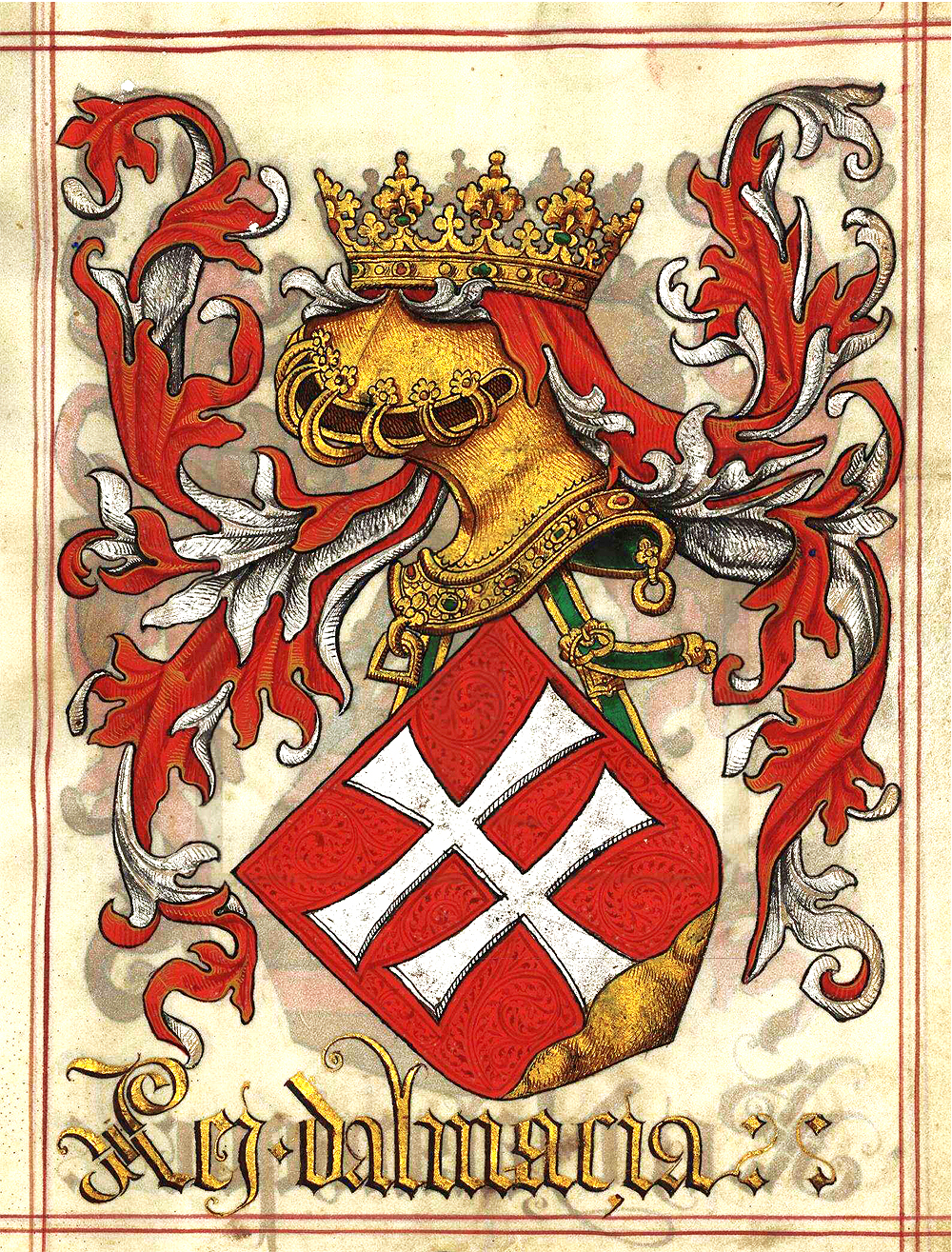
Король Далмації f. 24
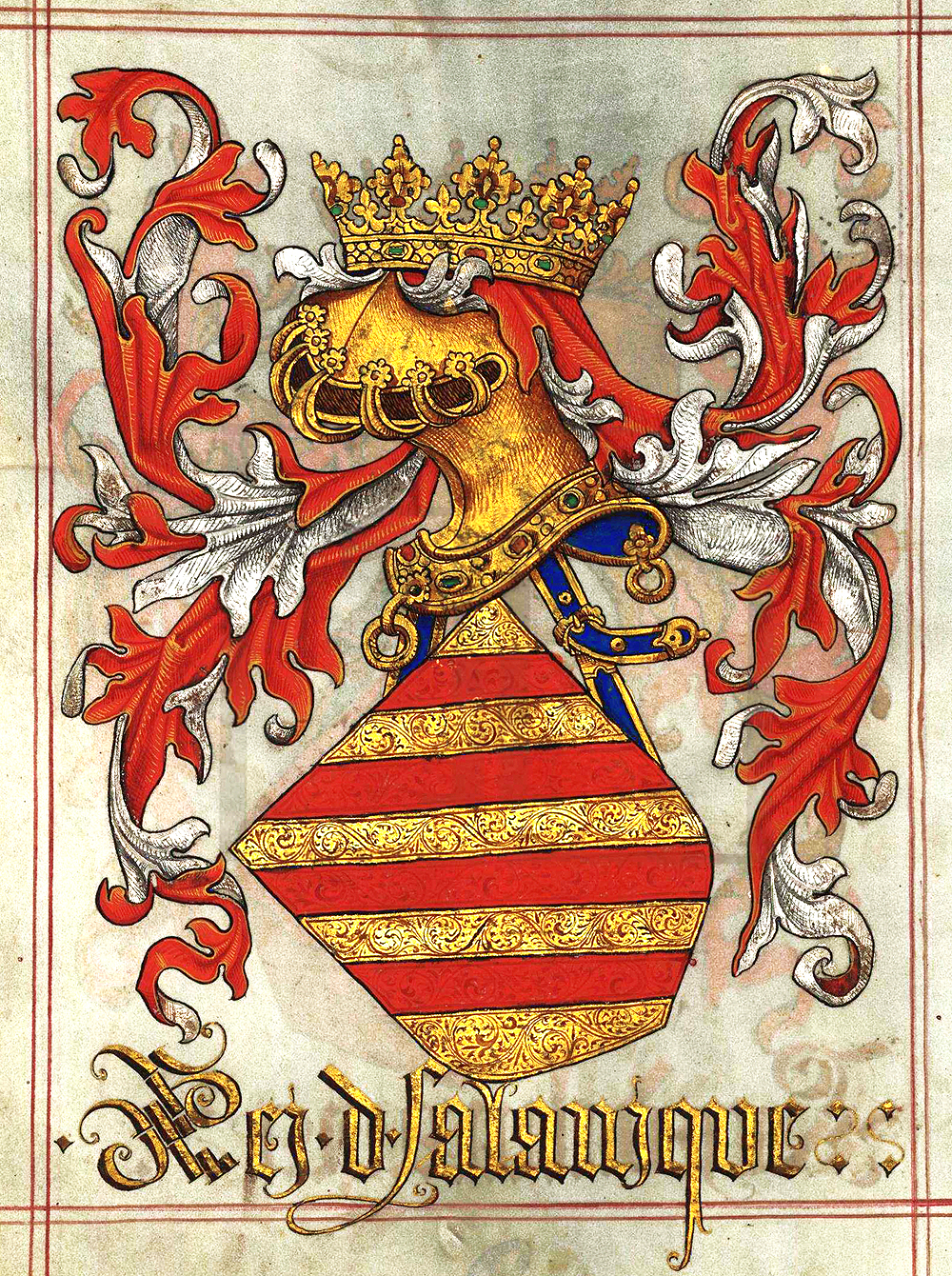
Король Салонік f. 24v
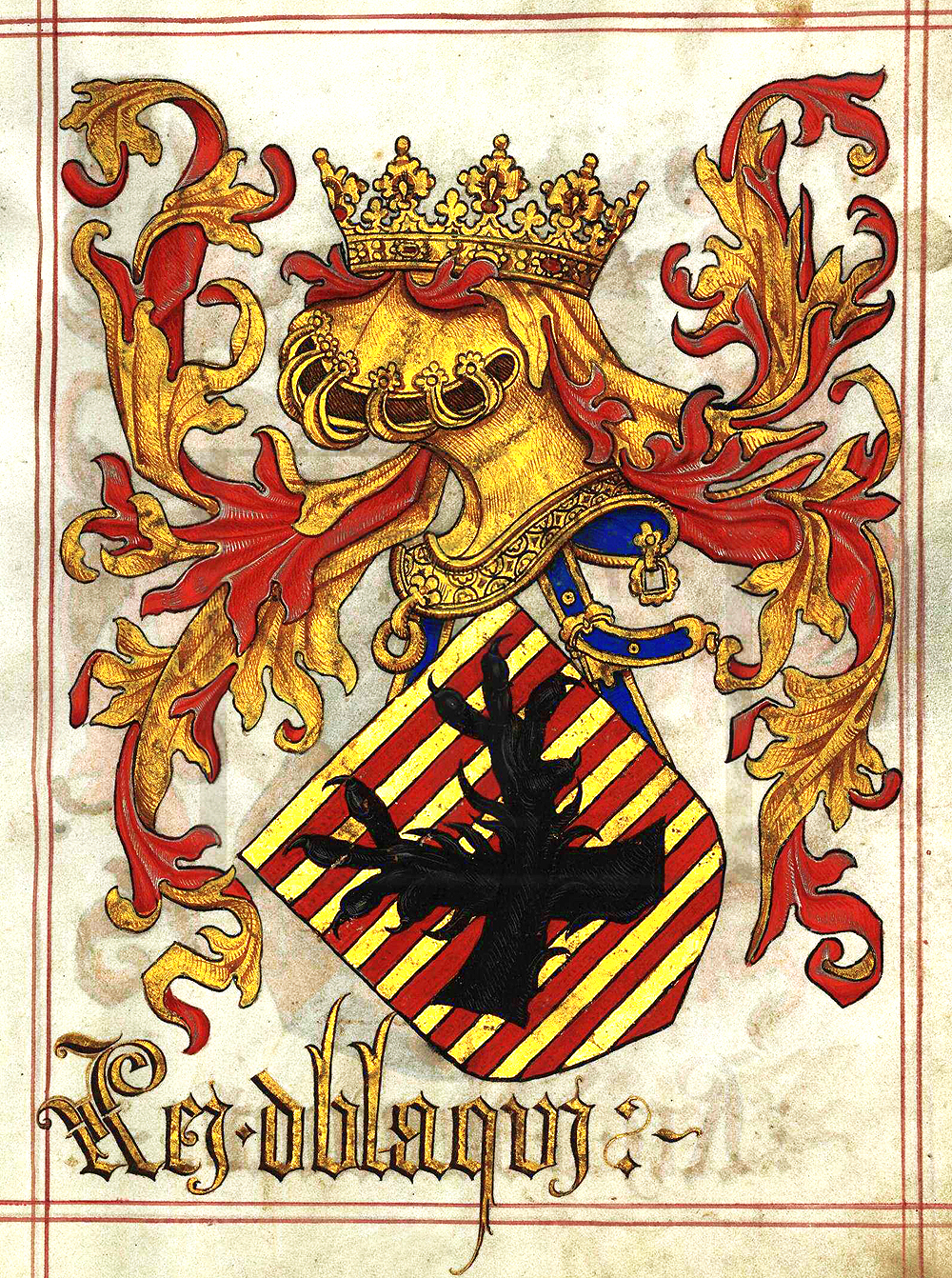
Король Волощини f. 25
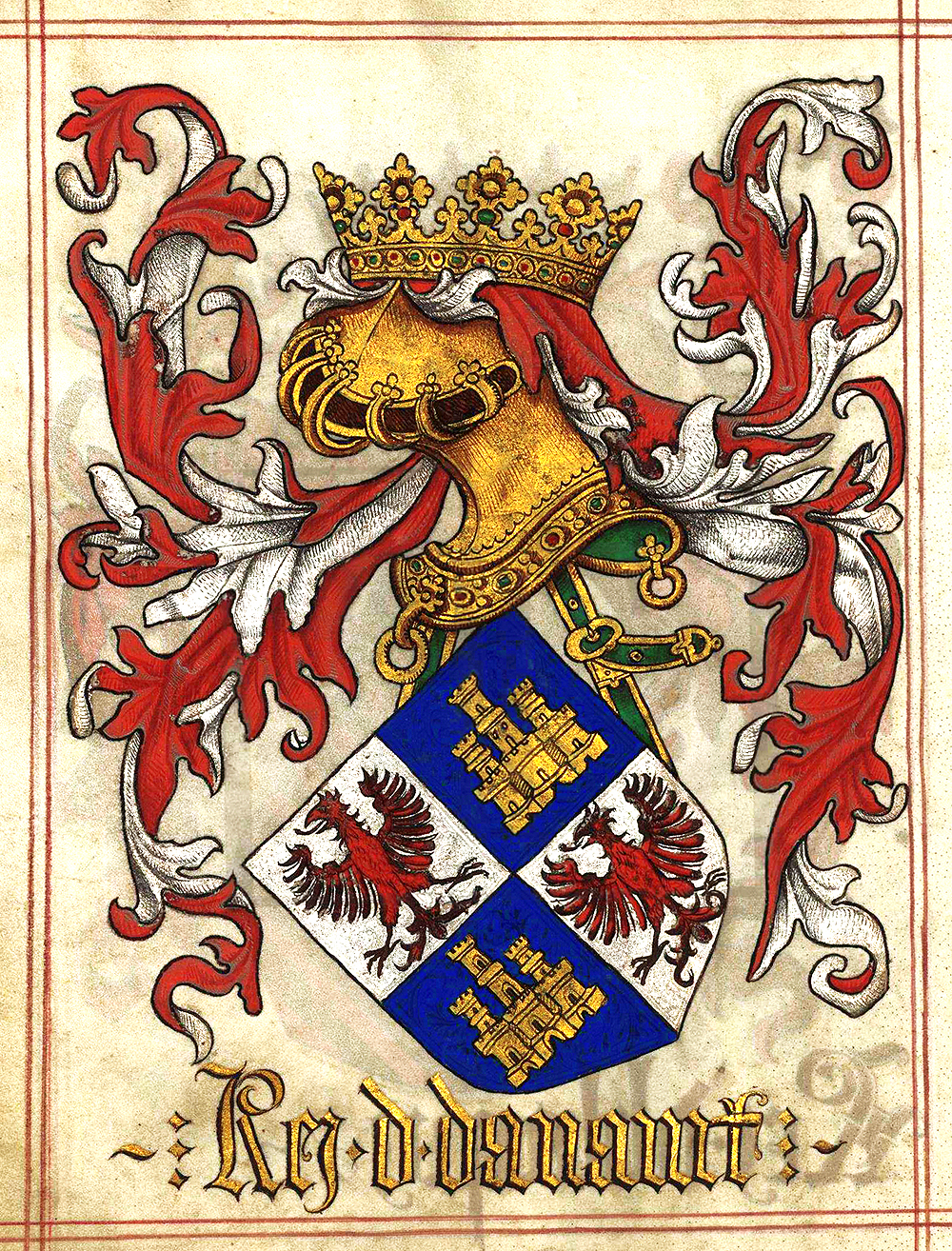
Король Danavit (?) f. 25v
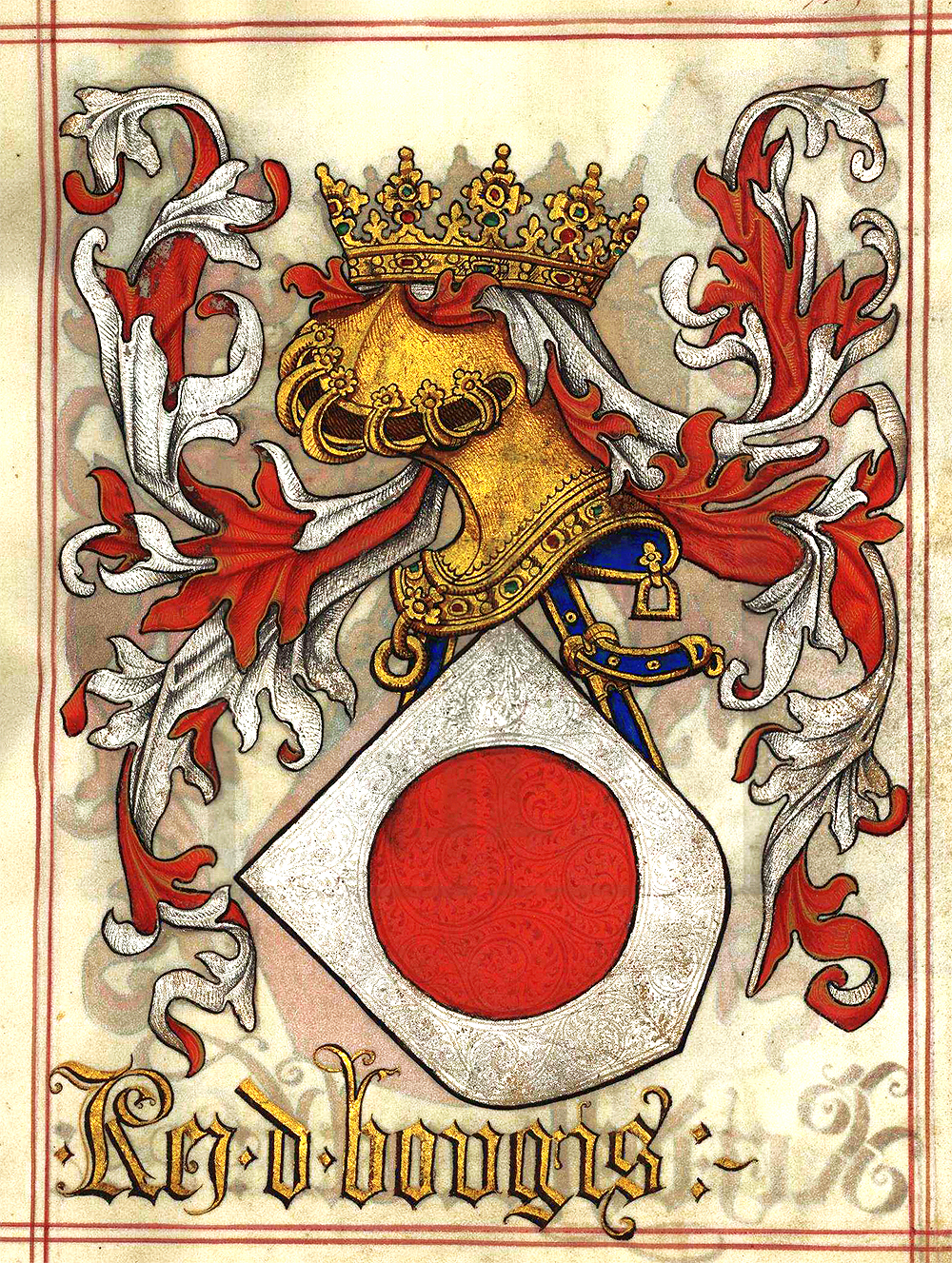
Король Бугії f. 26
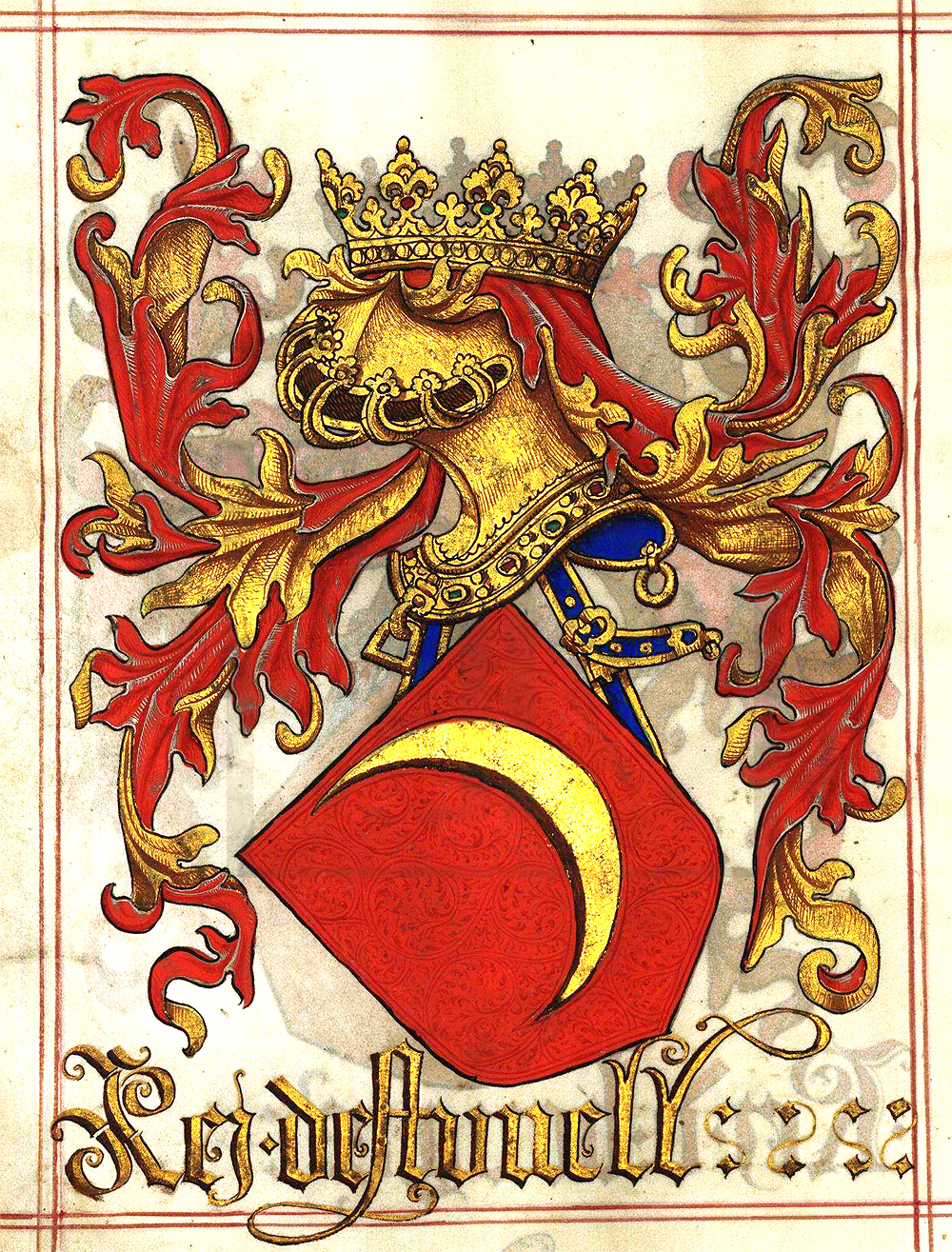
Король Estonell (?) f. 26v
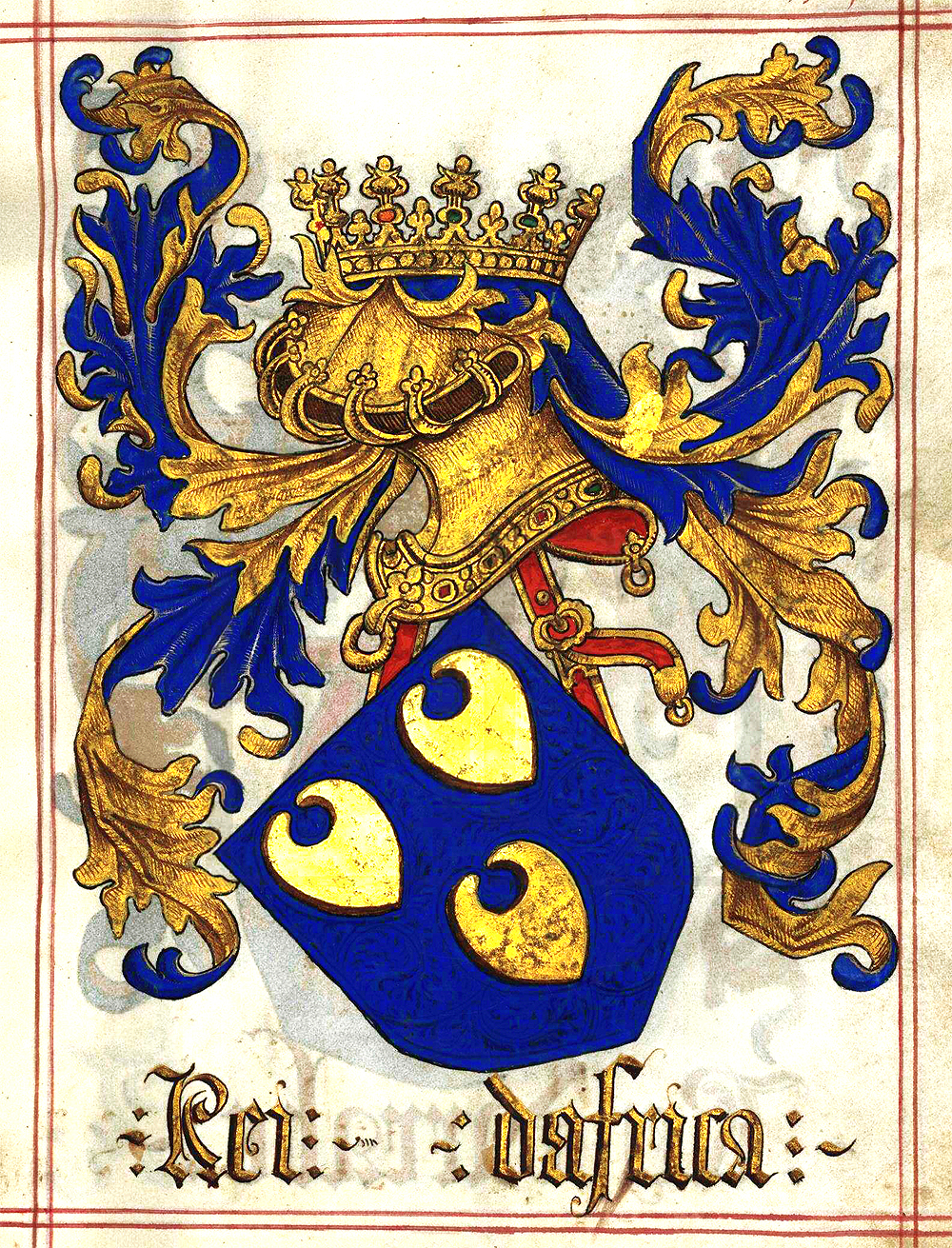
Король Африки f. 27
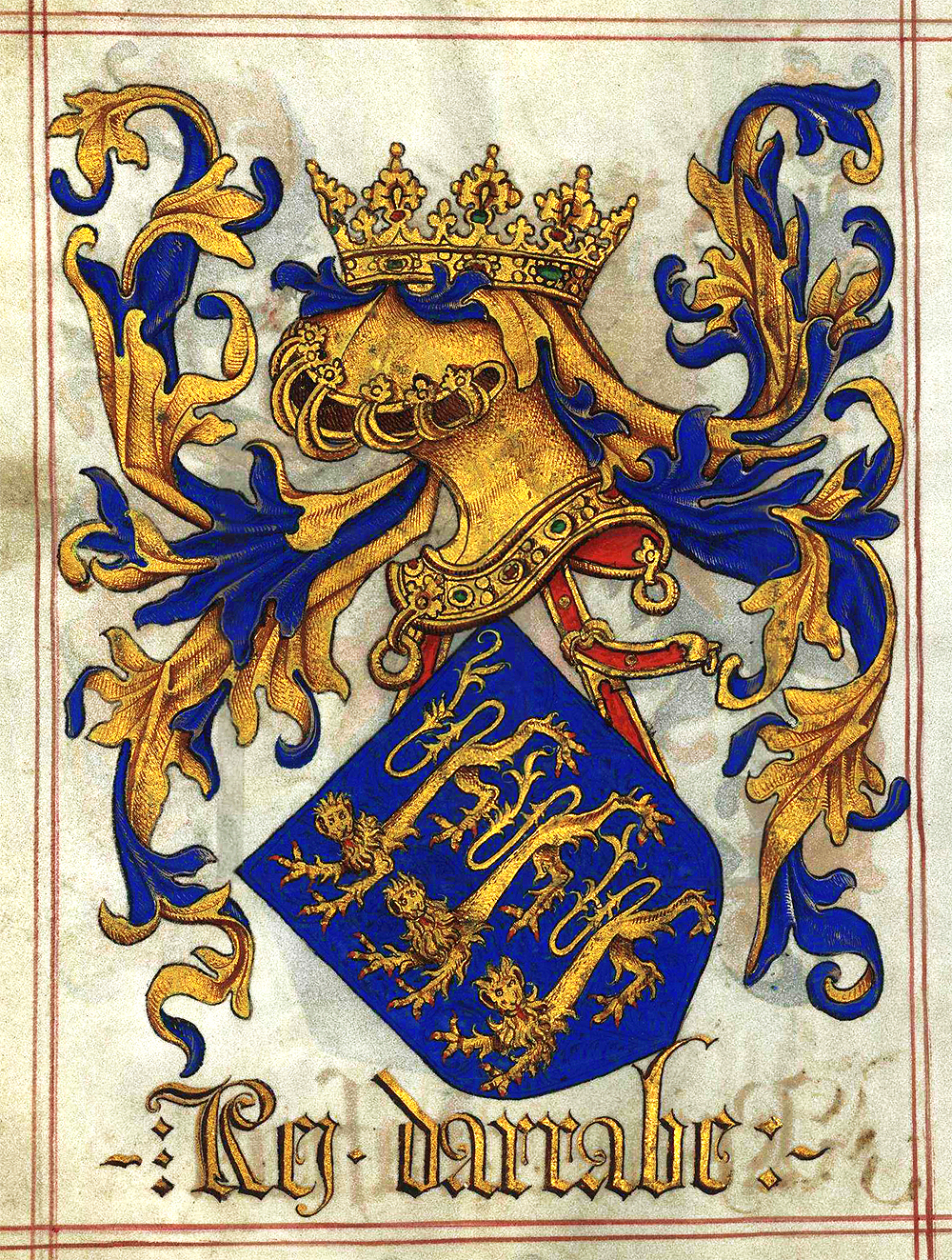
Король Аравії f. 27v
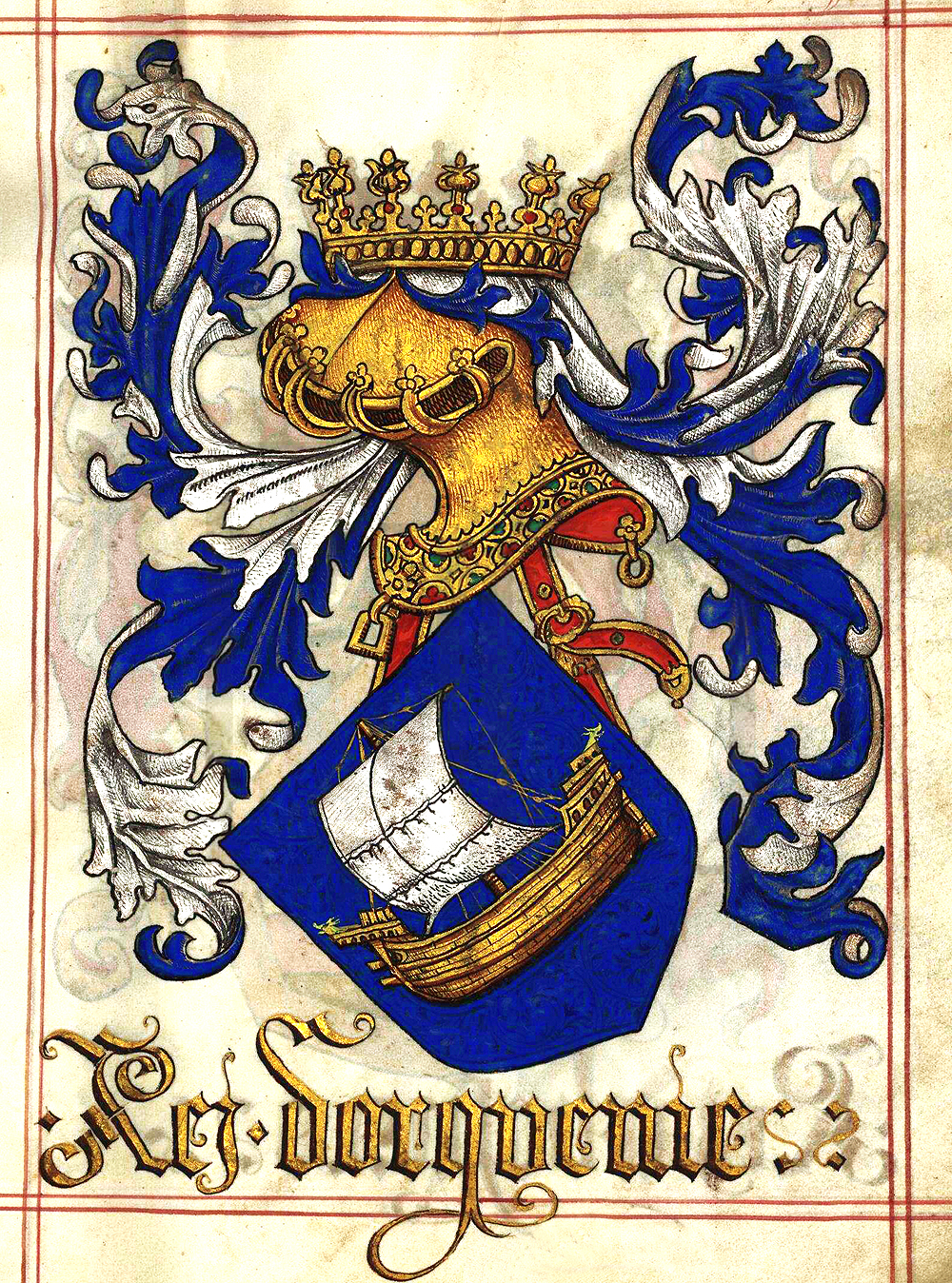
Король Оркні f. 28
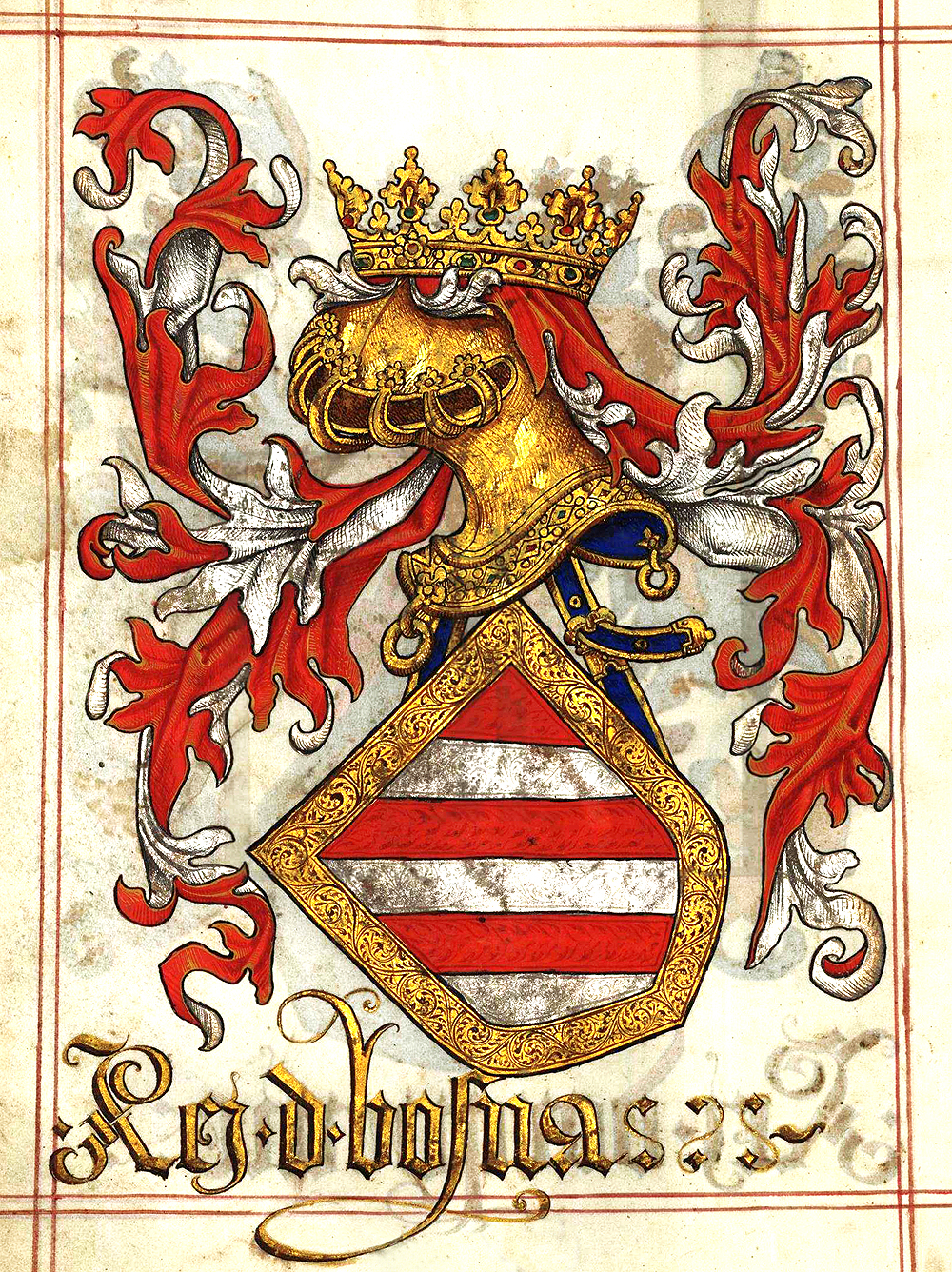
Король Боснії f. 28v
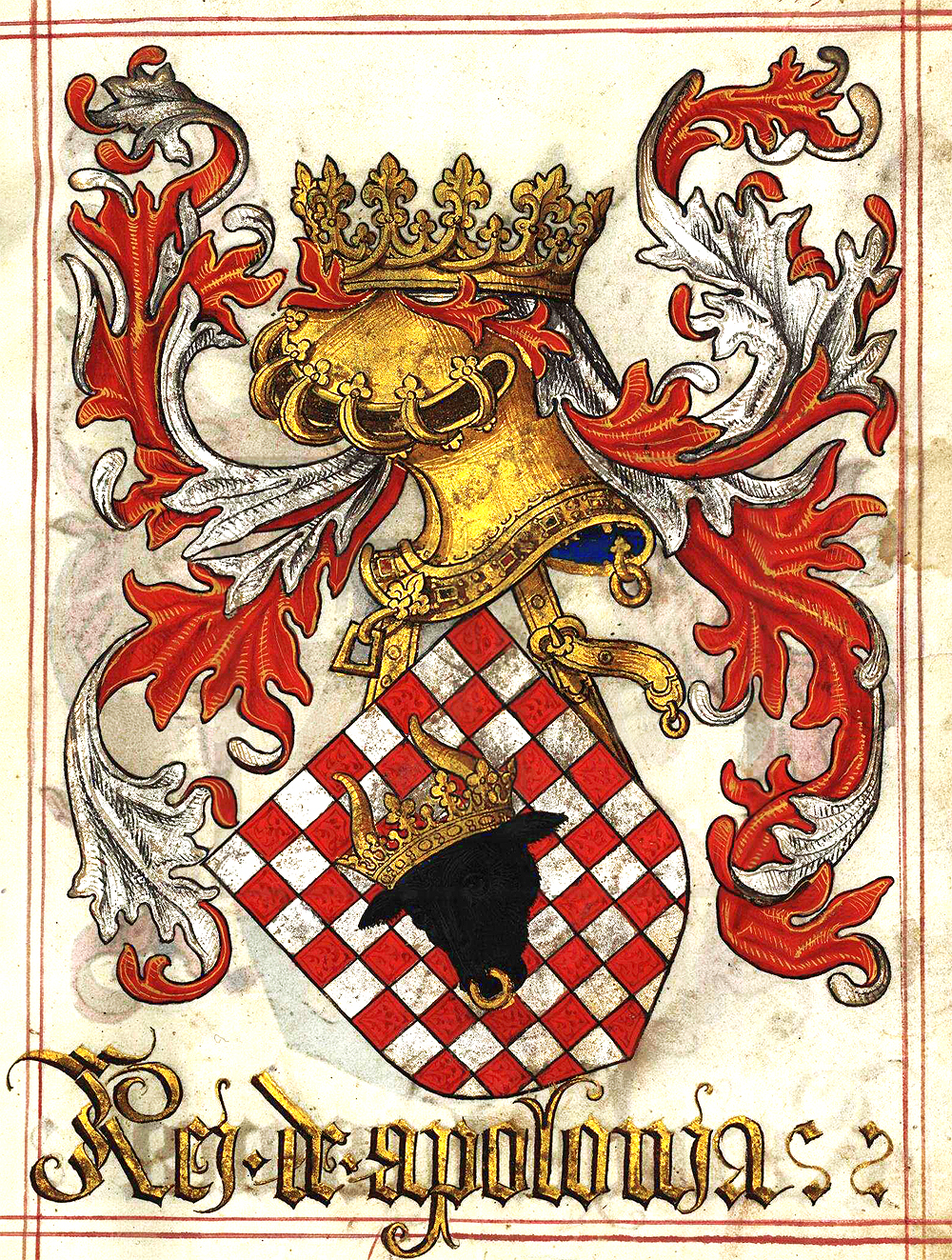
Король Польщі f. 29
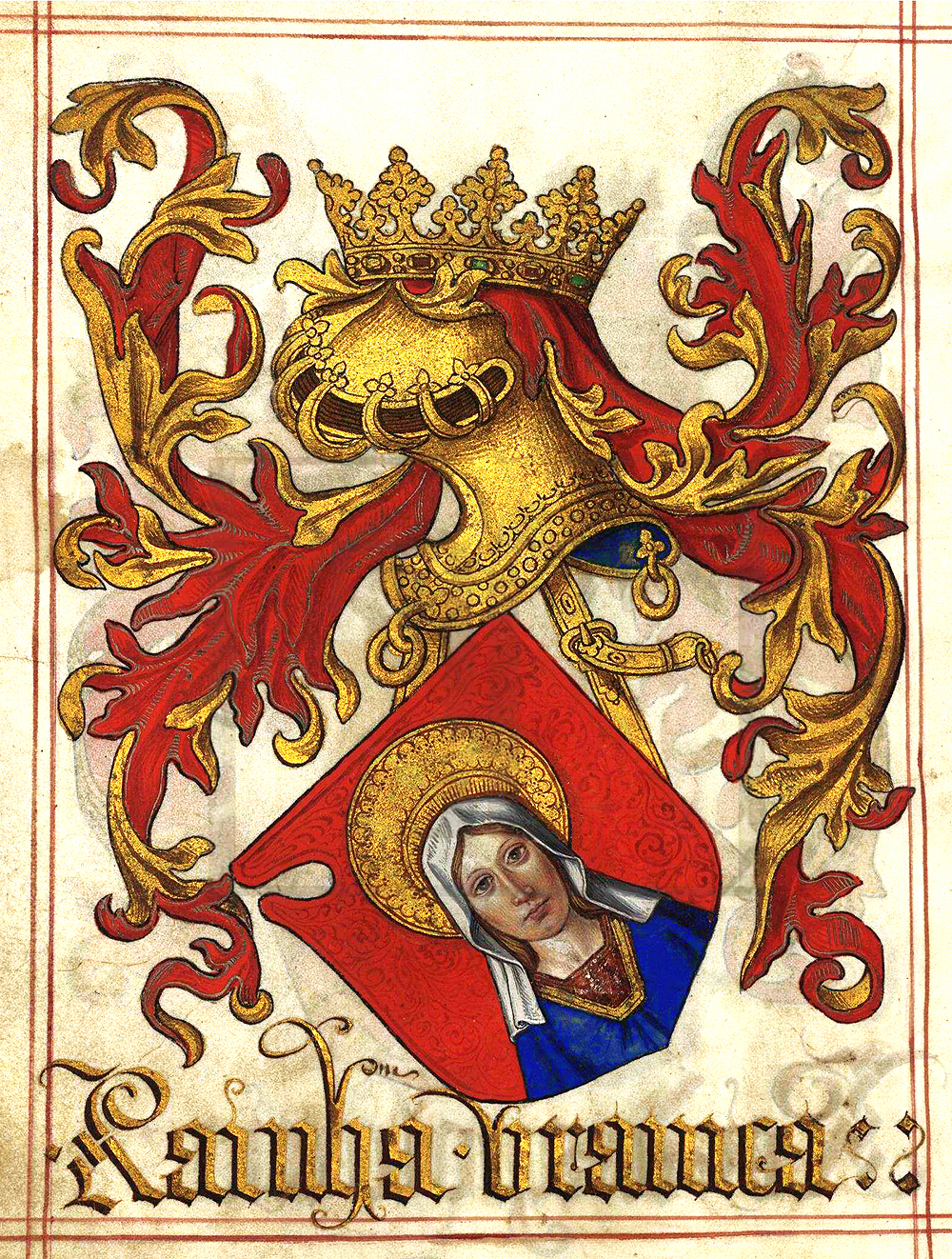
Біла Королева f. 29v
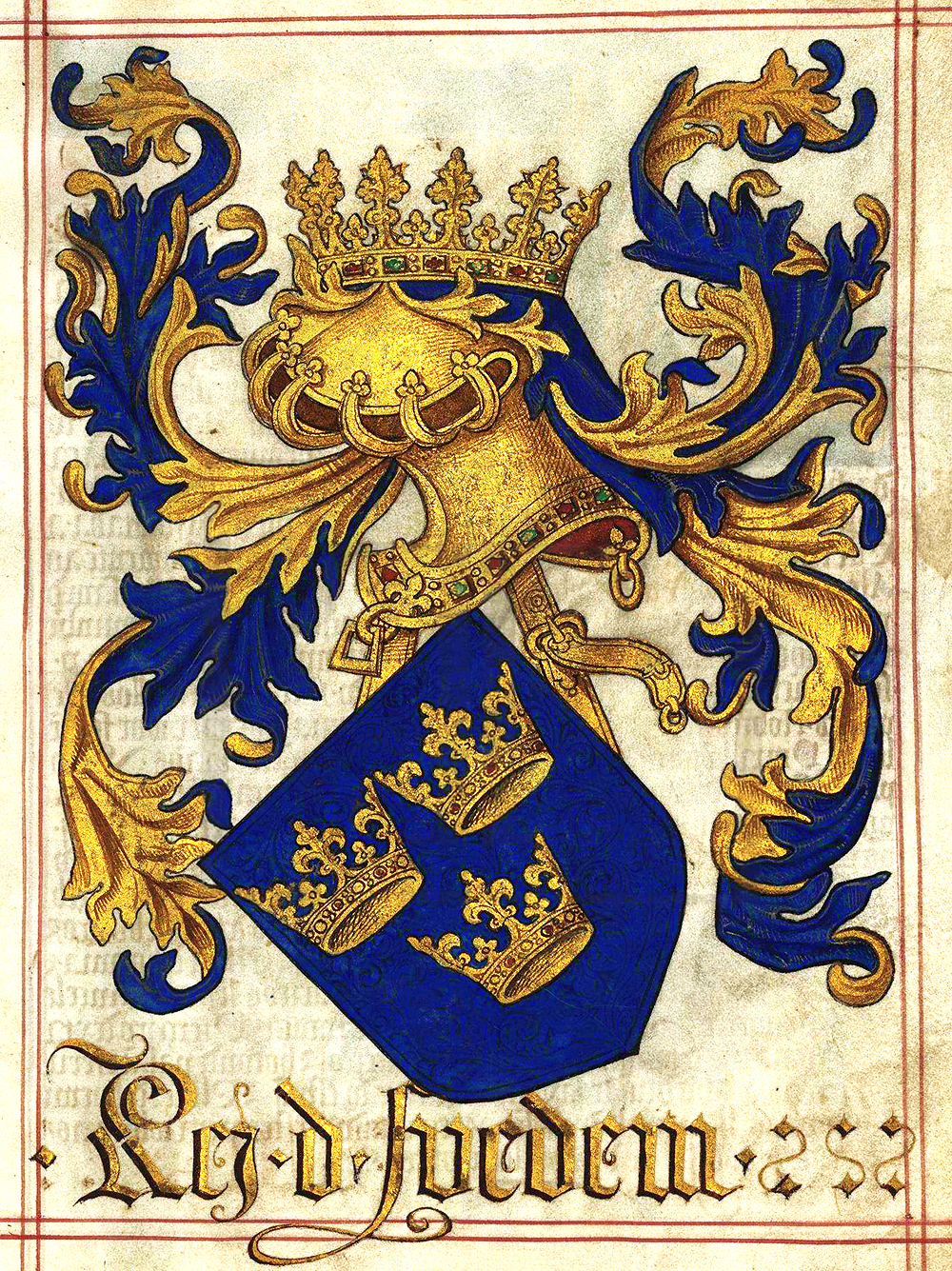
Король Швеції f. 30

### Частина ІІІ
У третій частині зображено 8 гербів на 4 аркушах (f. 31—34v). Це герби імператора Священної Римської імперії та семи курфюрстів — архієпископів Тріру, Кельна та Майнца, богемського короля, рейнського пфальцграфа, саксонського герцога й бранденбурзького маркграфа. Кожен герб супроводжується символічною фігурою. Трірський архієпископ виступає як архіканцлер Бургундії, кельнський архієпископ — як архіканцлер Італії, майнцький архієпископ — як архіканцлер Німеччини, богемський король — як імперський підчаший, пфальцраф — як імперський сенешаль, саксонський герцог — як імперський маршалок, бранденбурзький маркграф — як імперський камергер. На зображенні з коронованим імператором додатково розміщено у підніжжі герби герцогів Швабії, Брауншвейга, Баварії та Лотарингії. Усі герби та фігури скопійовані з «Нюрнберзької хроніки» 1493 року Гартмана Шеделя. Герби трірського і кельнського архієпископів переплутані місцями.

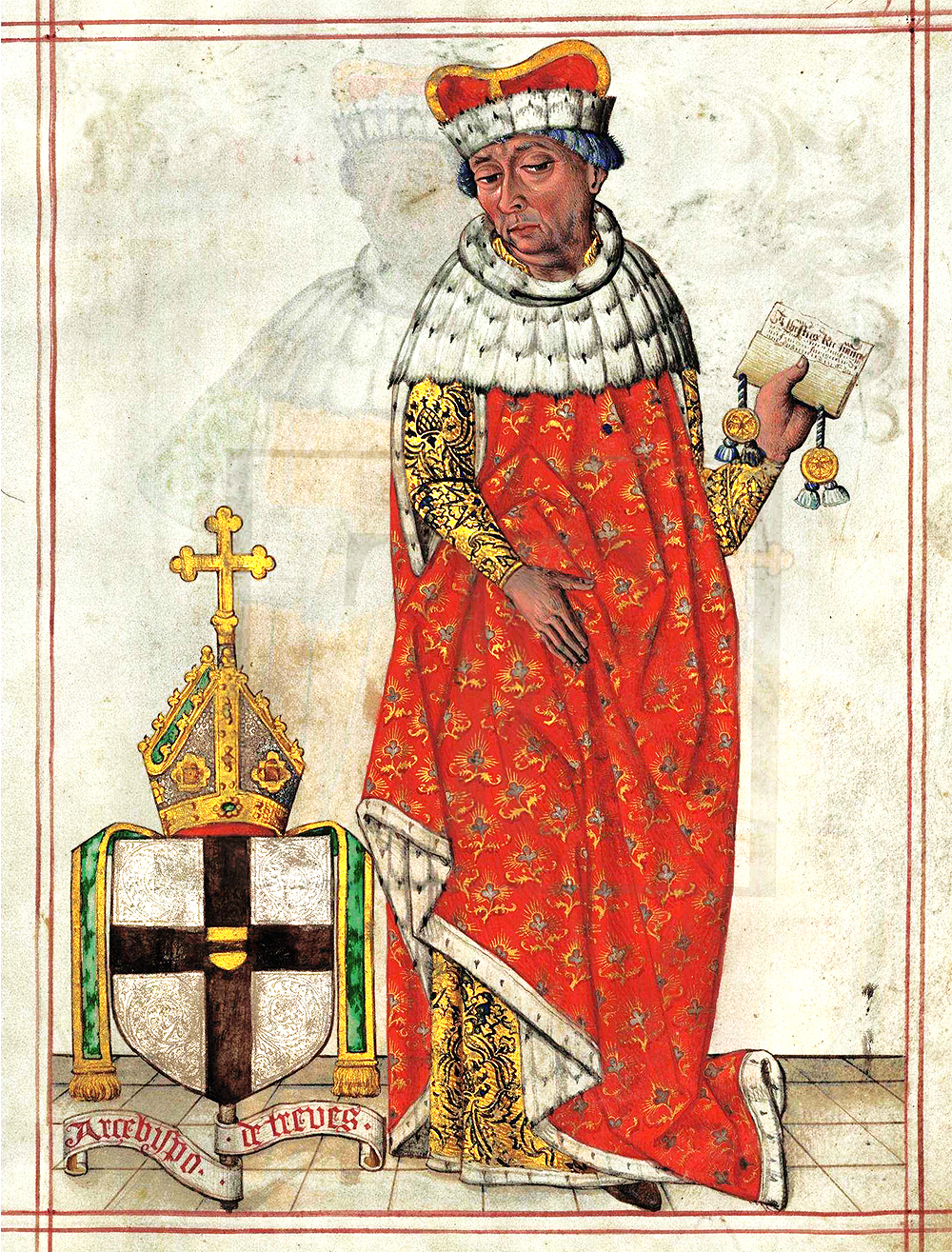
Архієпископ Трірський f. 31
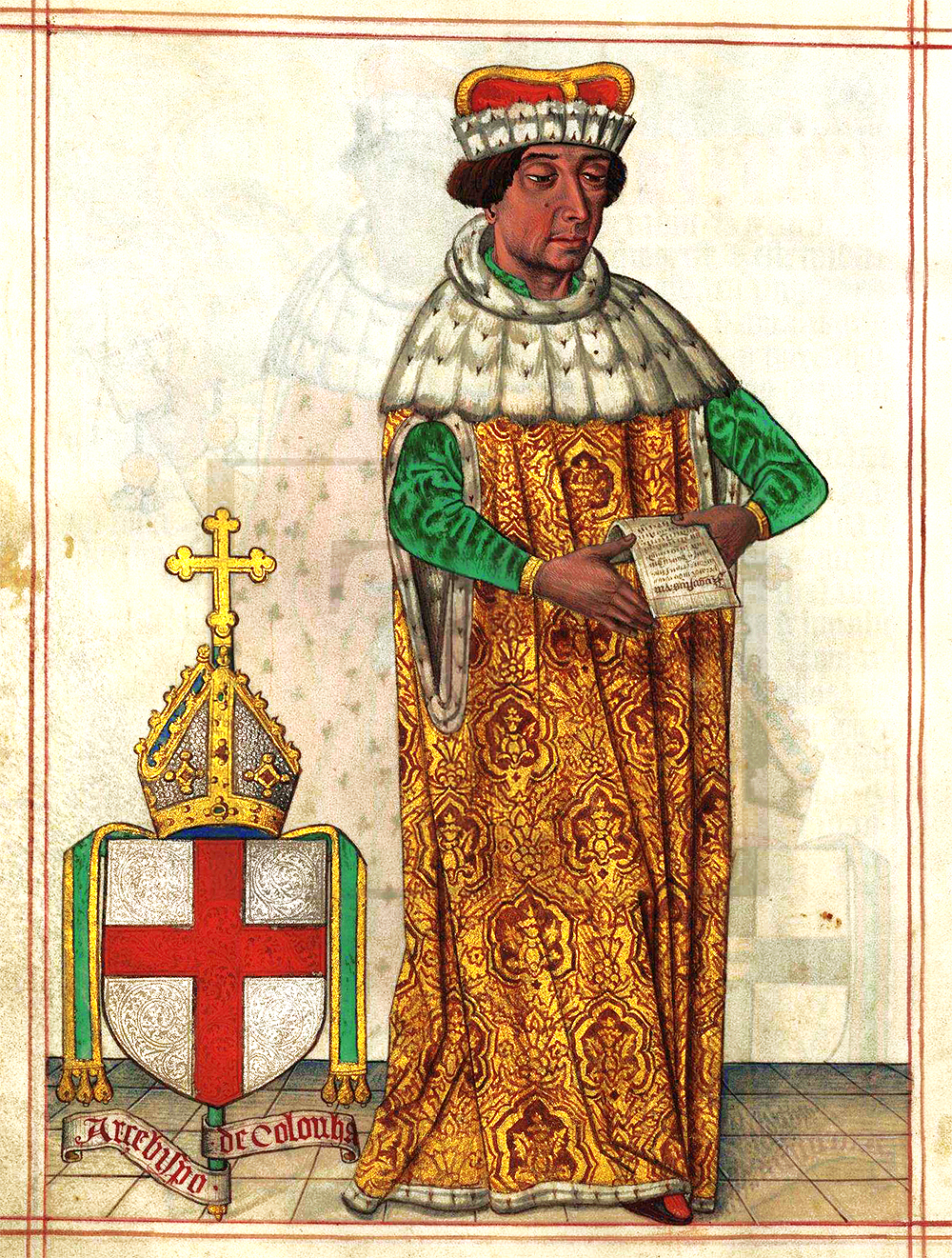
Архієпископ Кельнський f. 31v
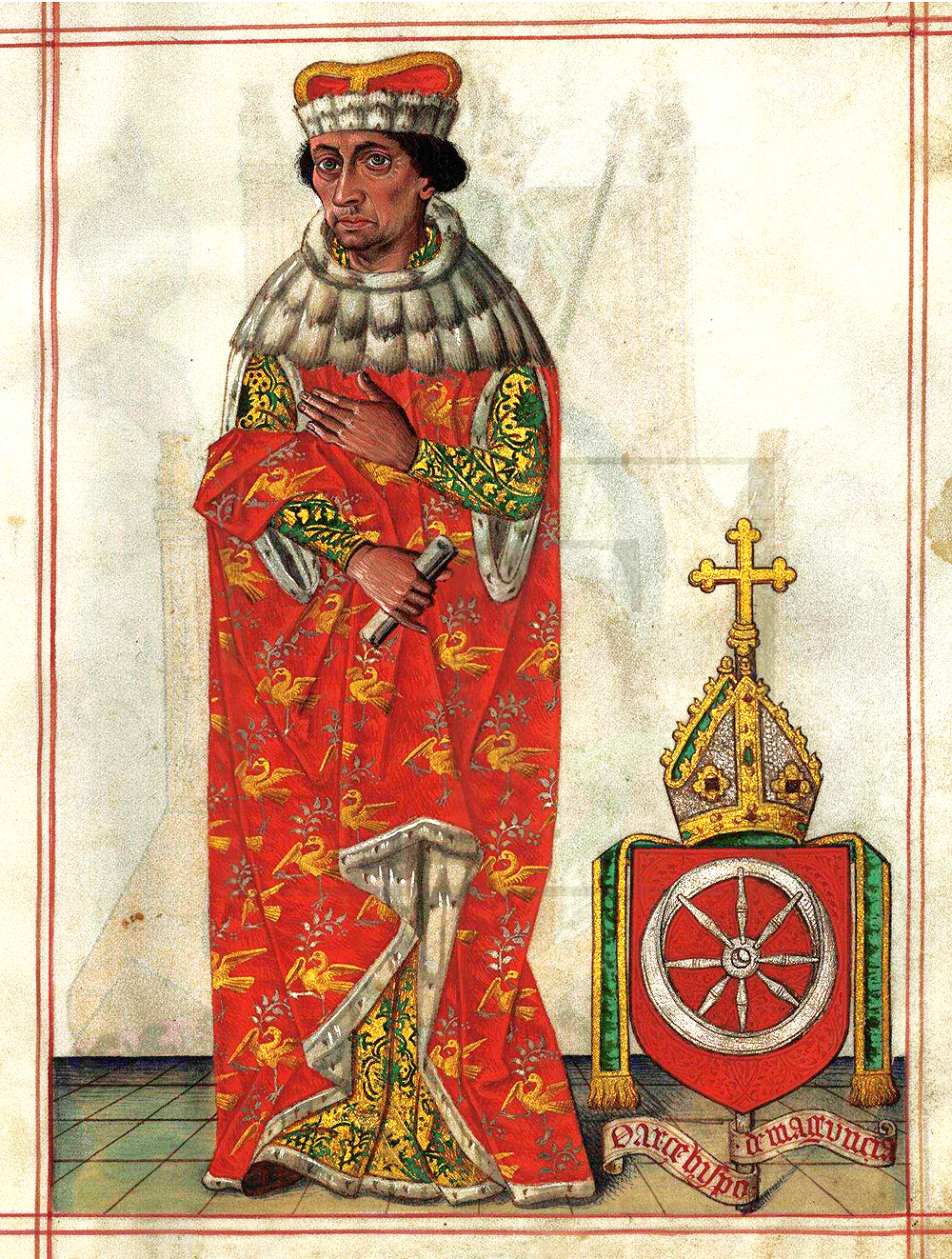
Архієпископ Майнцький f. 32
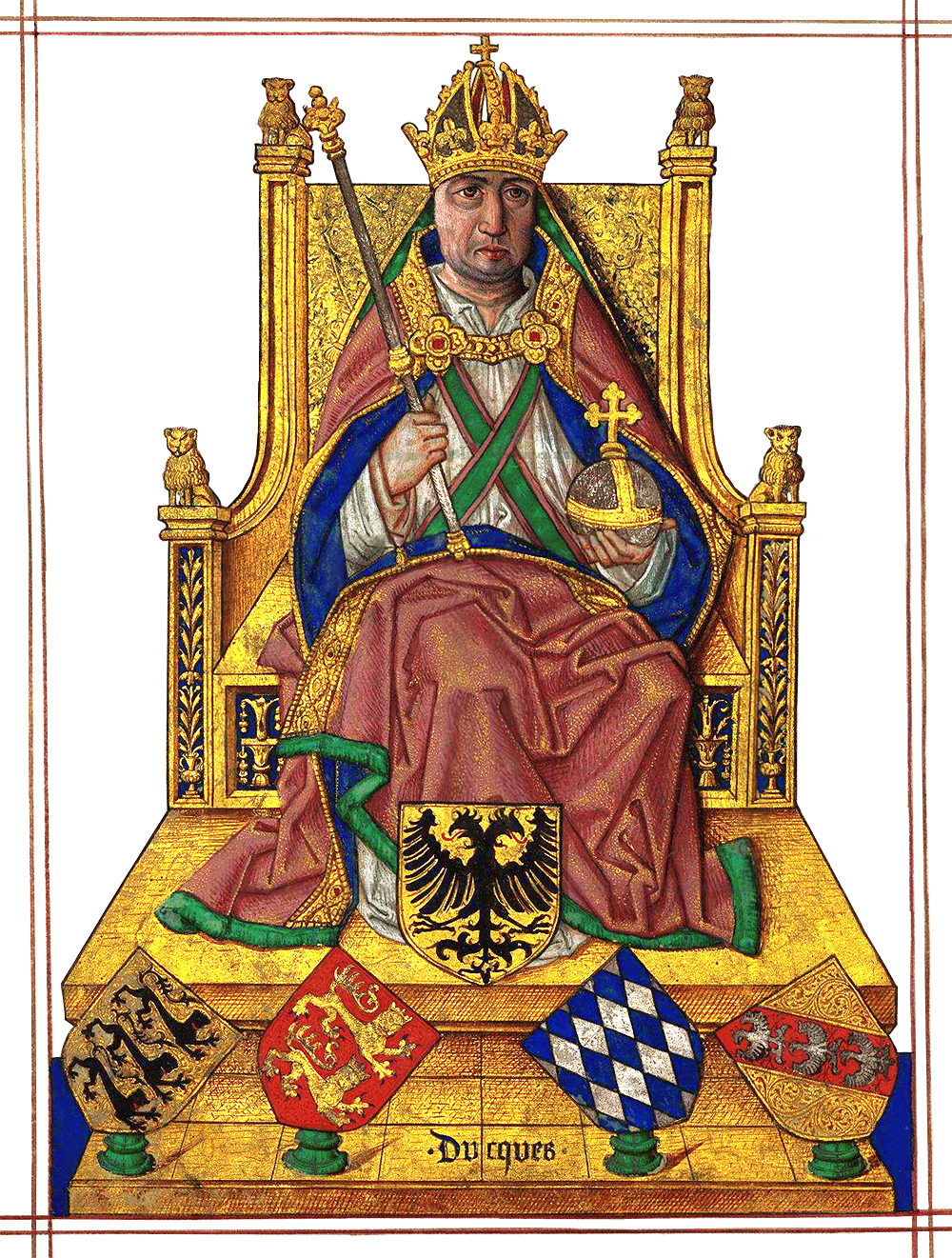
Імператор f. 32v
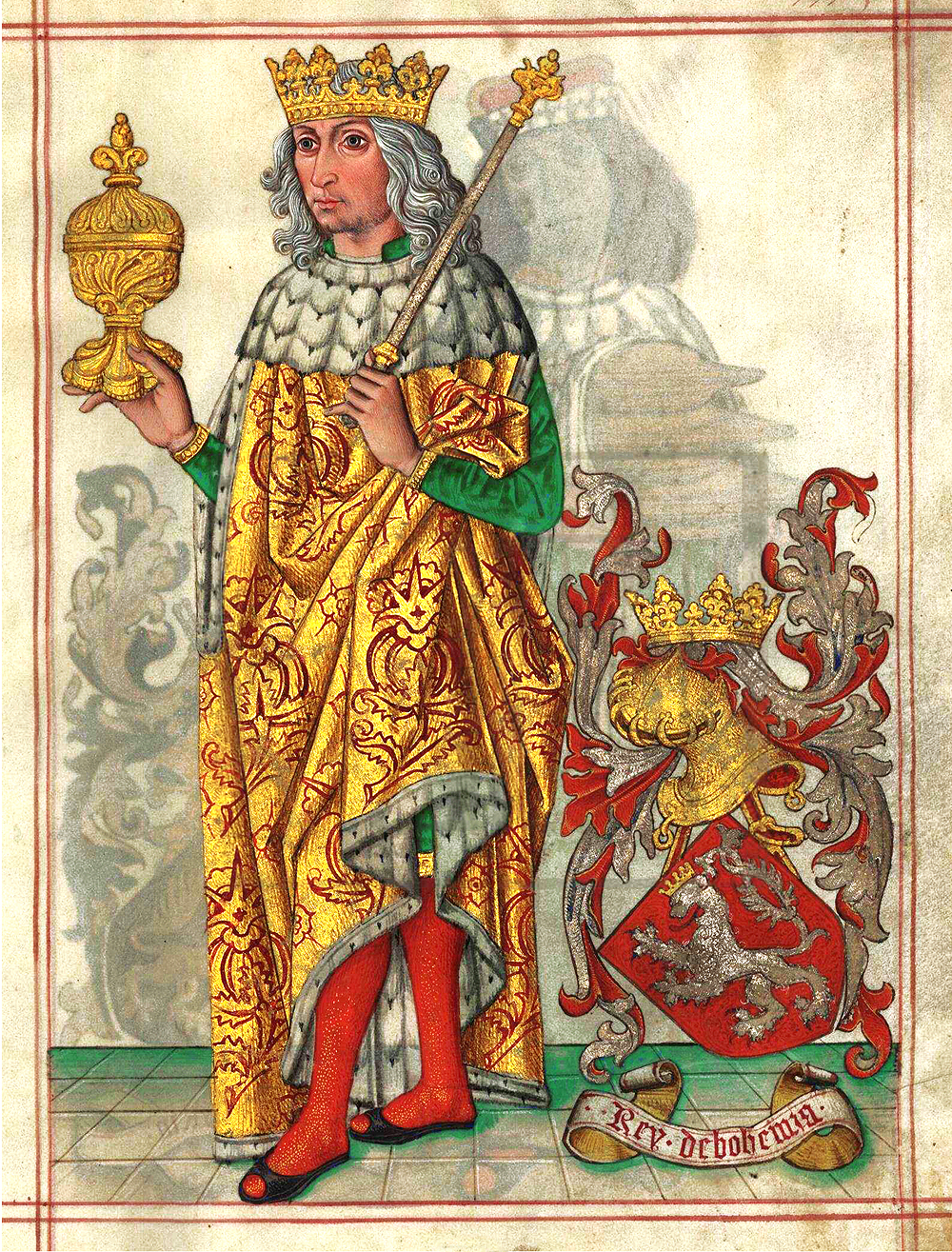
Король Богемії f. 33
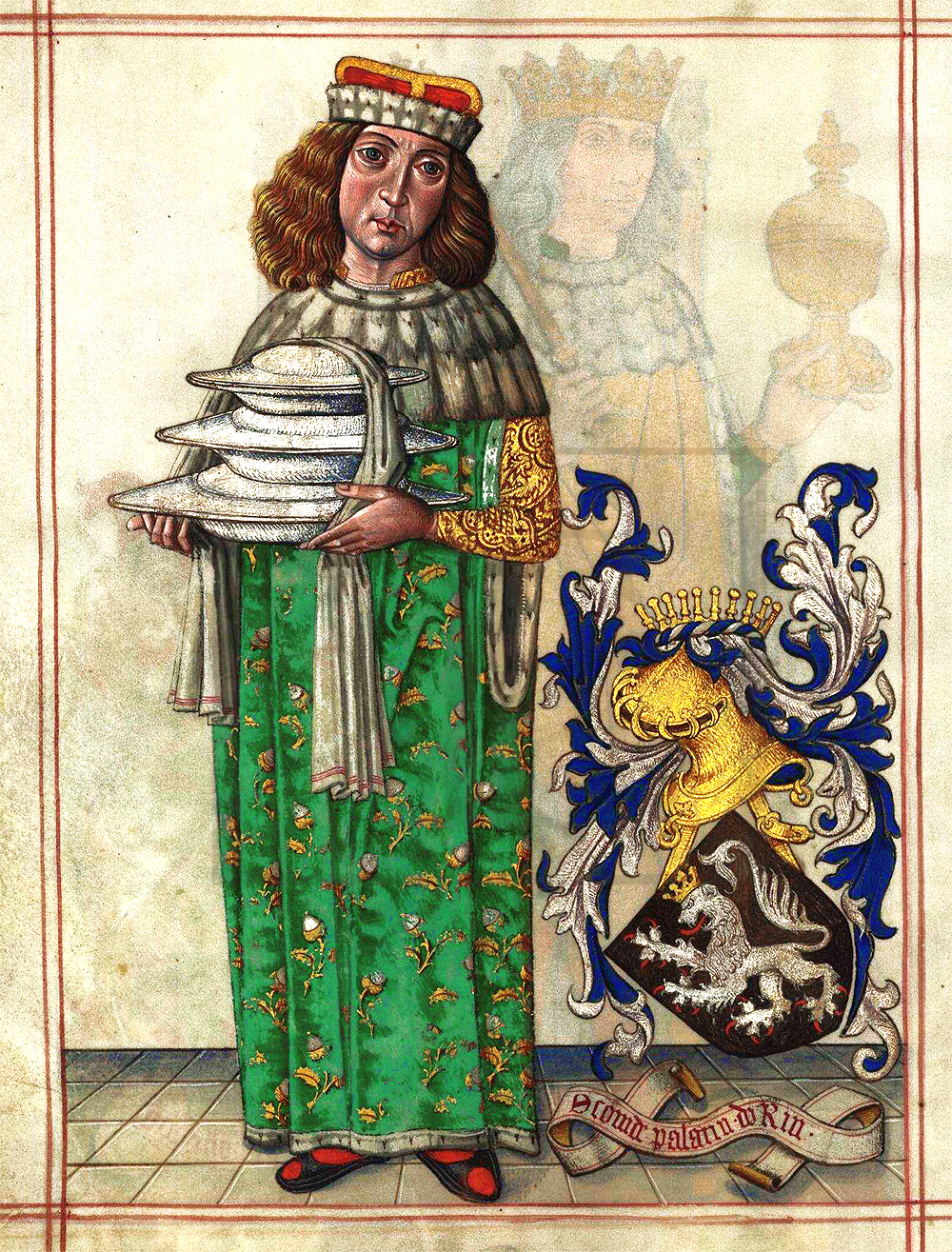
Пфальцграф Рейнський f. 33v
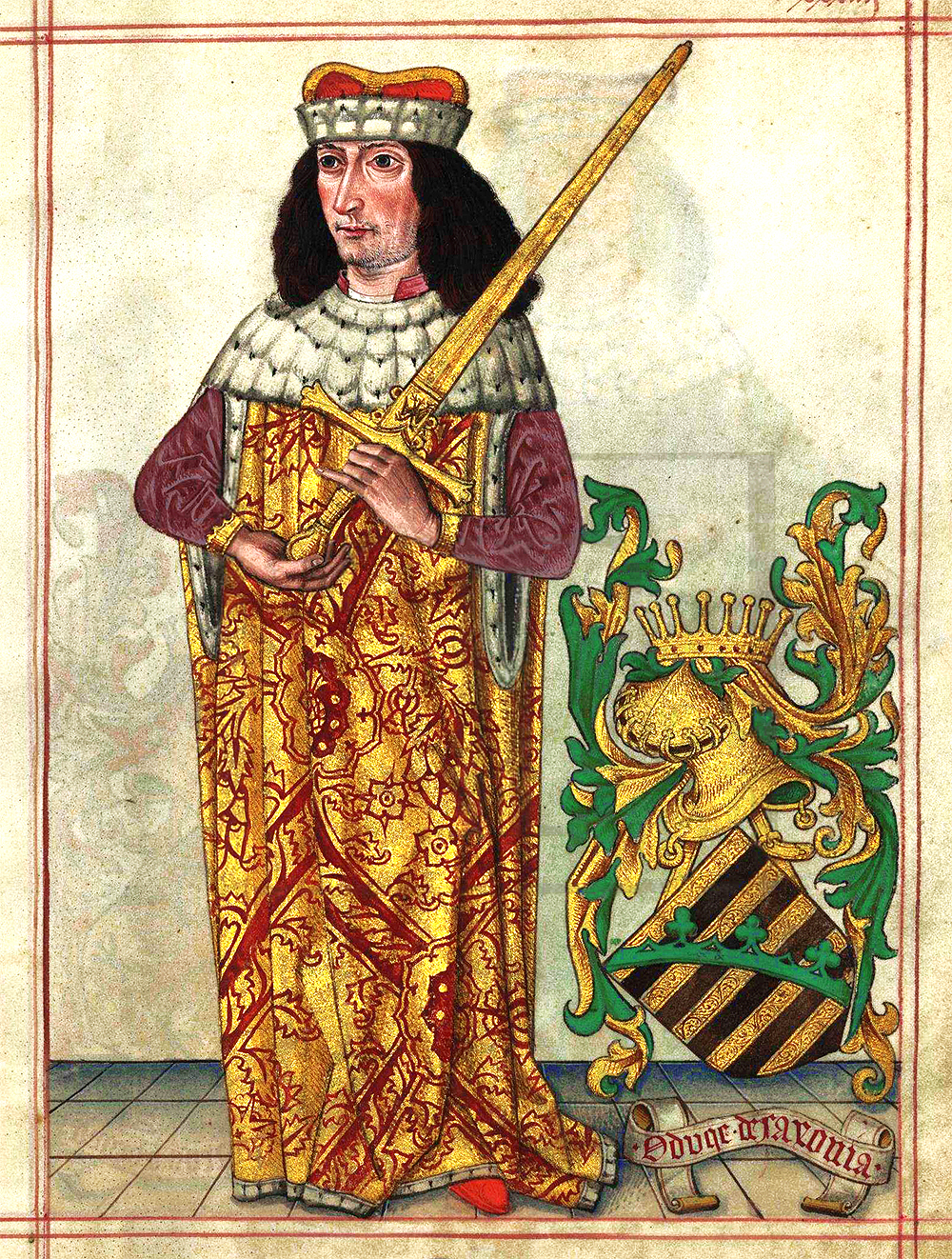
Герцог Саксонський f. 34
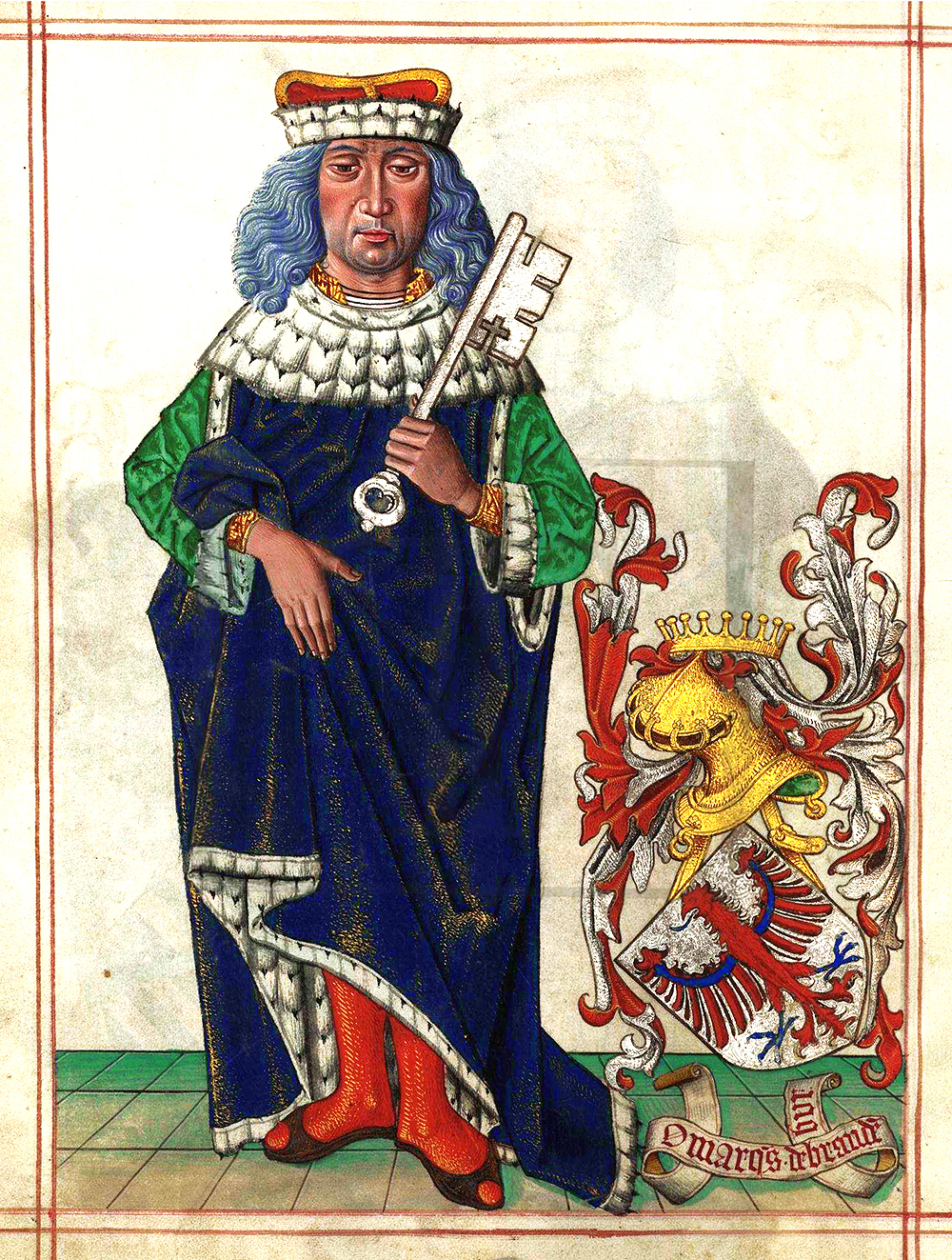
Маркграф Бранденбурзький f. 34v

### Частина IV
У четвертій частині представлено 11 гербів на 7 аркушах (f. 35—41). Це герби духовних і світських перів Франції — єпископів Бове, Шалона, Лана, Лангра і Нуайона, герцогів Бургундії, Нормандії, Аквітанії й графів Фландрії, Шампані й Тулузи. Усі вони зображені під час коронації французького короля. Реймський архієпископ, що намальований без герба, проводить помазання, а інші пери несуть різні королівські клейноди. Зокрема, бургундський герцог тримає корону, бовеський єпископ — королівську мантію, аквітанський герцог — другий королівський прапор, шалонський єпископ — королівський перстень-печатку, фландрський граф — меч Жуайоз, ланський єпископ — Святу ампулу, нормандський герцог — перший королівський прапор, лангрський архієпископ — скіпетр, шампанський граф — королівський штандарт, нойонський єпископ — ремінь, тулузький граф — королівські остроги. Герби перів відрізняються від традиційних, прийнятих у французькій геральдиці.

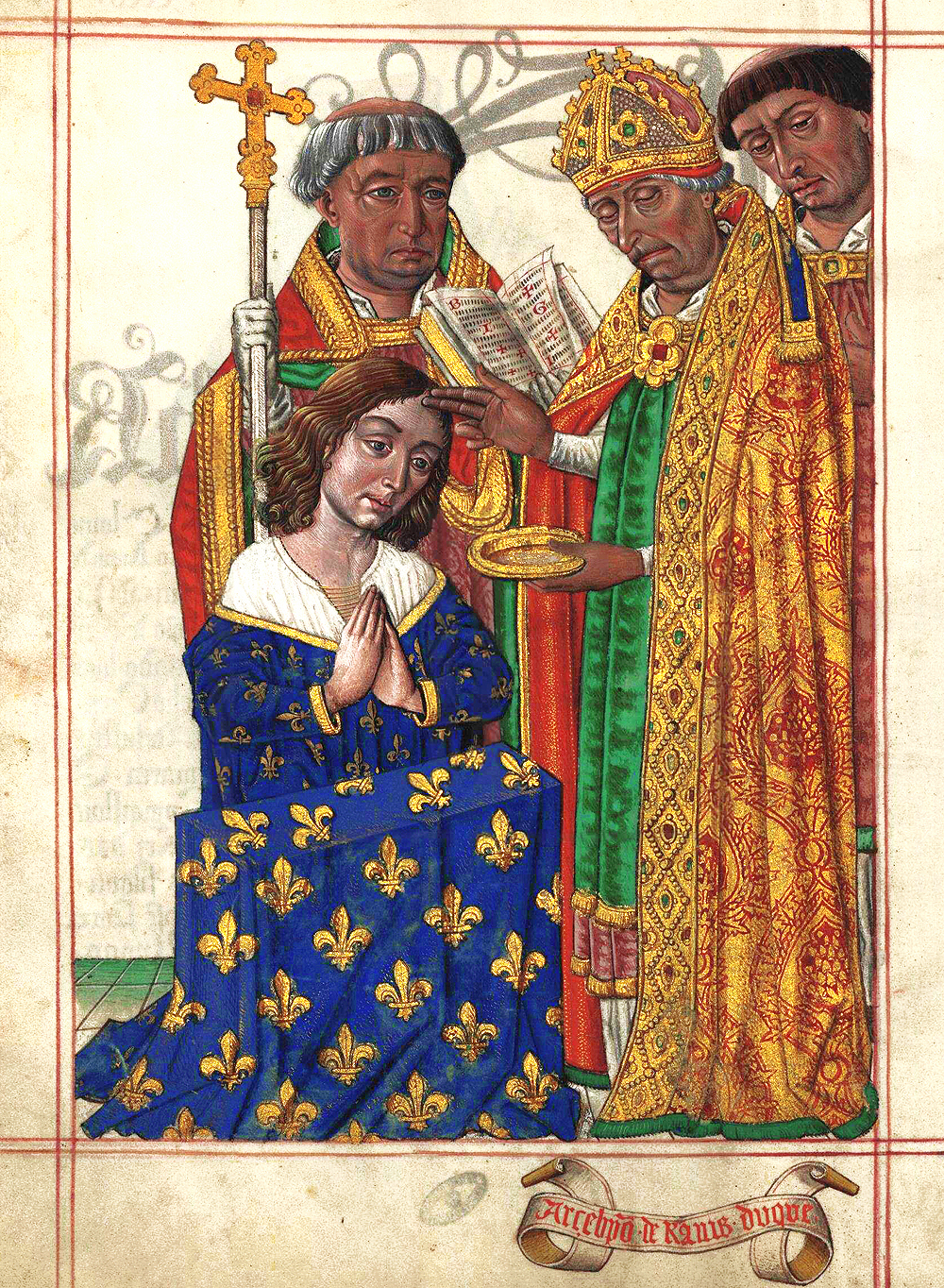
Архієпископ Реймський f. 35v
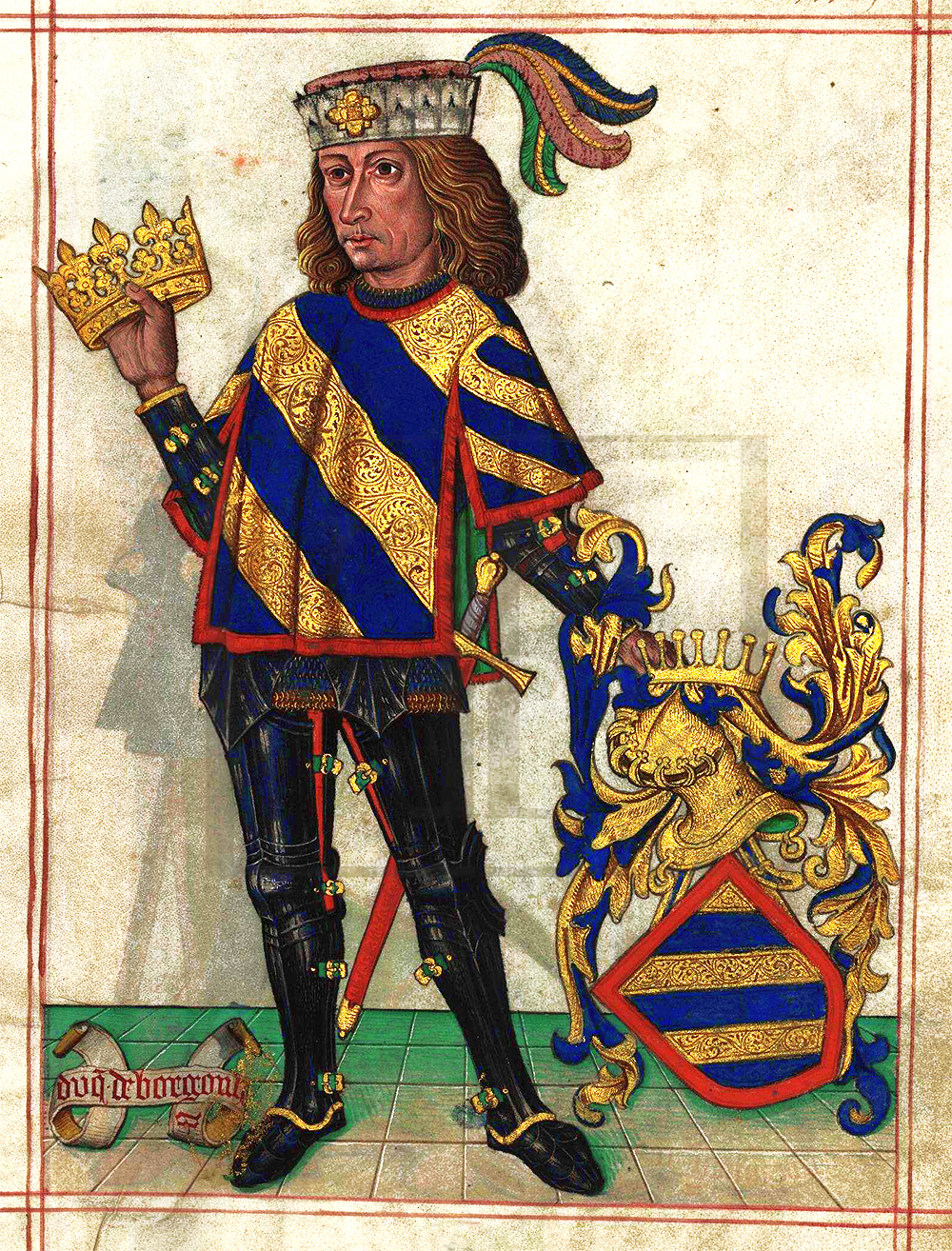
Герцог Бургундський f. 36
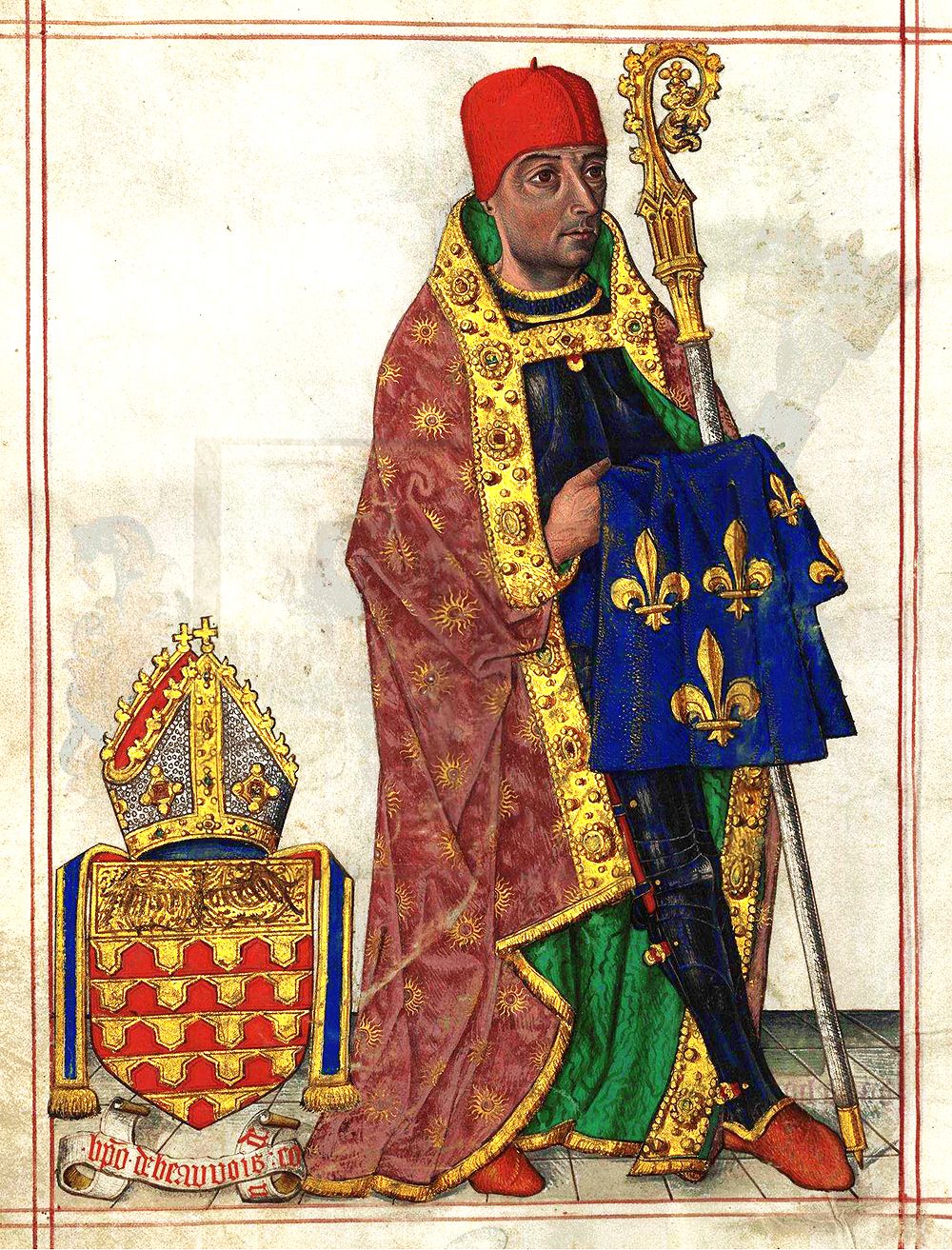
Єпископ Бовеський f. 36v
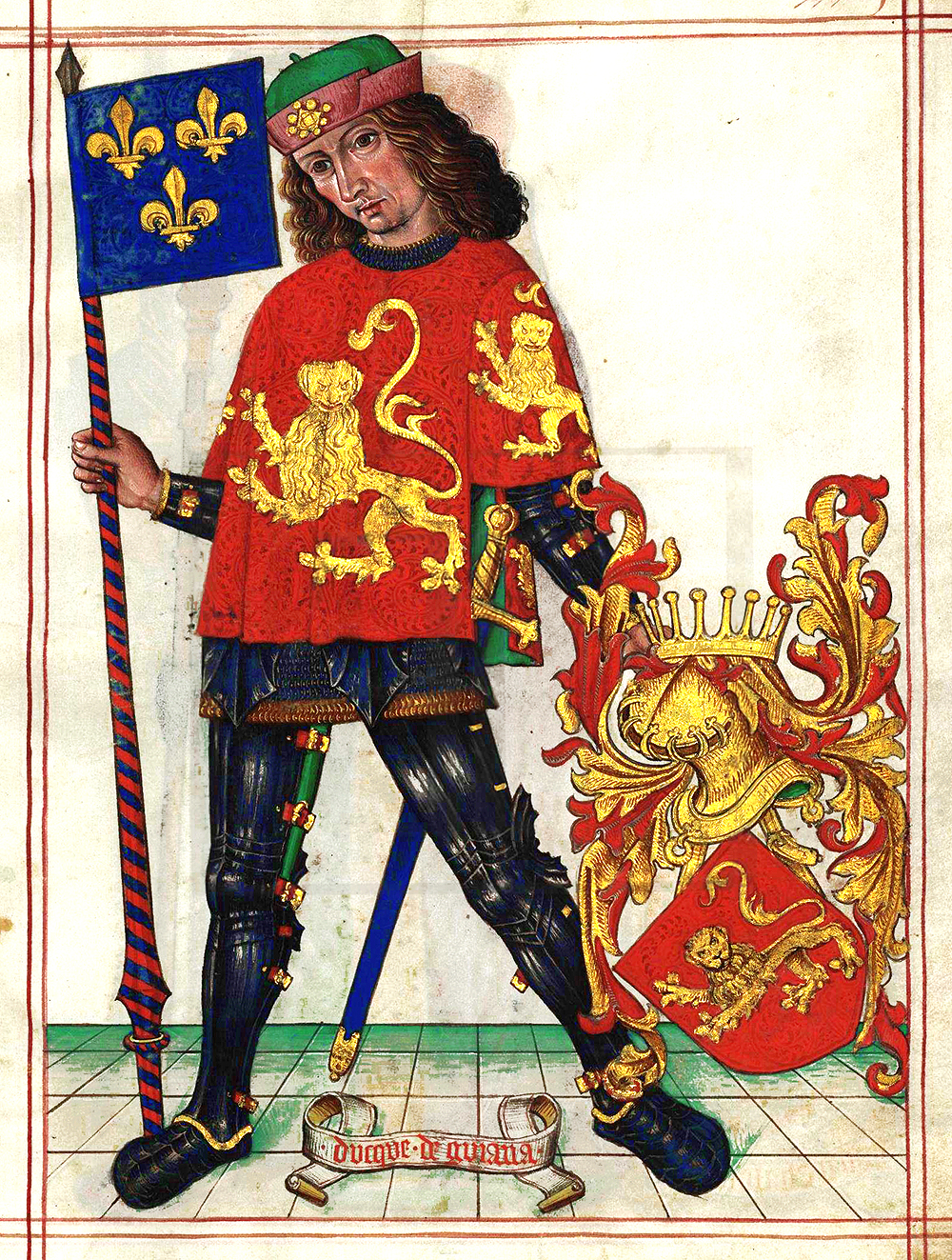
Герцог Аквітанський f. 37
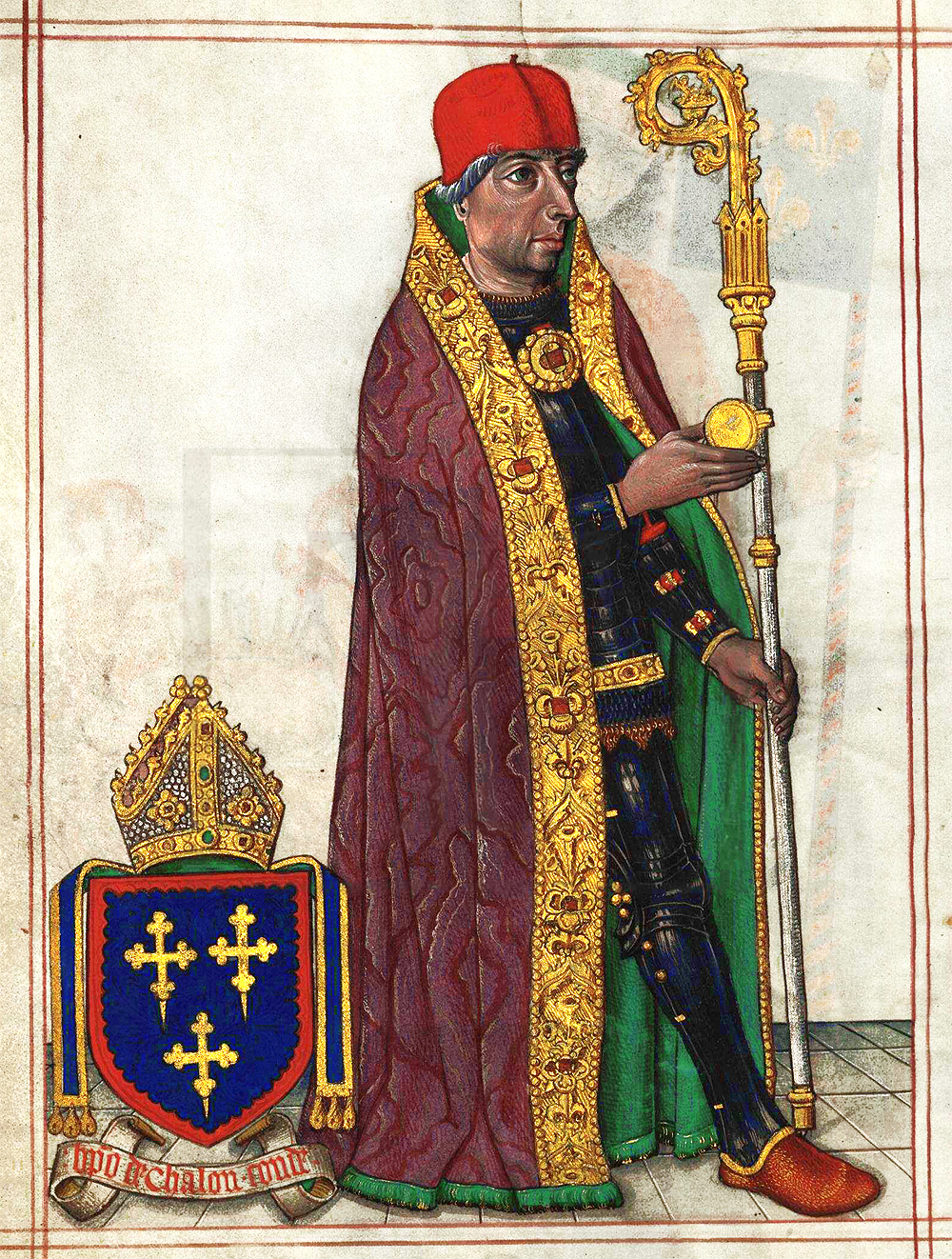
Єпископ Шалонський f. 37v
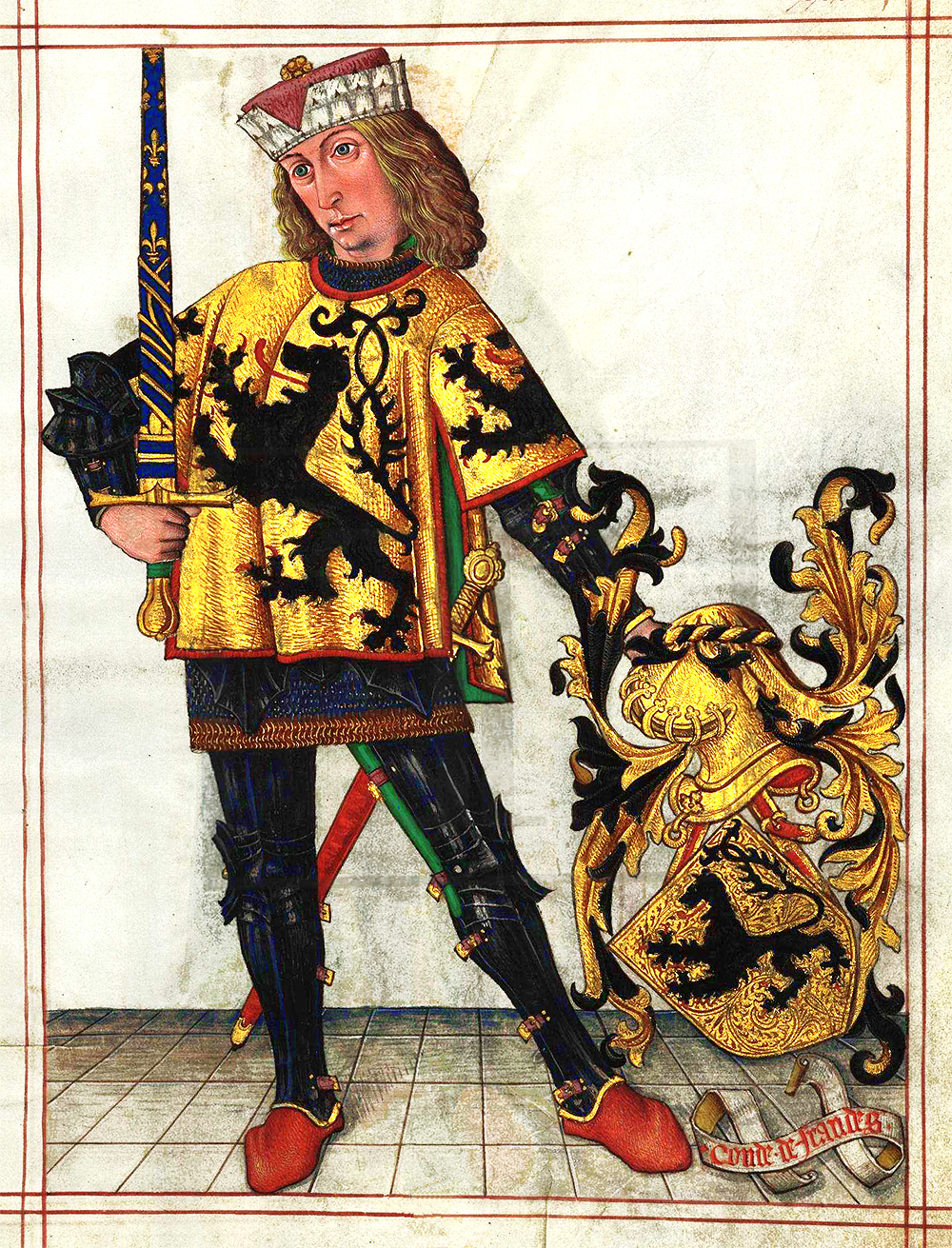
Граф Фландрський f. 38
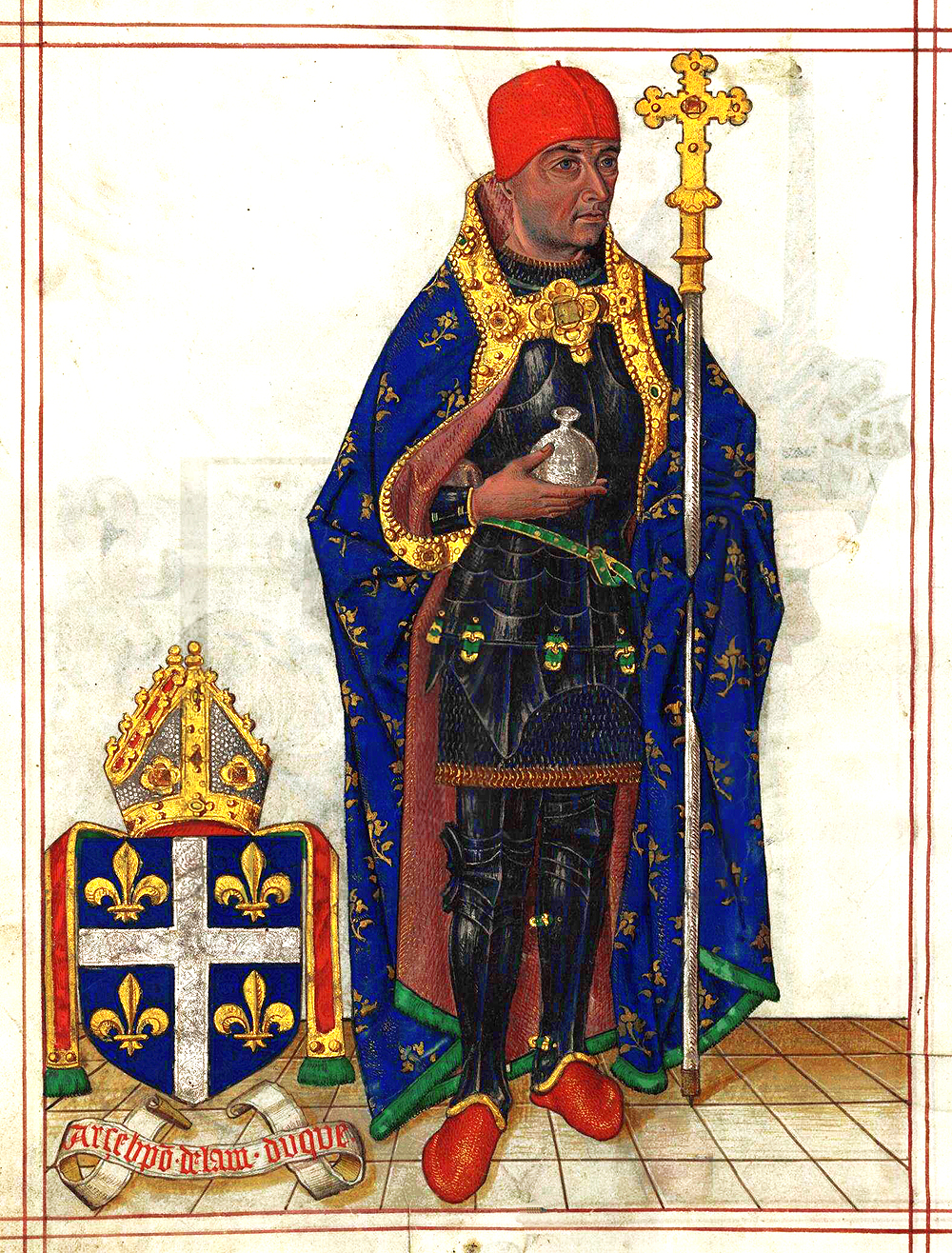
Архієпископ Ланський f. 38v
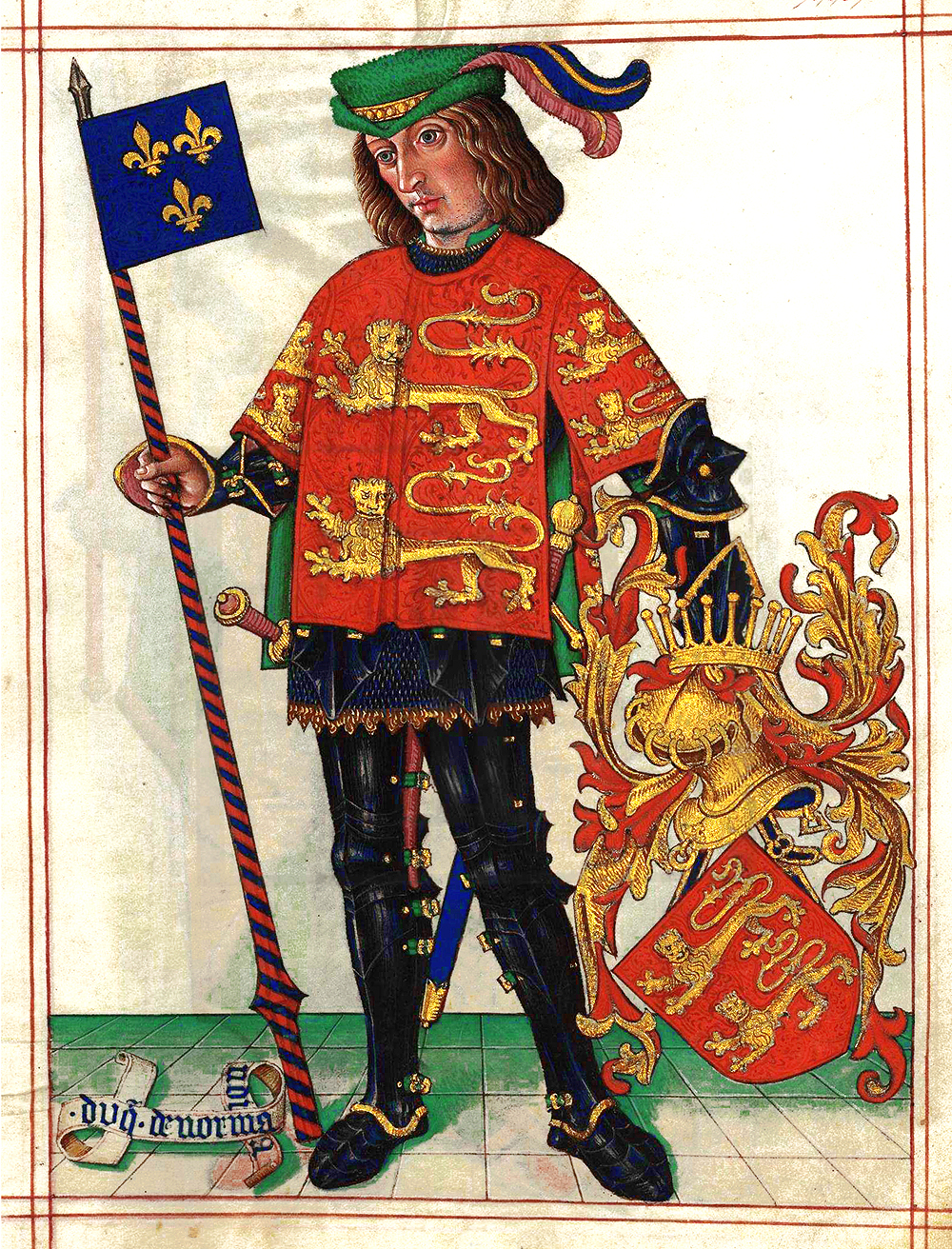
Герцог Нормандський f. 39
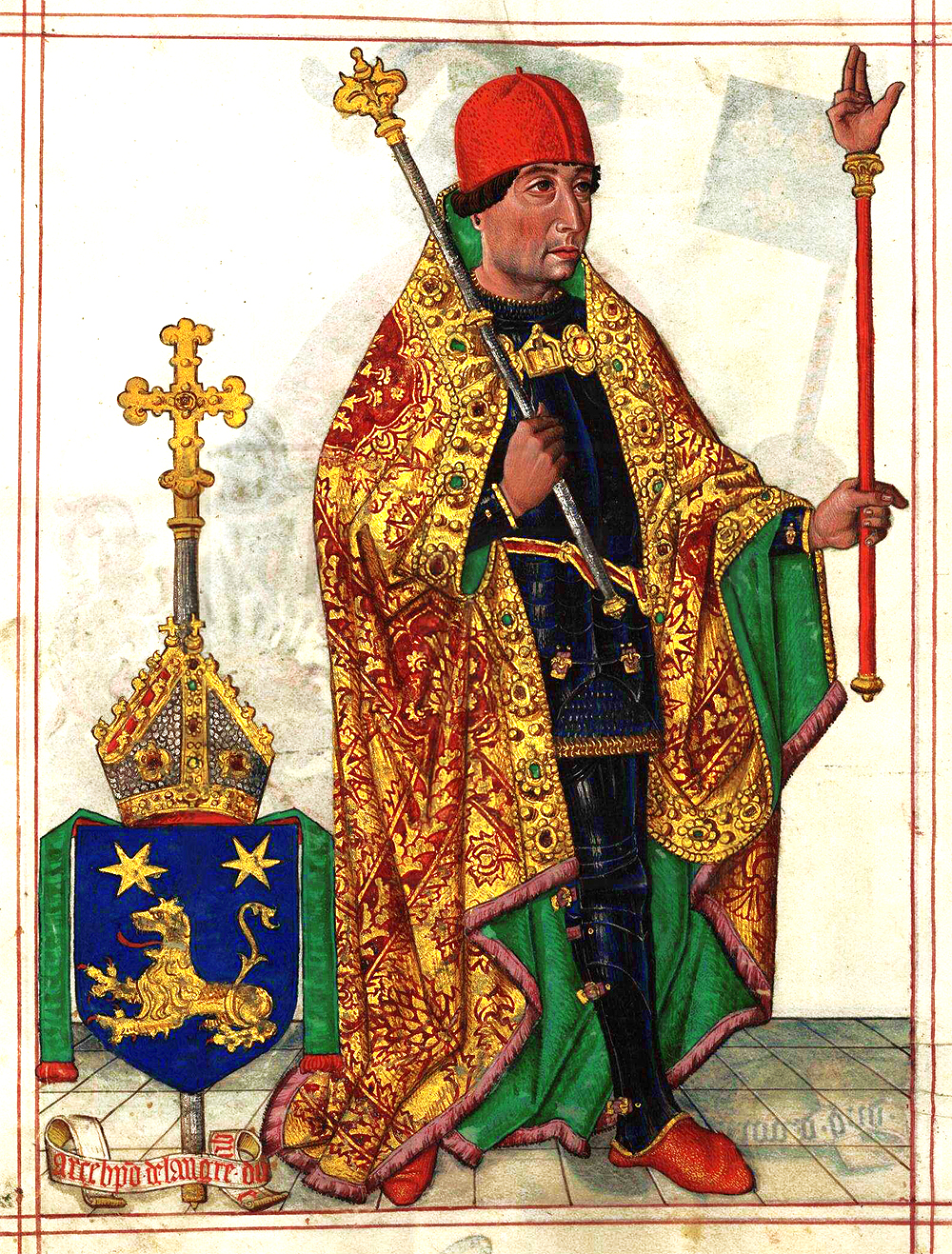
Архієпископ Лангрський f. 39v
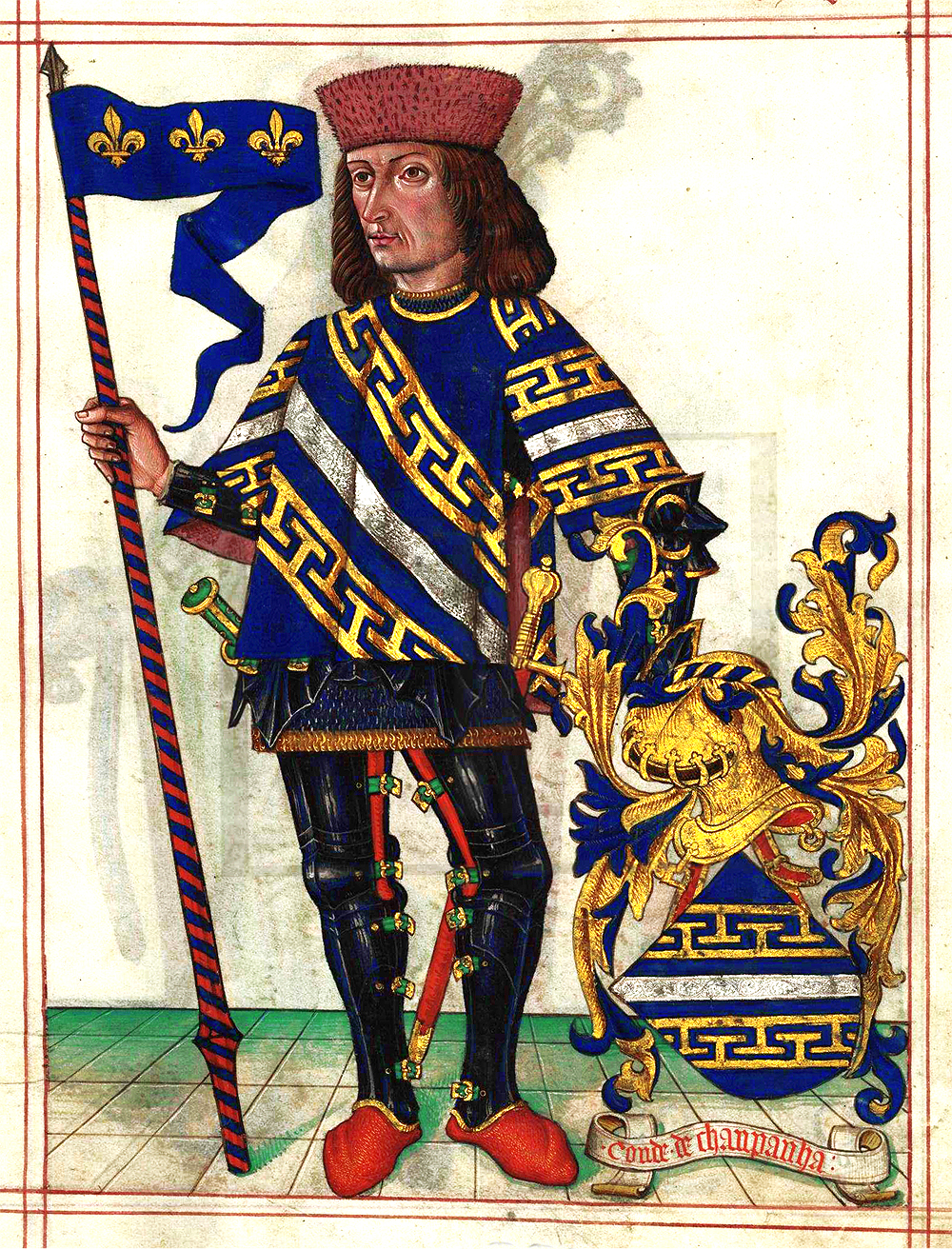
Граф Шампанський f. 40
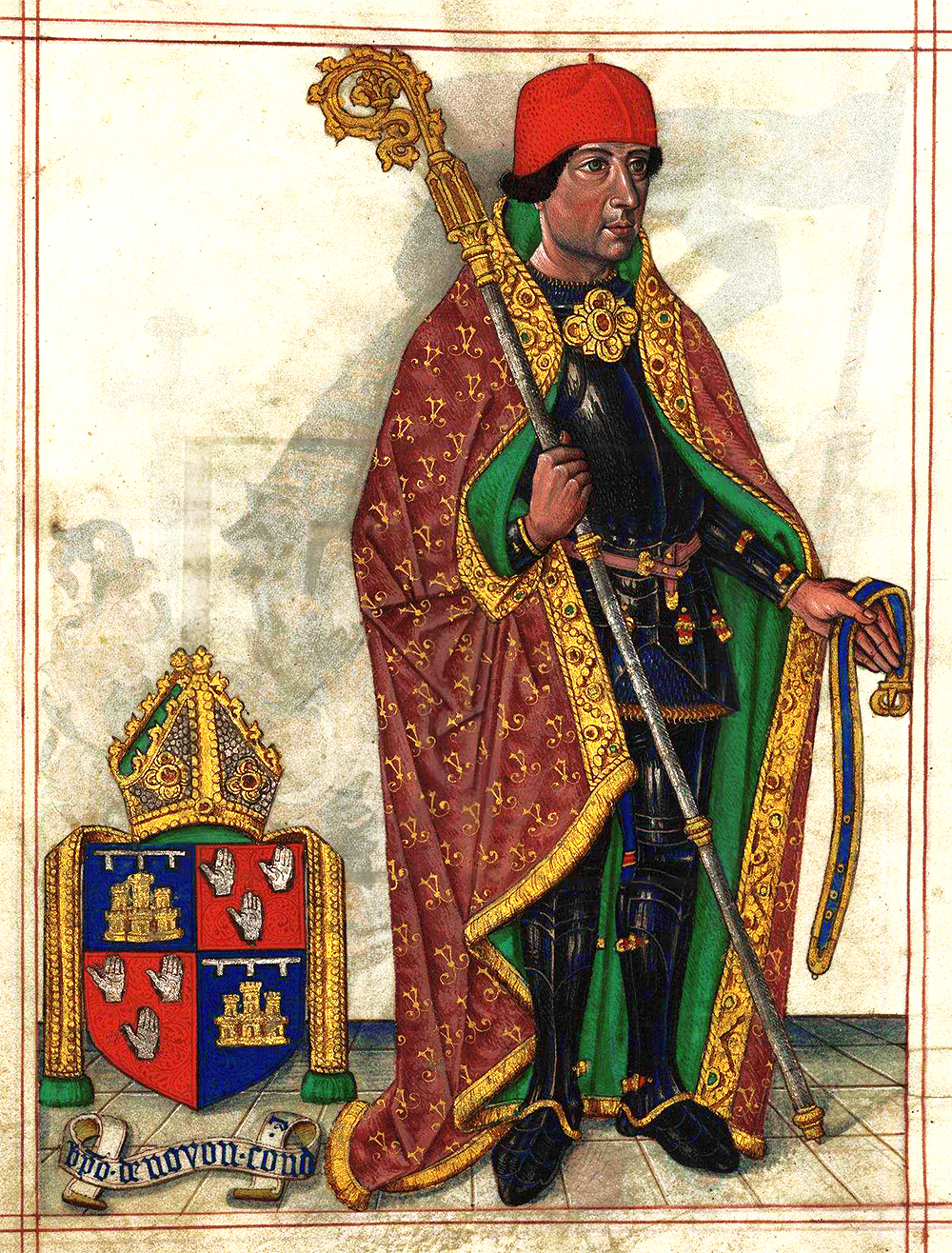
Єпископ Нуайонський f. 40v
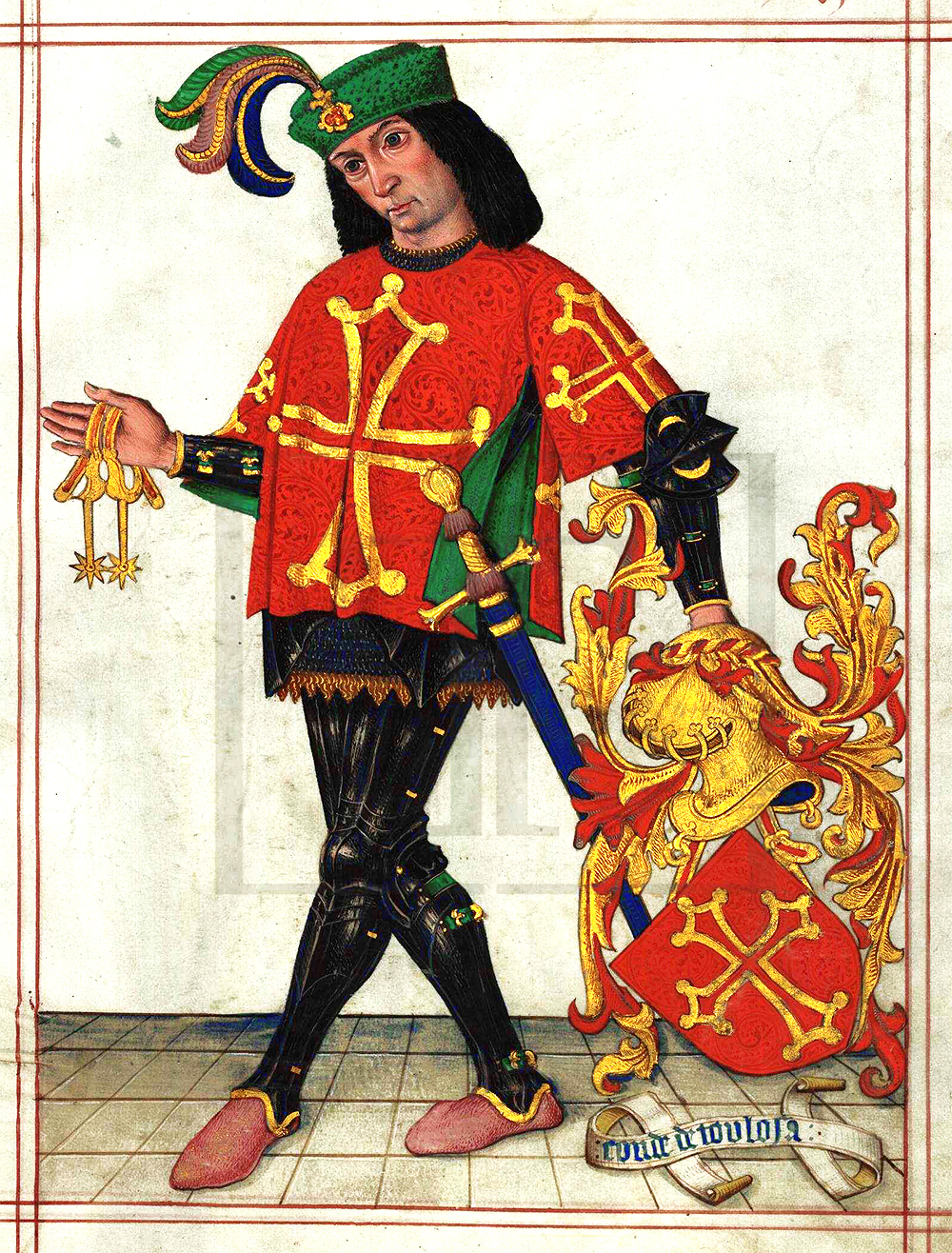
Граф Тулузький f. 41

### Частина V

#### Королівський дім

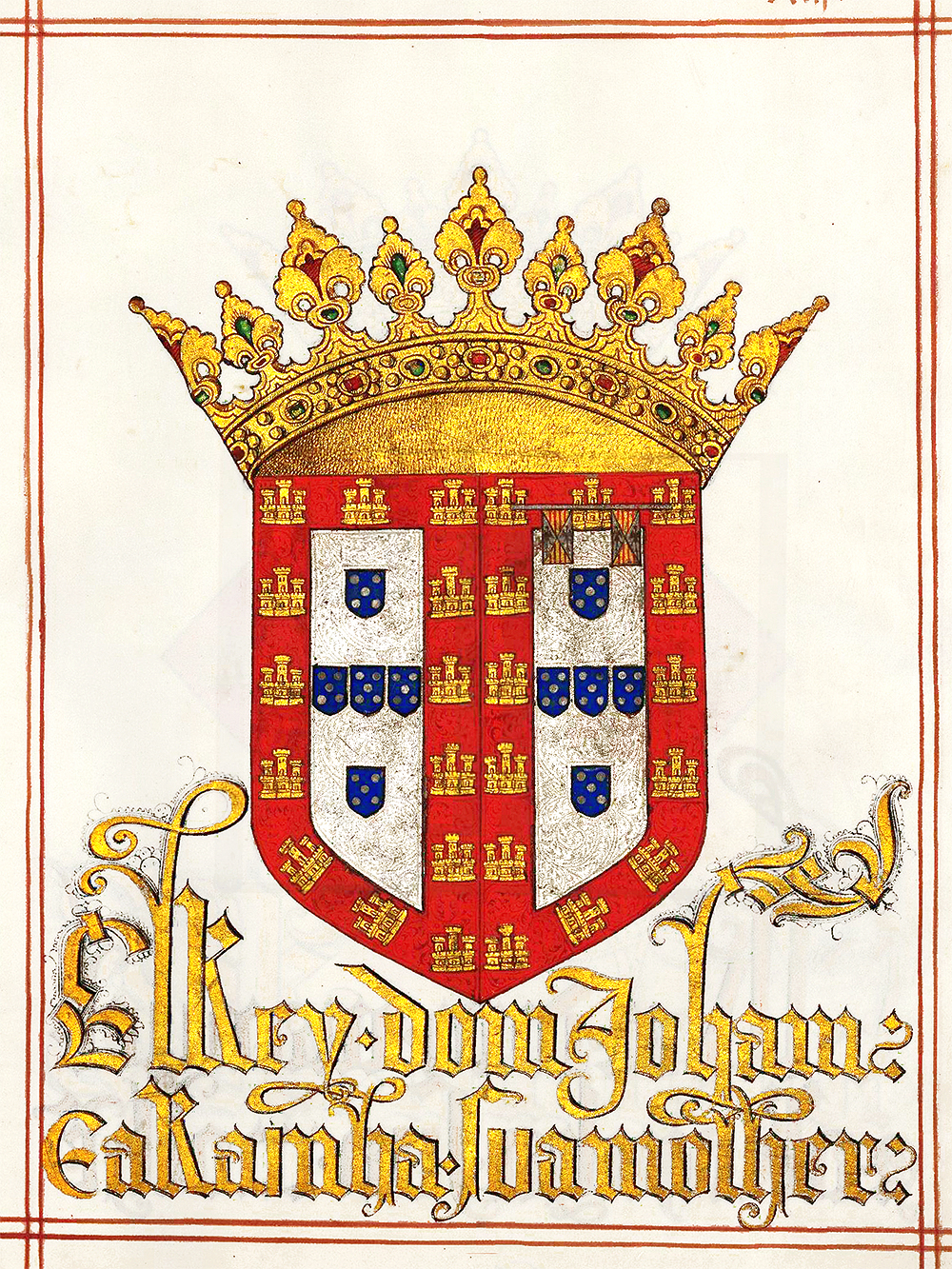
Король Жуан і Королева f. 42
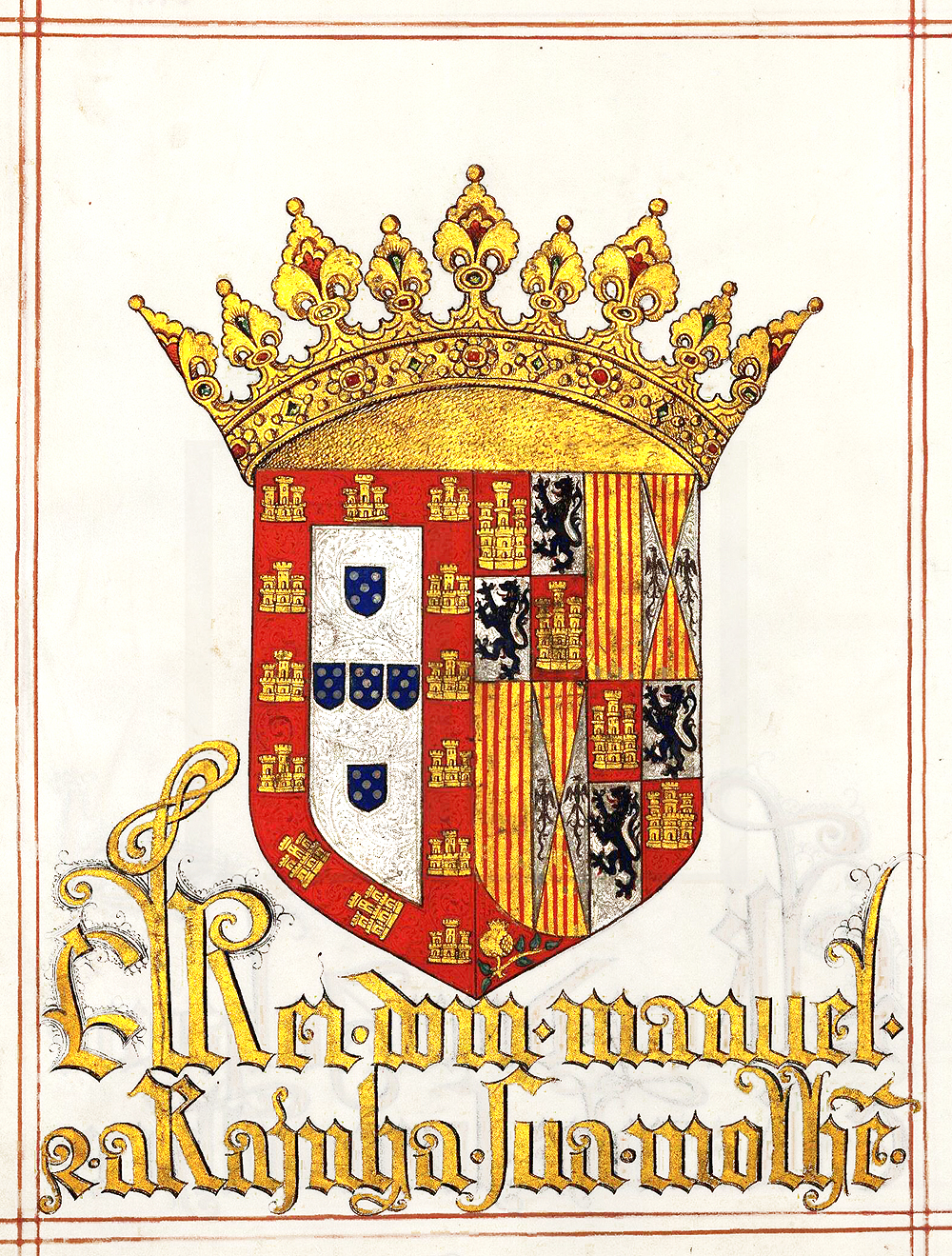
Король Мануел і Королева f. 42v
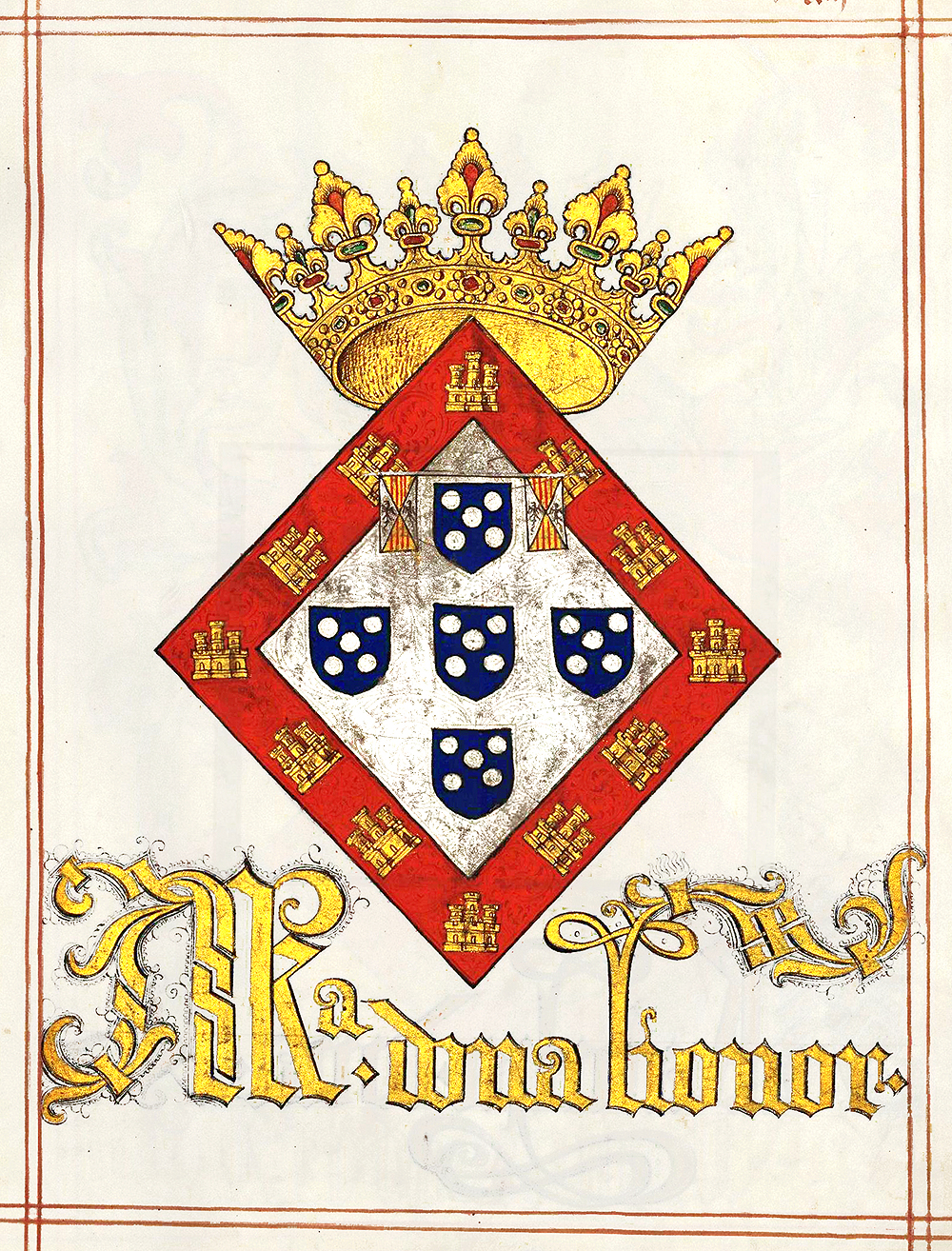
Королева Леонора f. 43
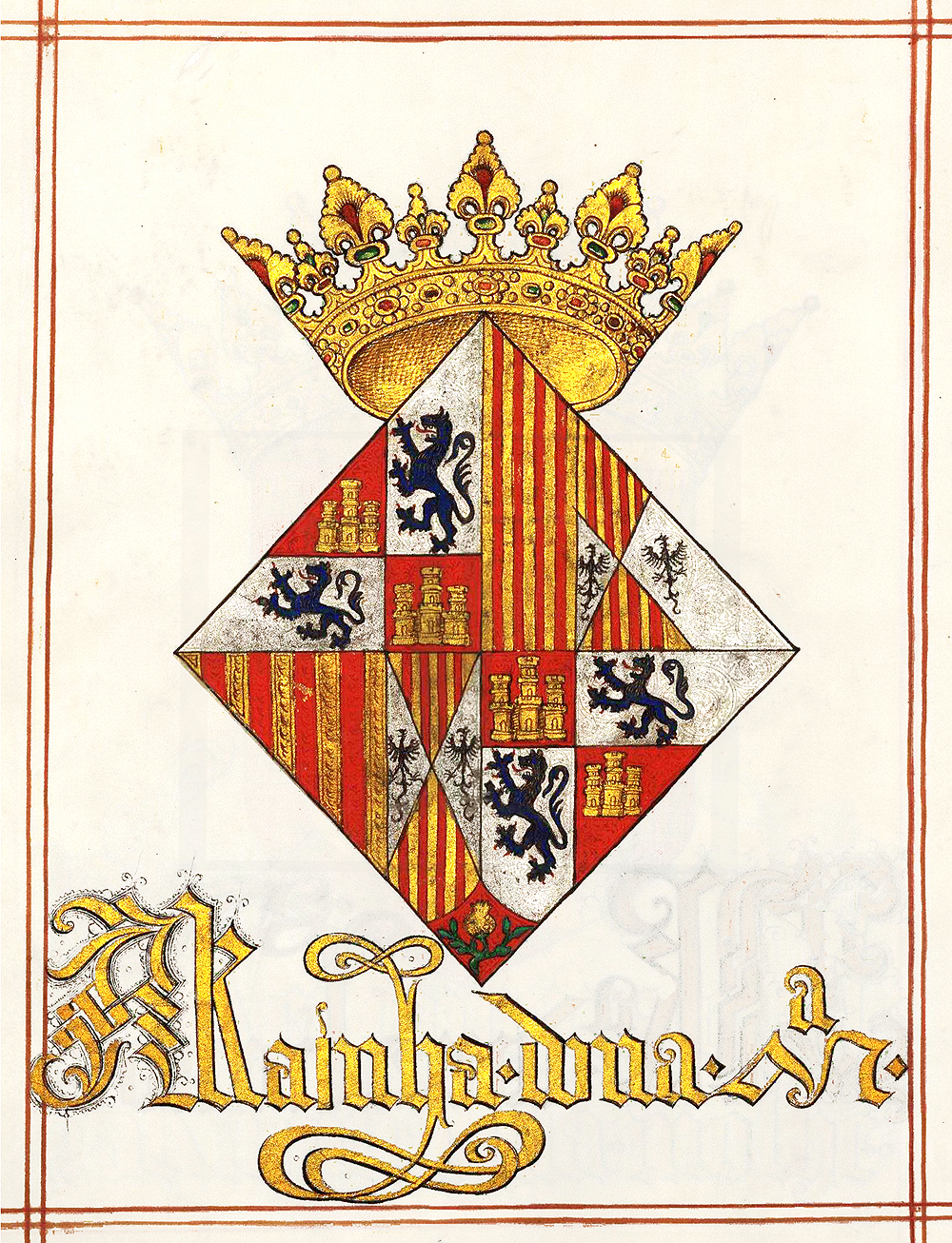
Королева Марія f. 43v
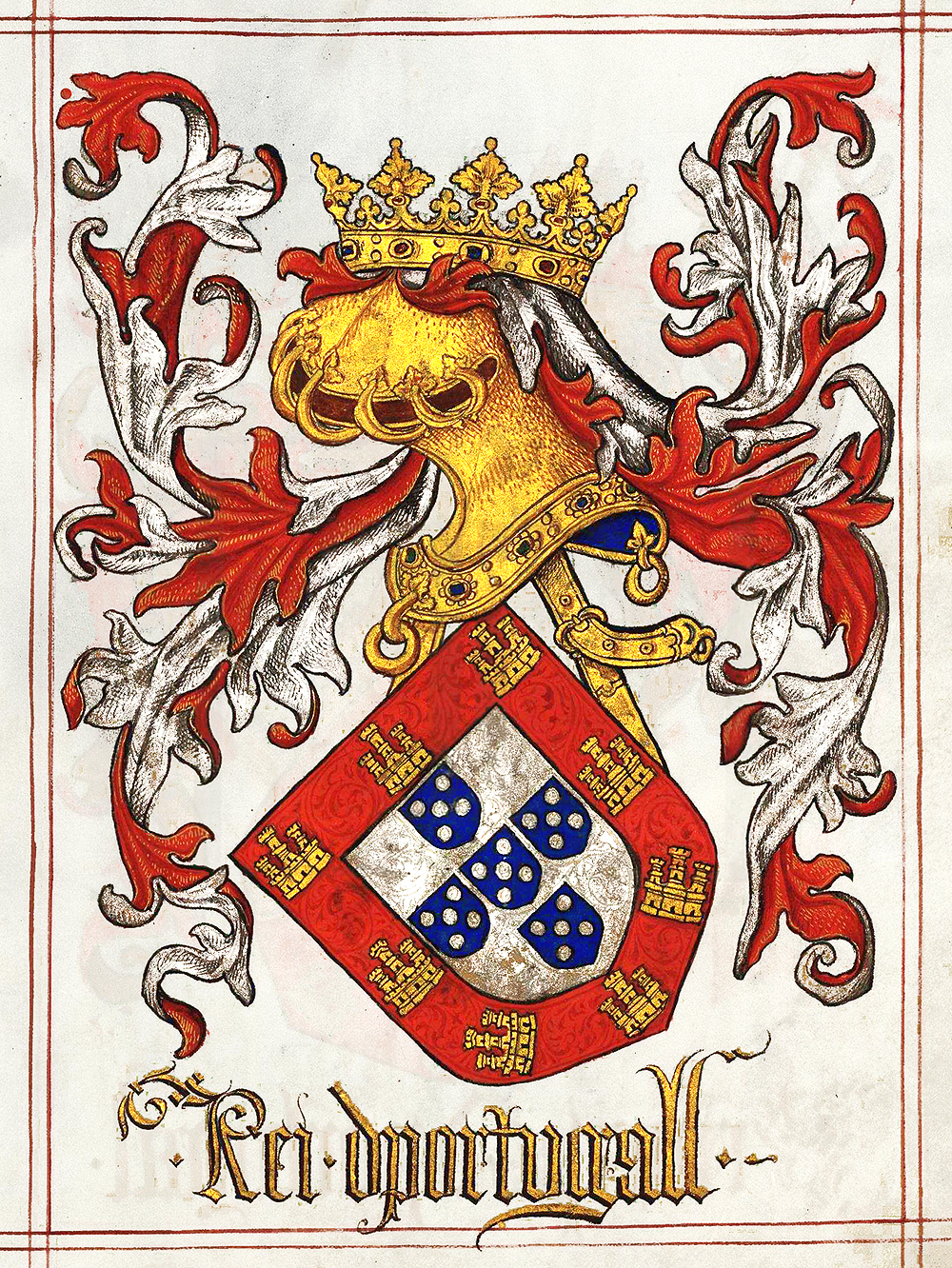
Король Португалії f. 44
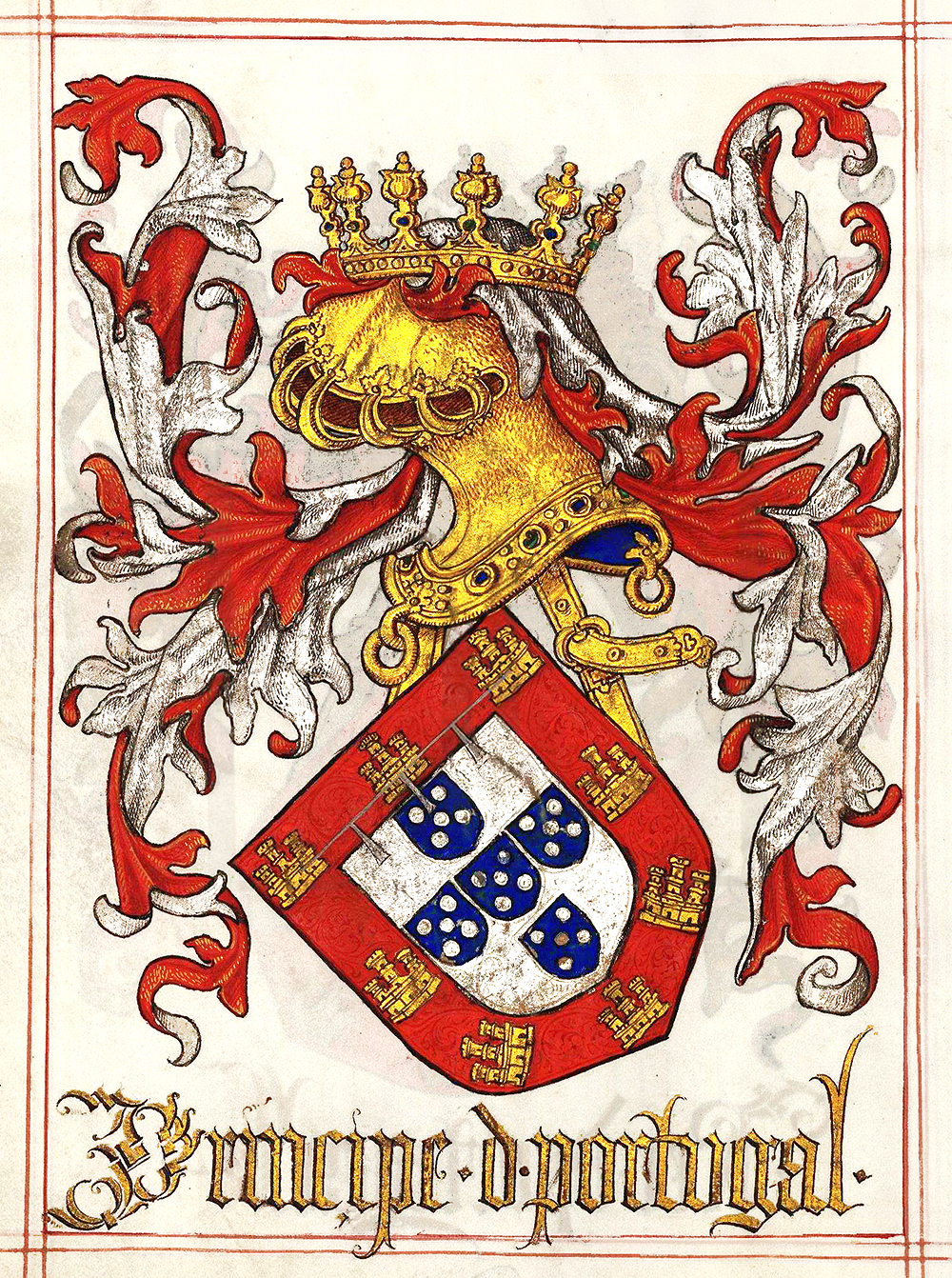
Принц Португальський f. 44v
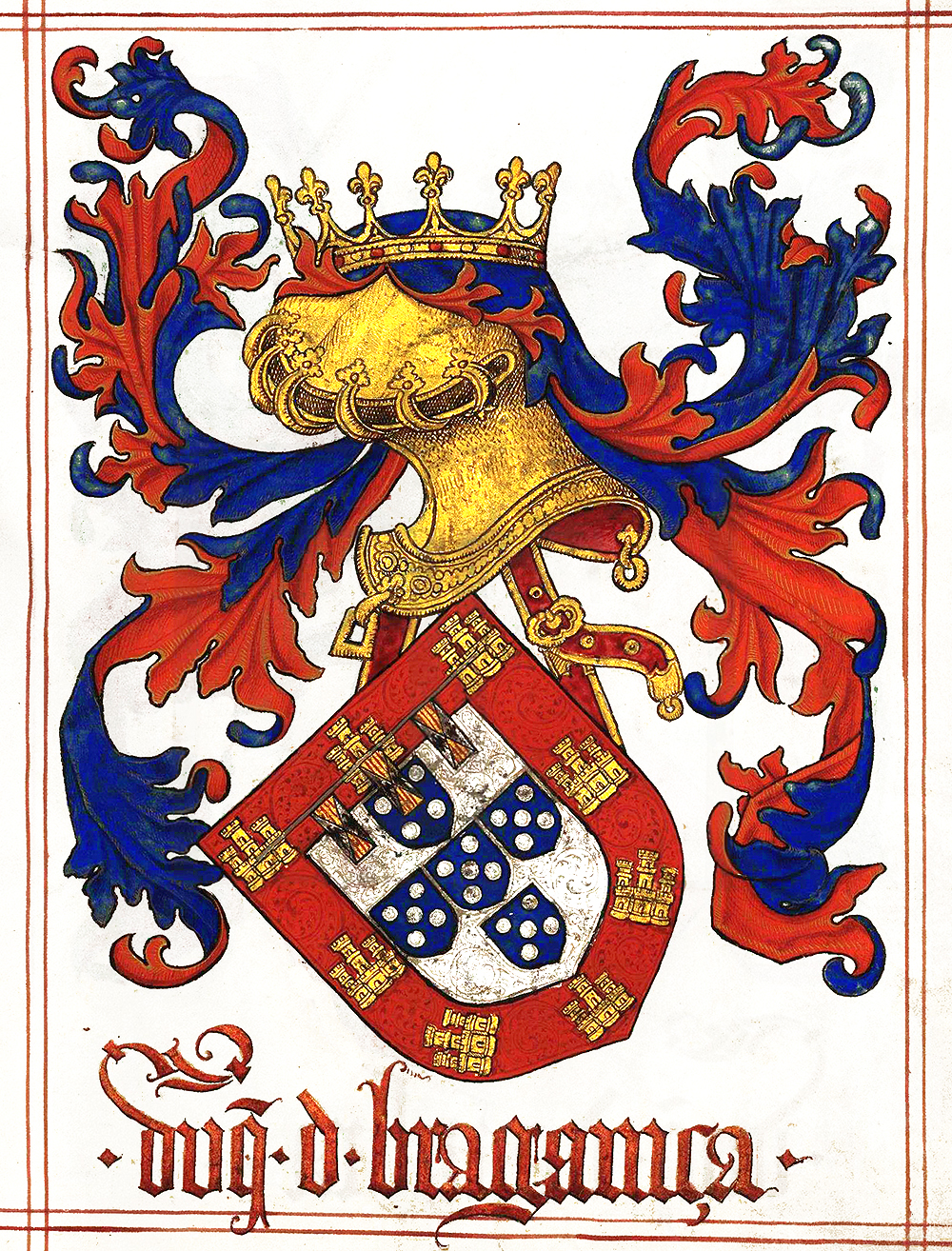
Герцог Браганський f. 45
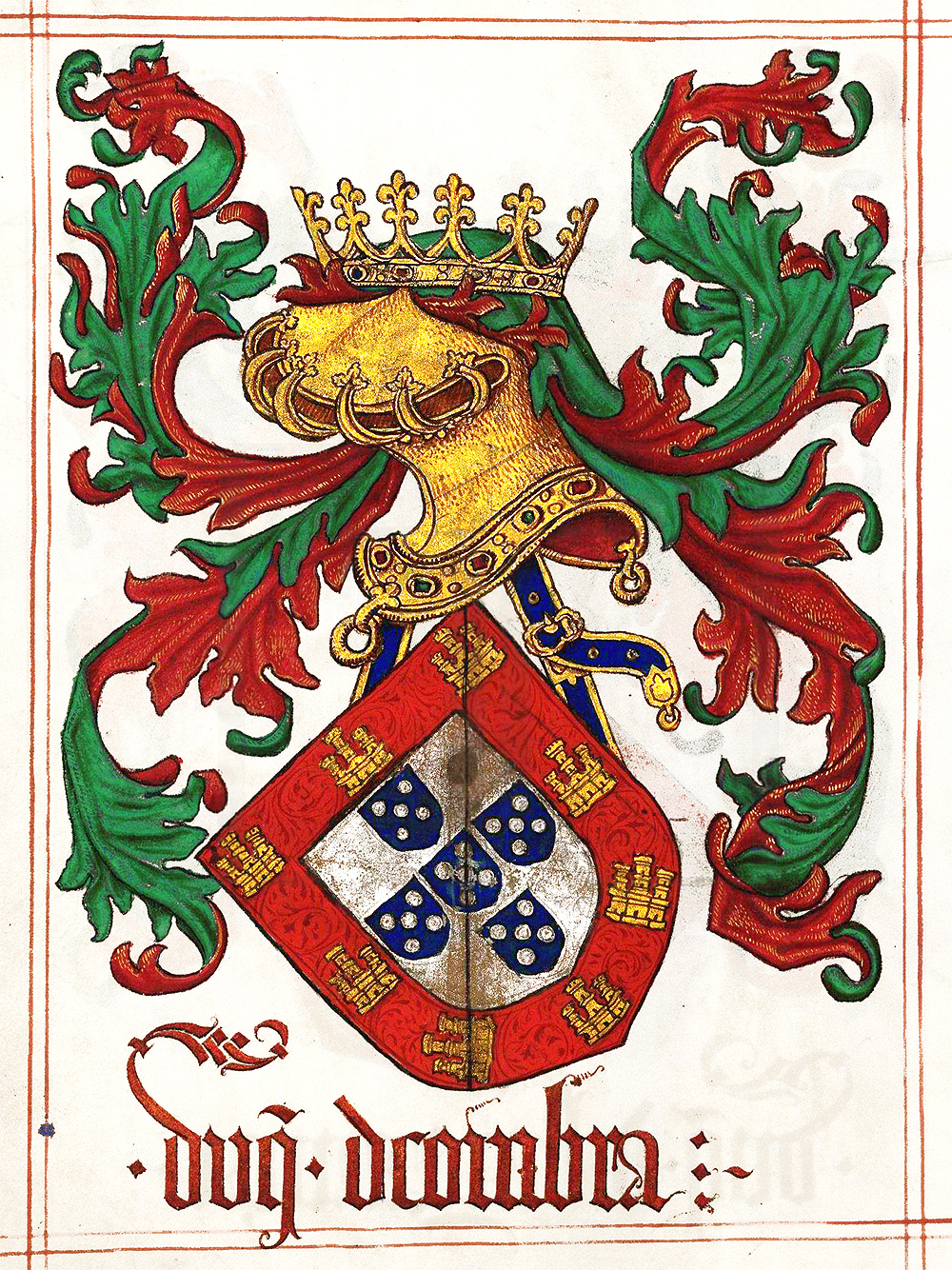
Герцог Коїмбрський f. 45v
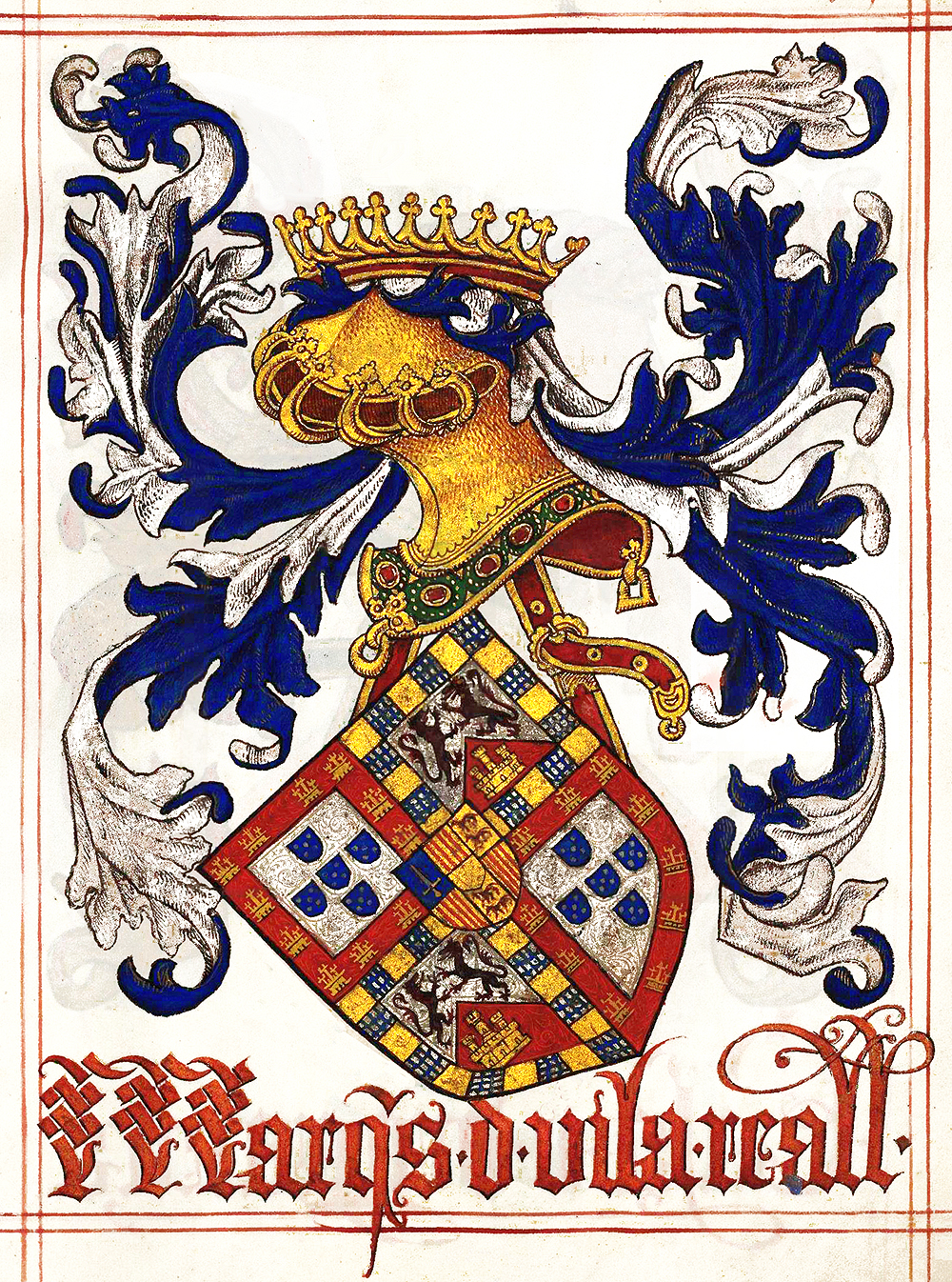
Маркіз Віла-Реалський f. 46

#### Панство

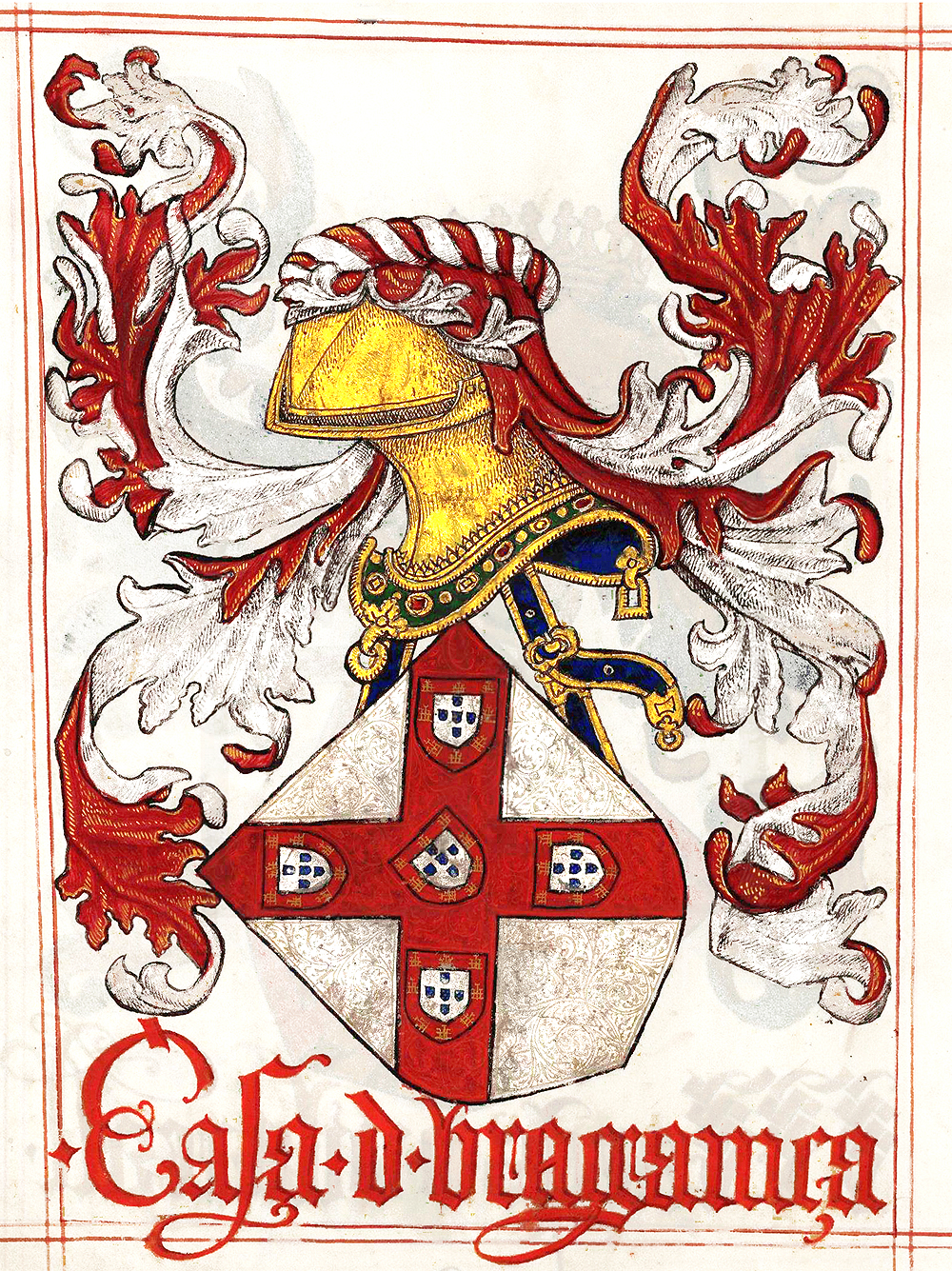
Браганський дім f. 46v
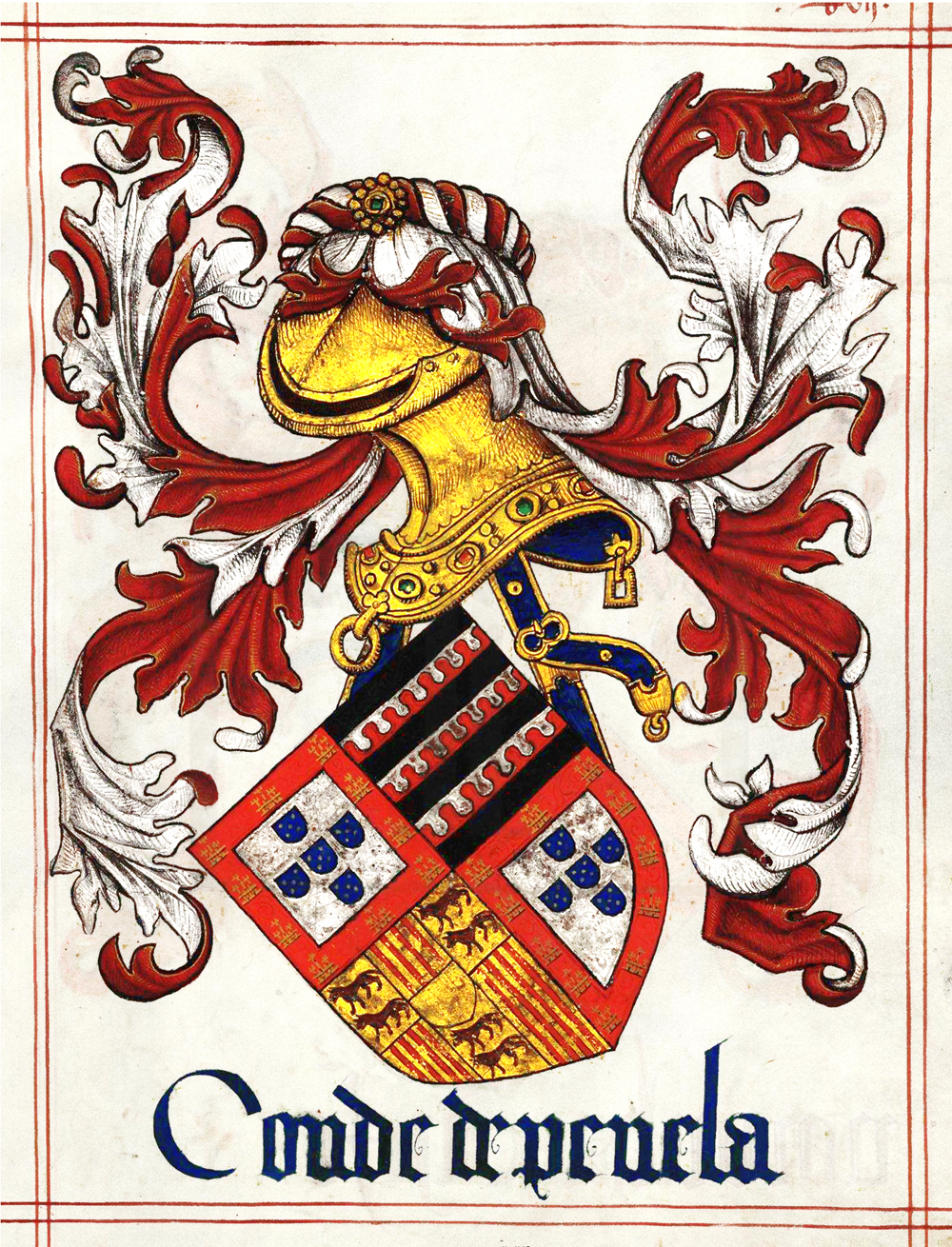
Граф Пенелський f. 47
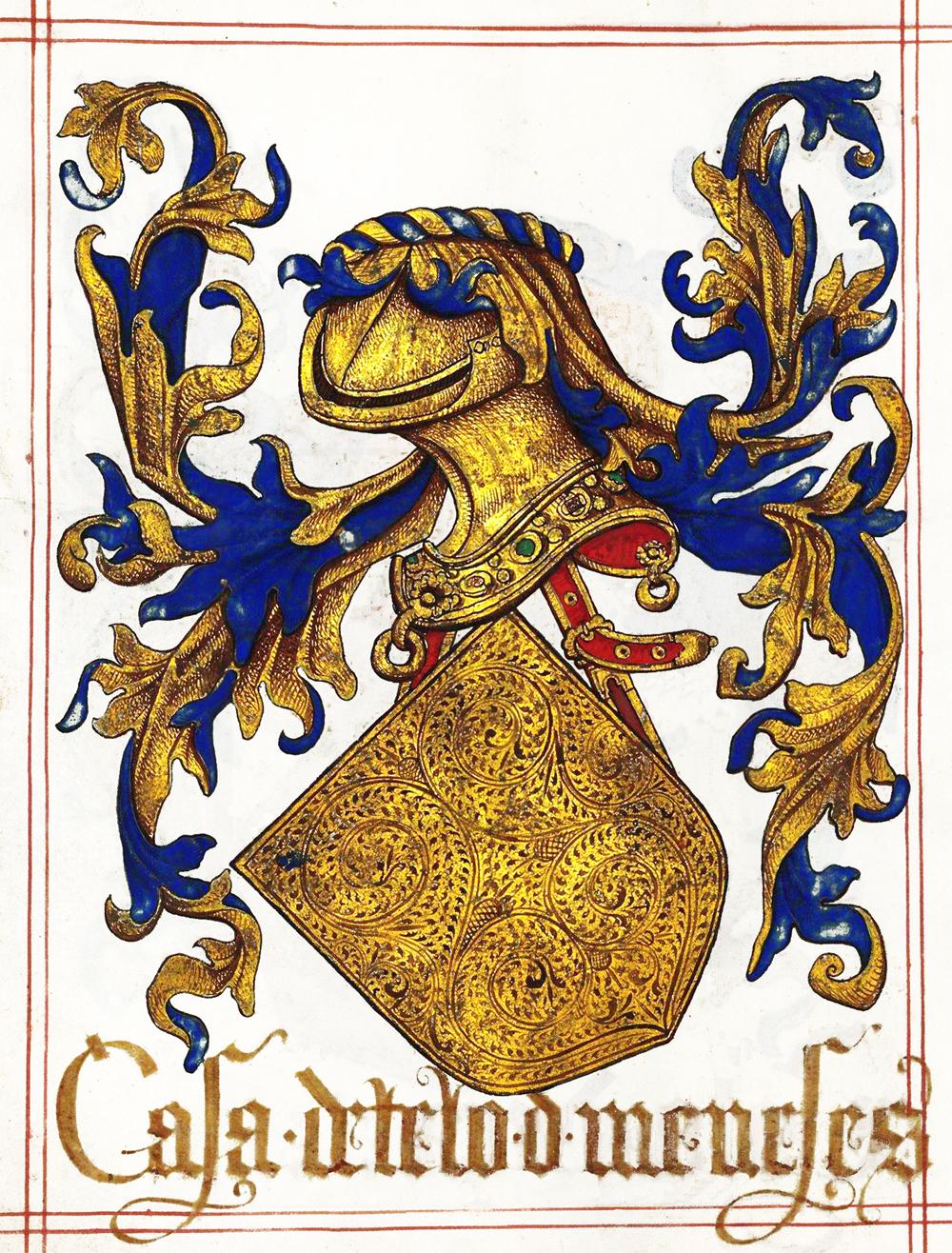
Тело де Мінезіш f. 50v
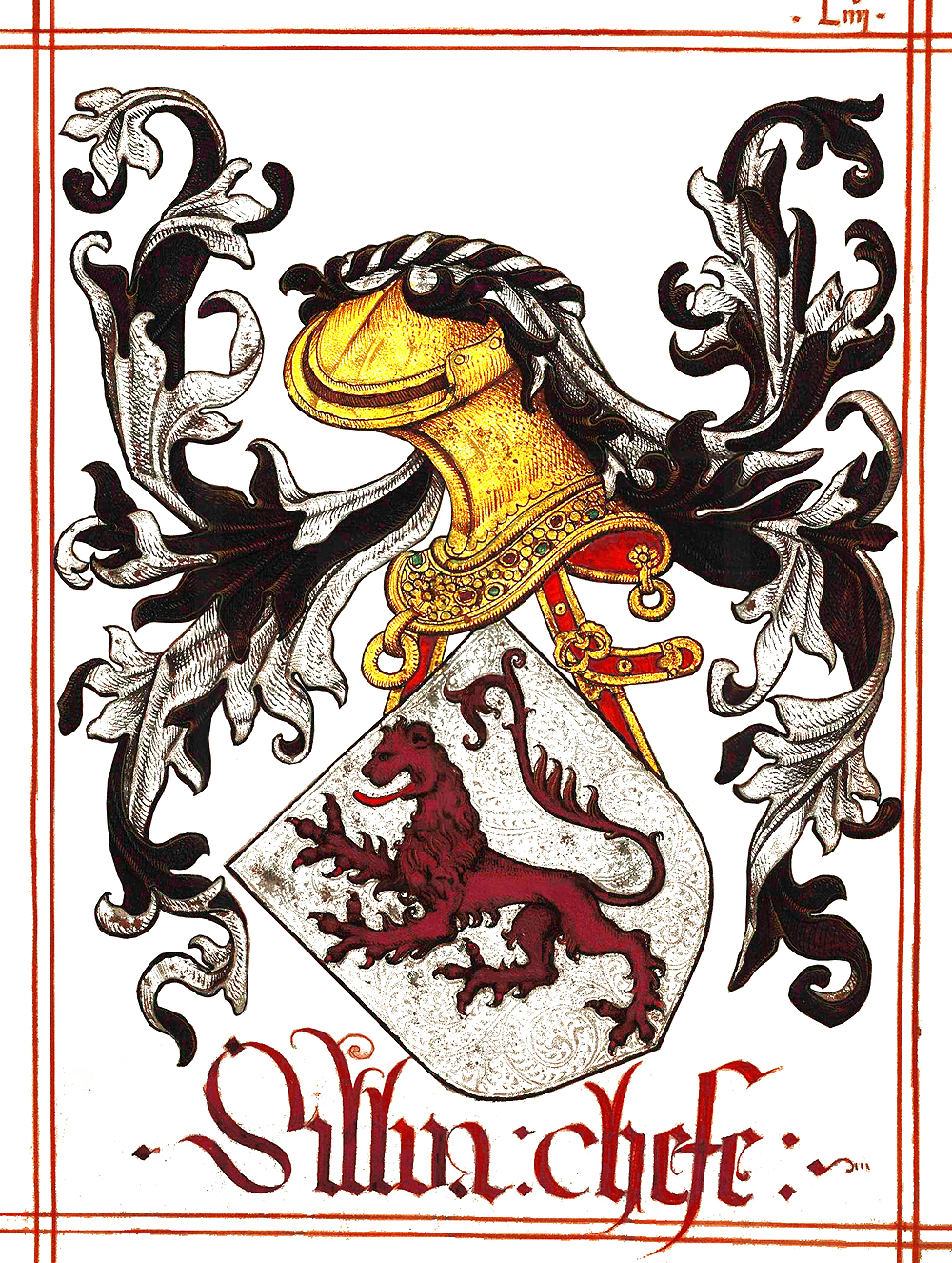
Сілва f. 54
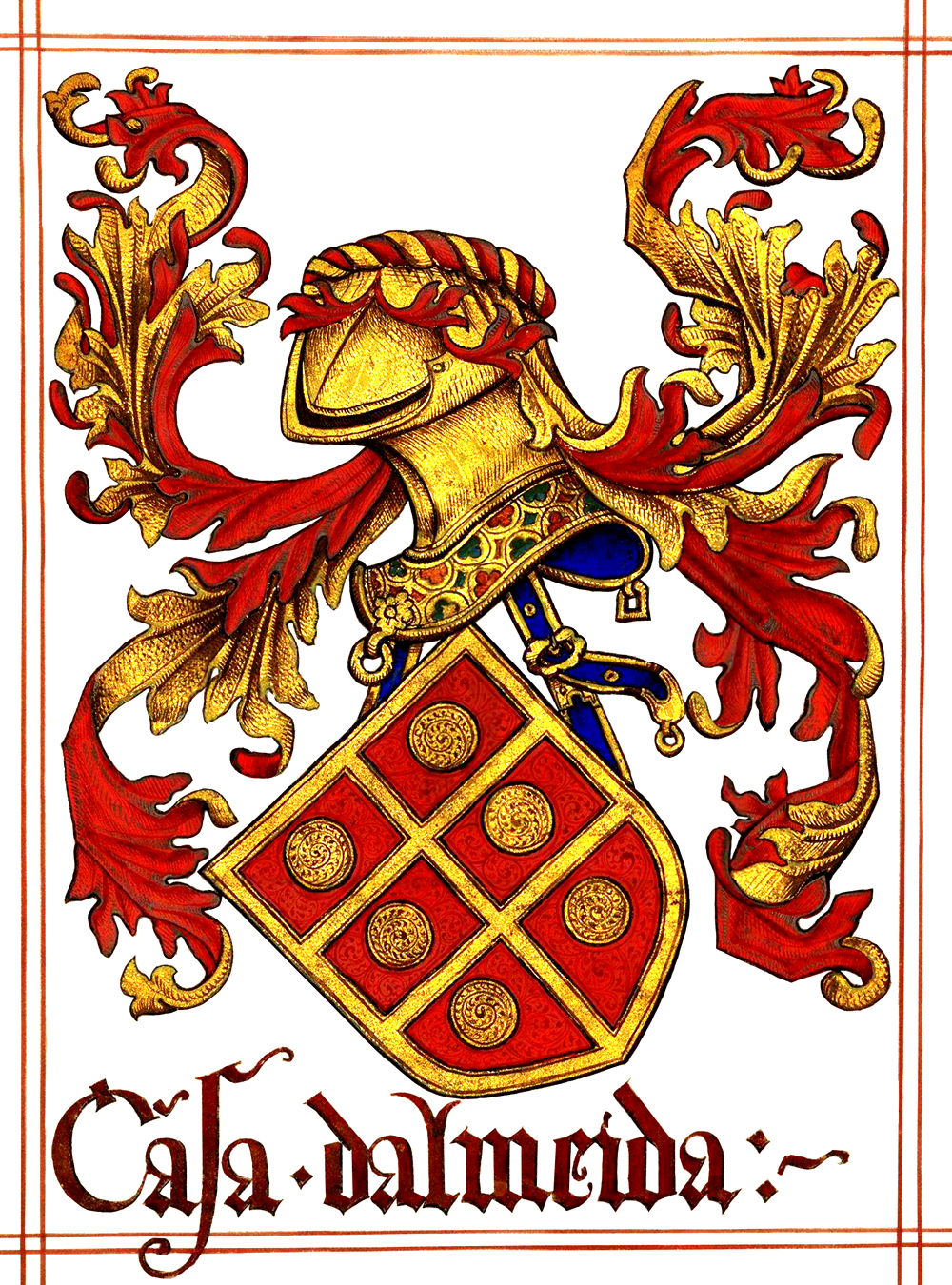
Алмейда f. 55v
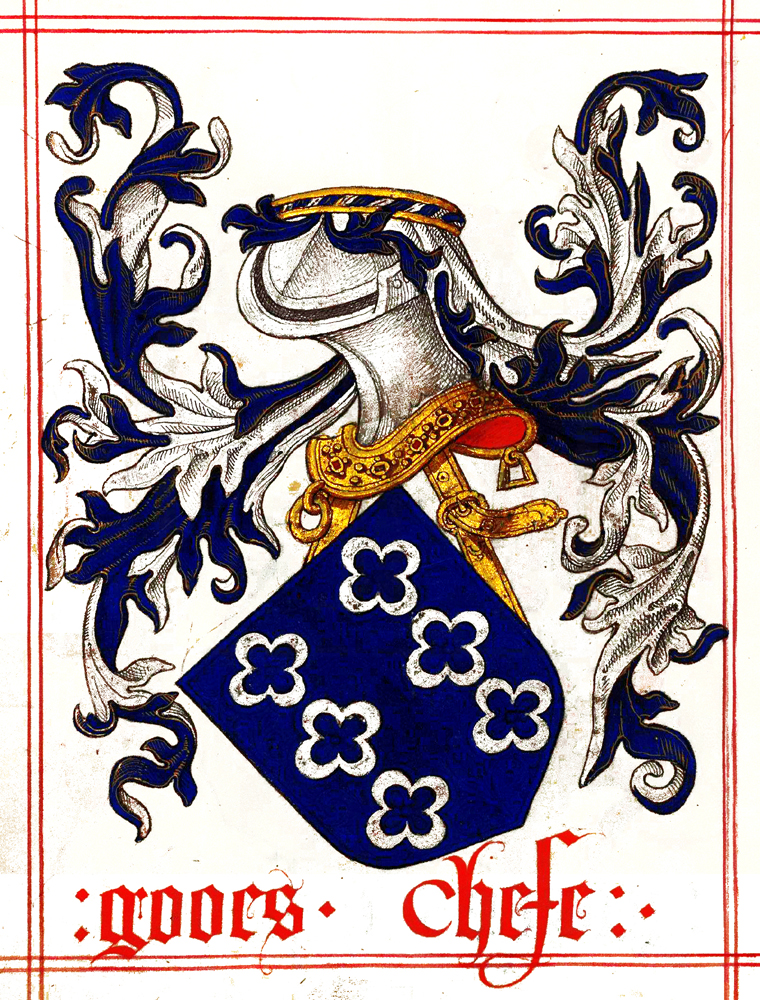
Гойші f. 69v
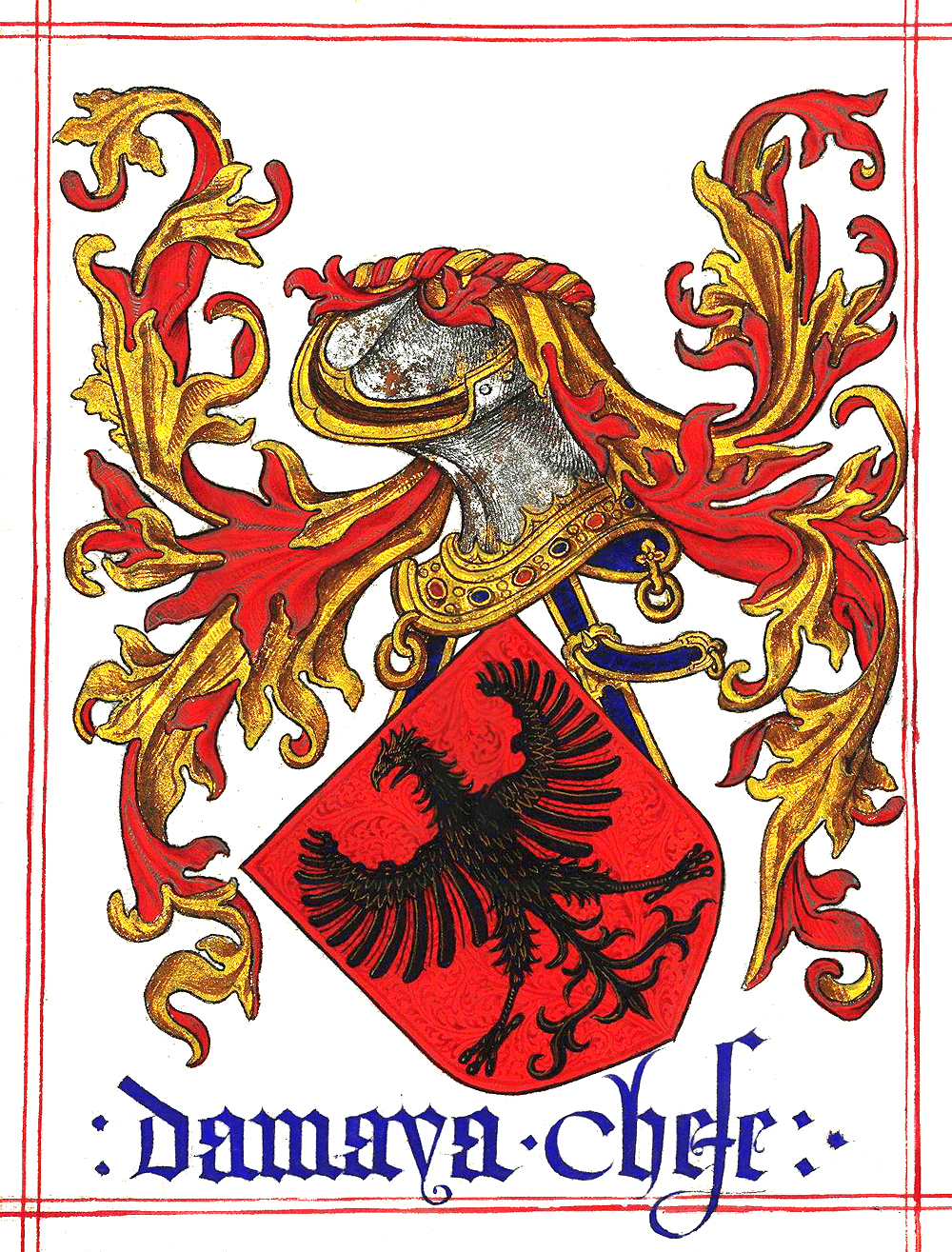
Майя f. 100v

- Conde de Penela (Vasconcelos e Meneses, 1471) (fl 47r)
- Noronha (Conde de Odemira, 1446) (fl 47v)
- Conde de Valença (Meneses, 1464) (fl 48r)
- Conde de Marialva (Coutinho, 1440) (fl 48v)
- Castro Conde de Monsanto (1460) (fl 49r)
- Ataíde (Conde de Atouguia, 1448) (fl 49v)
- Eça (fl 50r)
- Castro (de treze arruelas) (fl 51r)
- Cunha (fl 51v)
- Sousa (fl 52r)
- Pereira (Conde da Feira, 1481) (fl 52v)
- Vasconcelos (fl 53r)
- Melo (Conde de Tentúgal, 1504) (fl 53v)
- Albuquerque (fl 54v)
- Freire de Andrade (fl 55r)
- D. Diogo de Almeida, prior do Crato (fl 56r)
- D. Pedro da Silva (fl 56v)
- Manuel (fl 57r)
- Moniz de Lusignan (fl 57v)
- Lima (fl 58r)
- Távora (fl 58v)
- Henriques (fl 59r)
- Mendonça (fl 59v)
- Albergaria (fl 60r)
- Almada (fl 60v)
- Azevedo (fl 61r)
- Castelo-Branco (fl 61v)
- Baião Resende (fl 62r)
- Abreu (fl 62v)
- Brito (fl 63r)
- Moniz (fl 63v)
- Moura (fl 64r)
- Lobo (Barão de Alvito (Lobo da Silveira), 1475) (fl 64v)
- Sá (fl 65r)
- Lemos (fl 65v)
- Ribeiro (fl 66r)
- Cabral (fl 66v)
- Cerveira (fl 67r)
- Miranda (fl 67v)
- Silveira (fl 68r)
- Falcão (fl 68v)
- Góios (fl 69r)
- Sampaio (fl 70r)
- Malafaia (fl 70v)
- Tavares (fl 71r)
- Pimentel (fl 71v)
- Sequeira (fl 72r)
- Costa (fl 72v)
- Lago (fl 73r)
- Vasco Anes Corte-Real (fl 73v)
- Meira (fl 74r)
- Boim (fl 74v)
- Passanha (fl 75r)
- Teixeira (fl 75v)
- Pedrosa (fl 76r)
- Bairros (fl 76v)
- Mascarenhas (fl 77r)
- Mota (fl 77v)
- Vieira (fl 78r)
- Bethancourt (fl 78v)
- Aguiar (fl 79r)
- Faria (fl 79v)
- Borges (fl 80r)
- Pacheco (fl 80v)
- Souto Maior (fl 81r)
- Serpa (fl 81v)
- Barreto (fl 82r)
- Arca (fl 82v)
- Nogueira (fl 83r)
- Pintos (fl 83v)
- Coelho (fl 84r)
- Queirós (fl 84v)
- Sem (fl 85r)
- Aguilar (fl 85v)
- Duarte Brandão (fl 86r)
- Gama (fl 86v)
- D. Vasco da Gama, Almirante da Índia (fl 87r)
- Fonseca (fl 87v)
- Ferreira (fl 88r)
- Magalhães (fl 88v)
- Fogaça (fl 89r)
- Valente (fl 89v)
- Boto (fl 90r)
- Lobato (fl 90v)
- Gorizo (fl 91r)
- Caldeira (fl 91v)
- Tinoco (fl 92r)
- Barbudo (fl 92v)
- Barbuda (fl 93r)
- Beja (fl 93v)
- Valadares (fl 94r)
- Larzedo (fl 94v)
- Galvão (fl 95r)
- Nóbrega (fl 95v)
- Barboso (fl 96r)
- Godinho (fl 96v)
- Barbato (fl 97r)
- Aranha (fl 97v)
- Gouveia (fl 98r)
- Francisco de Beja (fl 98v)
- Jácome (fl 99r)
- Vogado (fl 99v)
- Diogo Roiz Botilher (fl 100r)
- Serrão (fl 101r)
- Pedroso (fl 101v)
- Mexias (fl 102r)
- Grã (fl 102v)
- Pestana (fl 103r)
- Vilalobos (fl 103v)
- Pêro da Alcáçova (fl 104r)
- Abul (fl 104v)
- Gabriel Gonçalves (Temudo)(fl 105r)
- Gilvant Vistet(fl 105v)
- Afonso Garcês (fl 106r)
- Rolão d'Aussi (fl 106v)
- Velxira (fl 107r)
- Pina (fl 107v)
- Pêro Lourenço de Guimarães (fl 108r)
- Matos (fl 108v)
- Ornelas (fl 109r)
- Cerqueira (fl 109v)
- Martim Leme (fl 110r)
- António Leme (fl 110v)
- Vilhegas (fl 111r)
- D. Pêro Rodrigues (Amaral) (fl 111v)
- Figueira de Chaves (fl 112r)
- Veiga (fl 112v)
- Pau (fl 113r)
- Taveira (fl 113v)
- Ortiz (fl 114r)
- Azinhal Sacoto (fl 114v)
- Paim (fl 115r)
- Porras (fl 115v)
- Viveiro (fl 116r)
- João Lopes de Leão (fl 116v)

#### Шляхта
- Frazão (fl 117r), canto superior esquerdo
- Teive (fl 117r), canto superior direito
- Alcoforado (fl 117r), canto inferior esquerdo
- Homem (fl 117r), canto inferior direito
- Antas (fl 117v), etc.
- Godim
- Barradas
- Leitão
- Barejola (fl 118r)
- João Álvares Colaço
- João Afonso de Santarém
- Fernão Gomes da Mina
- Vilanova (fl 118v)
- Barba
- Privado
- João da Fazenda
- Gomide (fl 119r)
- Chacim
- Taborda
- Paiva
- Filipe (fl 119v)
- Felgueira
- Amaral
- Casal
- Velho (fl 120r)
- Lordelo
- Peixoto
- Novais
- Carvoeiro (fl 120v)
- Gatacho
- Borreco (sic)
- Vale
- Barroso (fl 121r)
- Fafes
- Ulveira
- Carregueiro
- João Garcês (fl 121v)
- Gonçalo Pires Bandeira
- Calça
- Rebelo
- Portocarreiro (fl 122r)
- Azambuja
- Pais
- Metelo
- (Armas sem nome) (fl 122v)
- Botelho
- Correia
- Barbedo
- Freitas (fl 123r)
- Carvalho
- Negro
- Pinheiro de Andrade
- Pinheiro (fl 123v)
- Campos
- Gil Uant Ouvistet[1]
- Albernaz
- Cardoso (fl 124r)
- Perdigão
- Vinhal
- Alpoim
- Carvalhal (fl 124v)
- Búzio
- Magalhães
- Maracote
- Fróis (fl 125r)
- Lobeira
- Frielas
- Antão Gonçalves
- Fuseiro (fl 125v)
- Morais
- Unha
- Almas
- Martim Rodrigues (fl 126r)
- Refóios
- Barbança
- Moreira
- Nicolau Coelho (fl 126v)
- Teive
- Cordovil
- Boteto
- Alvelos (fl 127r)
- Avelar
- Chaves
- Beça
- Montarroio (fl 127v)
- Farinha
- Cotrim
- Figueiredo
- Oliveira (fl 128r)
- Cogominho
- Carreiro
- Marinho
- Brandão (fl 128v)
- Carrilho
- Sodré
- Machado
- Sardinha (fl 129r)
- Diogo Fernandes (Correia)
- João Lopes
- André Rodrigues
- Jorge Afonso (fl 129v)
- Lobia
- Guedes
- Franca (sic)
- Gramaxo (fl 130r)
- Castanheda
- Trigueiros
- Barboso
- Revaldo (fl 130v)
- Outis
- Bulhão
- Azeredo
- Travaços (fl 131r)
- Lei
- Quintal
- Canto
- Lagarto (fl 131v)
- Picanço
- Feijó
- Esteves
- Correia (fl 132r)
- Rocha
- Rego
- Galhardo
- Drago (fl 132v)
- Corvacho
- Camelo
- Tourinho
- Diogo Cão (fl 133r)
- Lanções
- Araújo
- Monteiro
- Gavião (fl 133v)
- Carrilho
- Arrais
- Barros
- João Fernandes do Arco (fl 134r)
- Fagundes
- Caiado Gamboa
- D. João, bispo de Tânger (Lobo)
- Severim (fl 134v)
- Presno
- Henrique de Coimbra|D. Frei Henrique, bispo de Ceuta (Coimbra)
- Luís Álvares de Aveiro
- Estêvão Martins, Mestre Escola (fl 135r)
- Ribafria (fl 136r)
- Torres (fl 137r)